# Liste der Biografien/Mai
Liste der Biografien |
Portal Biografien |
Personensuche
# |
A |
B |
C |
D |
E |
F |
G |
H |
I |
J |
K |
L |
M |
N |
O |
P |
Q |
R |
S |
T |
U |
V |
W |
X |
Y |
Z |
?
 
Ma |
Mb |
Mc |
Md |
Me |
Mf |
Mg |
Mh |
Mi |
Mj |
Mk |
Ml |
Mm |
Mn |
Mo |
Mp |
Mq |
Mr |
Ms |
Mt |
Mu |
Mv |
Mw |
Mx |
My |
Mz
 
Maa |
Mab |
Mac |
Mad |
Mae |
Maf |
Mag |
Mah |
Mai |
Maj |
Mak |
Mal |
Mam |
Man |
Mao |
Map |
Maq |
Mar |
Mas |
Mat |
Mau |
Mav |
Maw |
Max |
May |
Maz
Die Liste der Biografien führt alle Personen auf, die in der deutschsprachigen Wikipedia einen Artikel haben. Dieses ist eine Teilliste mit 1075 Einträgen von Personen, deren Namen mit den Buchstaben „Mai“ beginnt.

## Mai
- Mai Luong, Dominic (1940–2017), vietnamesisch-US-amerikanischer Geistlicher, Weihbischof in Orange in California
- Mai Napatt Nirundorn (* 2002), thailändische Tennisspielerin
- Mai Phương Thúy (* 1988), vietnamesisches Model und Miss Vietnam 2006
- Mai Văn Hòa (1927–1971), südvietnamesischer Tischtennisspieler
- Mai, Angelo (1782–1854), italienischer Kardinal und Philologe
- Mai, Anke (* 1965), deutsche Journalistin
- Mai, Christina (* 1961), deutsche Langstreckenläuferin
- Mai, Đức Chung (* 1951), vietnamesischer Fußballspieler und -trainer
- Mai, Ekkehard (1946–2020), deutscher Kunsthistoriker
- Mai, Elmar (* 1948), deutscher Biologe, Autor, Filmrealisator und WissenschaftsjournalistElmar Mai (* 1948)

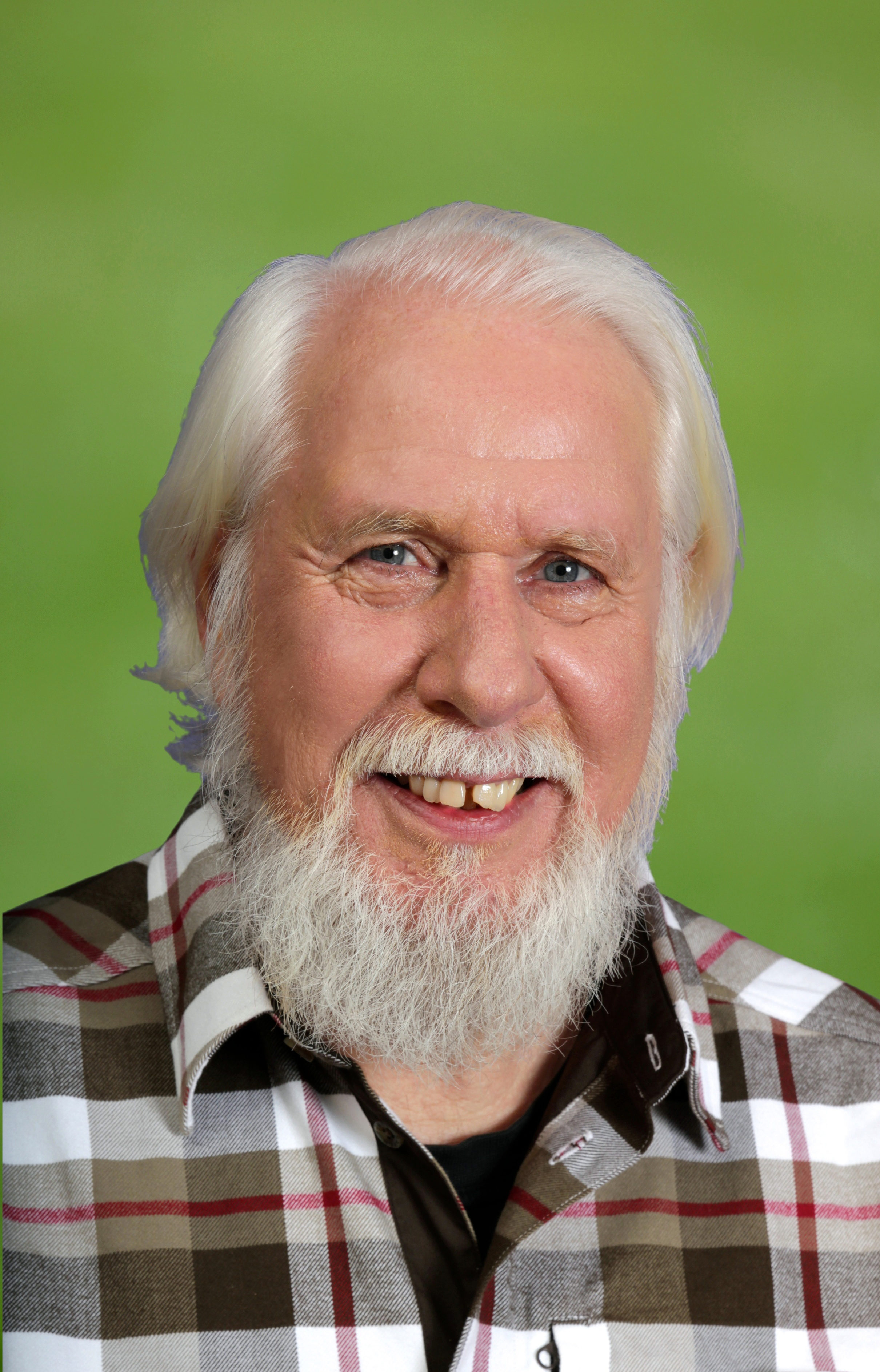
Elmar Mai (* 1948)

- Mai, Ernst (* 1915), deutscher Jurist, Richter am Bundesgerichtshof, Vorsitzender des IX. Zivilsenats.
- Mai, Franz (1911–1999), deutscher Jurist und Intendant des Saarländischen Rundfunks
- Mai, Franz Anton (1742–1814), deutscher Mediziner, Rektor der Universität Heidelberg
- Mai, Franziska (* 1999), deutsche Fußballspielerin
- Mai, Gerhard (* 1957), deutscher Politiker (Bündnis 90/Die Grünen), MdL
- Mai, Günter Josef (1923–1963), deutscher römisch-katholischer Schriftsteller
- Mai, Gunther (* 1949), deutscher Historiker
- Mai, Hartmut (* 1937), deutscher Theologe, Kirchenhistoriker, Christlicher Archäologe und Kunsthistoriker
- Mai, Herbert (* 1947), deutscher Gewerkschafter (ÖTV) und Manager
- Mai, Hermann (1902–2001), deutscher Pädiater und Hochschullehrer
- Mai, Iris (* 1962), deutsche Schachspielerin
- Mai, Jochen (* 1968), deutscher Blogger, Journalist, Autor und Unternehmer
- Mai, Johann (* 1859), Fachschriftsteller, Privatlithograph, Photograph und Zeichner
- Mai, Johannes Wilhelm (1759–1827), deutscher Apotheker
- Mai, Jordan (1866–1922), deutscher Franziskaner
- Mai, Julia (1979–2018), deutsche Triathletin
- Mai, Jürgen (* 1951), deutscher Schauspieler, Regisseur und Synchronsprecher
- Mai, Karl (1909–1993), deutscher Kommunalpolitiker (CDU)
- Mai, Karl (1928–1993), deutscher Fußballspieler und -trainer
- Mai, Karl Heinz (1920–1964), deutscher Fotograf
- Mai, Karl Reinhold (* 1951), deutscher Bankmanager im Ruhestand und ehemaliger Vorstandsvorsitzender der Sparkasse Lüneburg
- Mai, Klaus-Rüdiger (* 1963), deutscher Dramaturg, Sachbuchautor und SchriftstellerKlaus-Rüdiger Mai (* 1963)

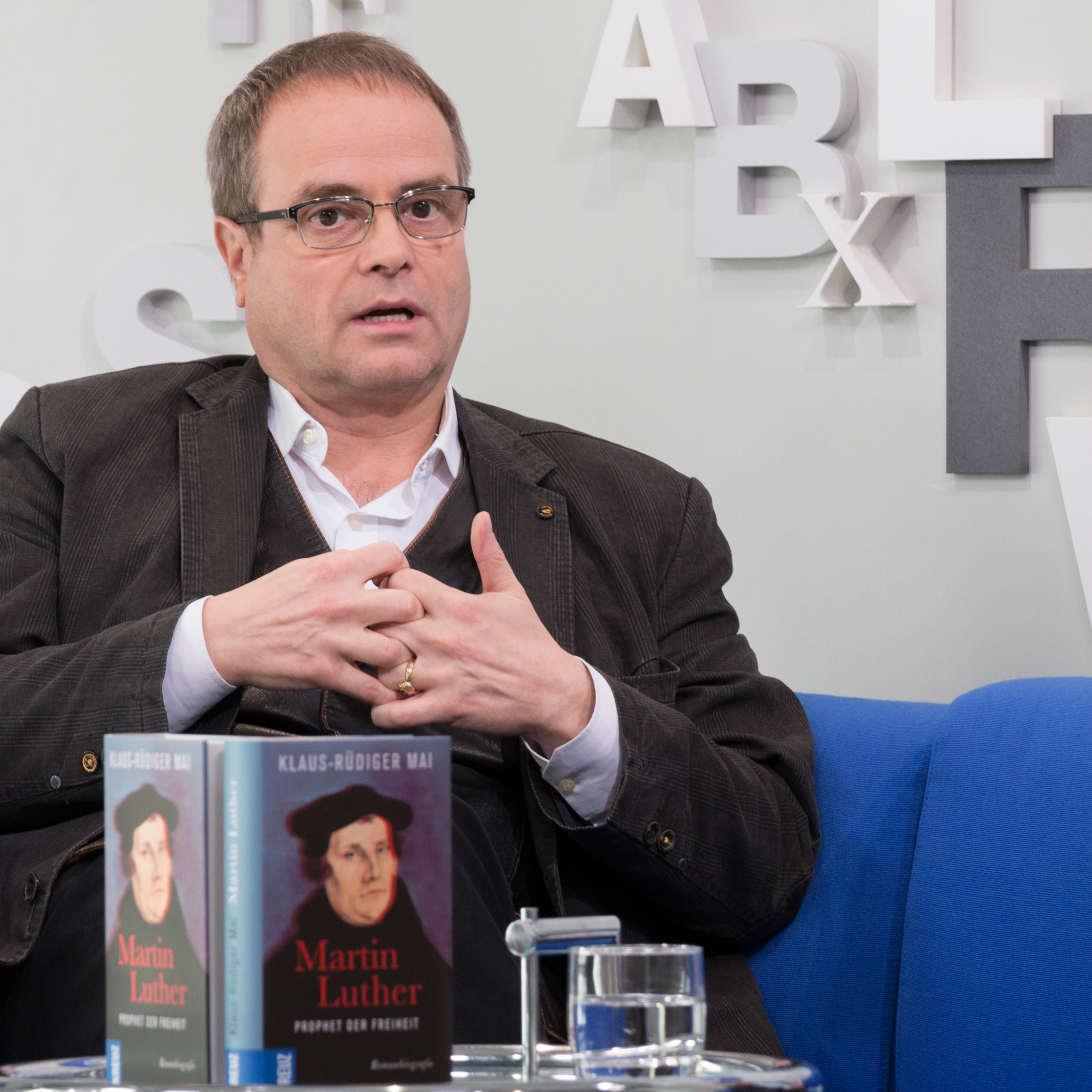
Klaus-Rüdiger Mai (* 1963)

- Mai, Lars Lukas (* 2000), deutscher Fußballspieler
- Mai, Ludger (1941–2021), deutscher Organist
- Mai, Manfred (* 1949), deutscher Lehrer und Schriftsteller
- Mai, Manfred (* 1953), deutscher Politikwissenschaftler
- Mai, Michael (* 1974), US-amerikanischer Basketballtrainer
- Mai, Monika (* 1960), deutsche Politikerin (SPD), MdL
- Mai, Mukhtar (* 1972), pakistanische Aktivistin für die Rechte der Frau
- Mai, Nico (* 2001), deutscher Fußballspieler
- Mai, Oskar (1892–1945), deutscher KPD-Funktionär und Antifaschist
- Mai, Paul (1935–2022), deutscher katholischer Priester und Historiker
- Mai, Reinhold H. (* 1957), deutscher Autor und Übersetzer
- Mai, Roland (1935–2017), deutscher Ingenieur und Hochschullehrer
- Mai, Rolf (* 1966), deutscher Autor
- Mai, Sebastian (* 1993), deutscher Fußballspieler
- Mai, Shengmei (* 1950), chinesische Autorin
- Mai, Silvia Amella (* 1961), deutsche Kulturwissenschaftlerin und Autorin
- Mai, Simona (* 1977), deutsche Film- und Theaterschauspielerin
- Mai, Udo (1967–2015), deutscher Fußballspieler
- Mai, Ulrike (* 1960), deutsche Schauspielerin und Synchronsprecherin
- Mai, Vanessa (* 1992), deutsche Sängerin und SchauspielerinVanessa Mai (* 1992)

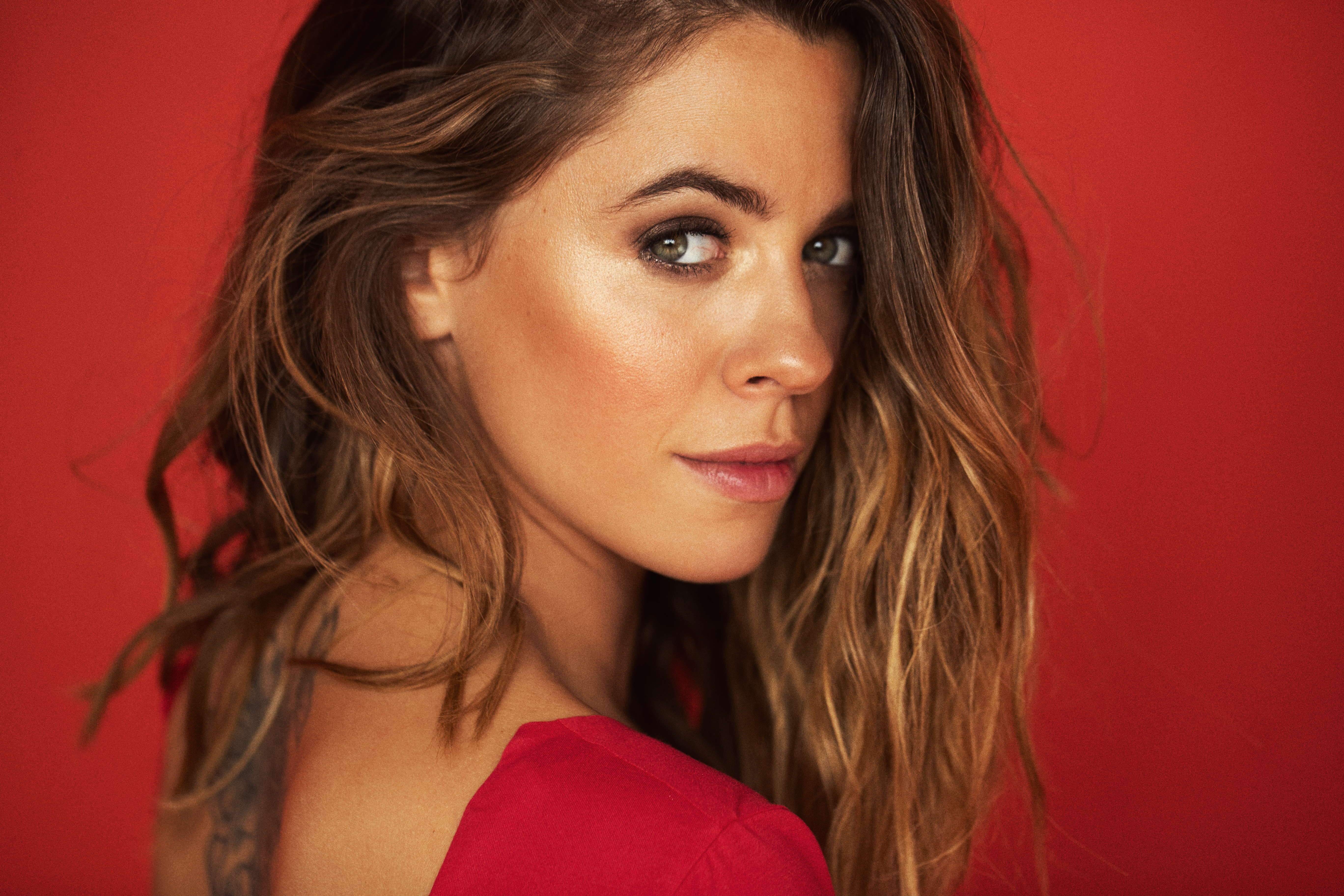
Vanessa Mai (* 1992)

- Mai, Volker (* 1966), deutscher Leichtathlet
- Mai, Walter (* 1936), deutscher Marineoffizier, Regattasegler und Olympiateilnehmer
- Mai, Willi (1912–1945), deutscher Volkskundler in der Zeit des Nationalsozialismus
- Mai, Yvonne, deutsche Schauspielerin
- Mai-Graham, Yvonne (* 1965), deutsch-jamaikanische Mittelstreckenläuferin
- Mai-Majewski, Wladimir Senonowitsch (1867–1920), russischer General während des Russischen Bürgerkrieges

### Maia
- Maia, Amme des Tutanchamun
- Maia da Silva, Iracema (* 1955), brasilianische Kommunalpolitikerin
- Maïa Fataweeporn (* 2004), thailändisch-französischer Fußballspieler
- Maia Pinto, Carlos (1886–1932), portugiesischer Politiker, Premierminister von Portugal
- Maia, Ana Paula (* 1977), brasilianische Schriftstellerin
- Maia, Armindo, osttimoresischer Akademiker und Politiker
- Maia, César (* 1945), brasilianischer Geschäftsmann und Politiker
- Maia, Circe (* 1932), uruguayische Schriftstellerin
- Maia, Emílio Joaquim da Silva (1808–1859), brasilianischer Arzt und Naturforscher
- Maia, Geraldo dos Reis (* 1964), brasilianischer Geistlicher, römisch-katholischer Bischof von Araçuaí
- Maia, Jacinto (1972–2007), osttimoresischer Politiker
- Maia, João (* 1968), portugiesischer Regisseur und Drehbuchautor
- Maia, Mateus (1957–2021), osttimoresisch-indonesischer Politiker
- Maia, Miguel (* 1971), portugiesischer Beachvolleyballspieler
- Maia, Oto Agripino (* 1943), brasilianischer Diplomat
- Maia, Paulo Moniz (* 1961), osttimoresischer Politiker
- Maia, Philipe (* 1995), brasilianischer Fußballspieler
- Maia, Rodrigo (* 1970), brasilianischer Politiker
- Maia, Salgueiro (1944–1992), portugiesischer Offizier
- Maia, Thiago (* 1997), brasilianischer Fußballspieler
- Maia, Tim (1942–1998), brasilianischer Sänger, Songwriter, Produzent, Dirigent und Multi-Instrumentalist
- Maia, Ubaldo Ramalhete (1882–1950), brasilianischer Anwalt und Politiker
- Maia, Walisson (* 1991), brasilianischer Fußballspieler
- Maia, Zenaide (* 1954), brasilianische Politikerin
- Maiacala, Alcides (* 1983), angolanischer Politiker (MPLA)
- Maiani, Claudio (* 1956), san-marinesischer Fußballspieler
- Maiani, Dante (* 1946), san-marinesischer Fußballspieler
- Maiani, Luciano (* 1941), italienischer Physiker
- Maiava, Kaluka (* 1986), US-amerikanischer American-Football-SpielerKaluka Maiava (* 1986)

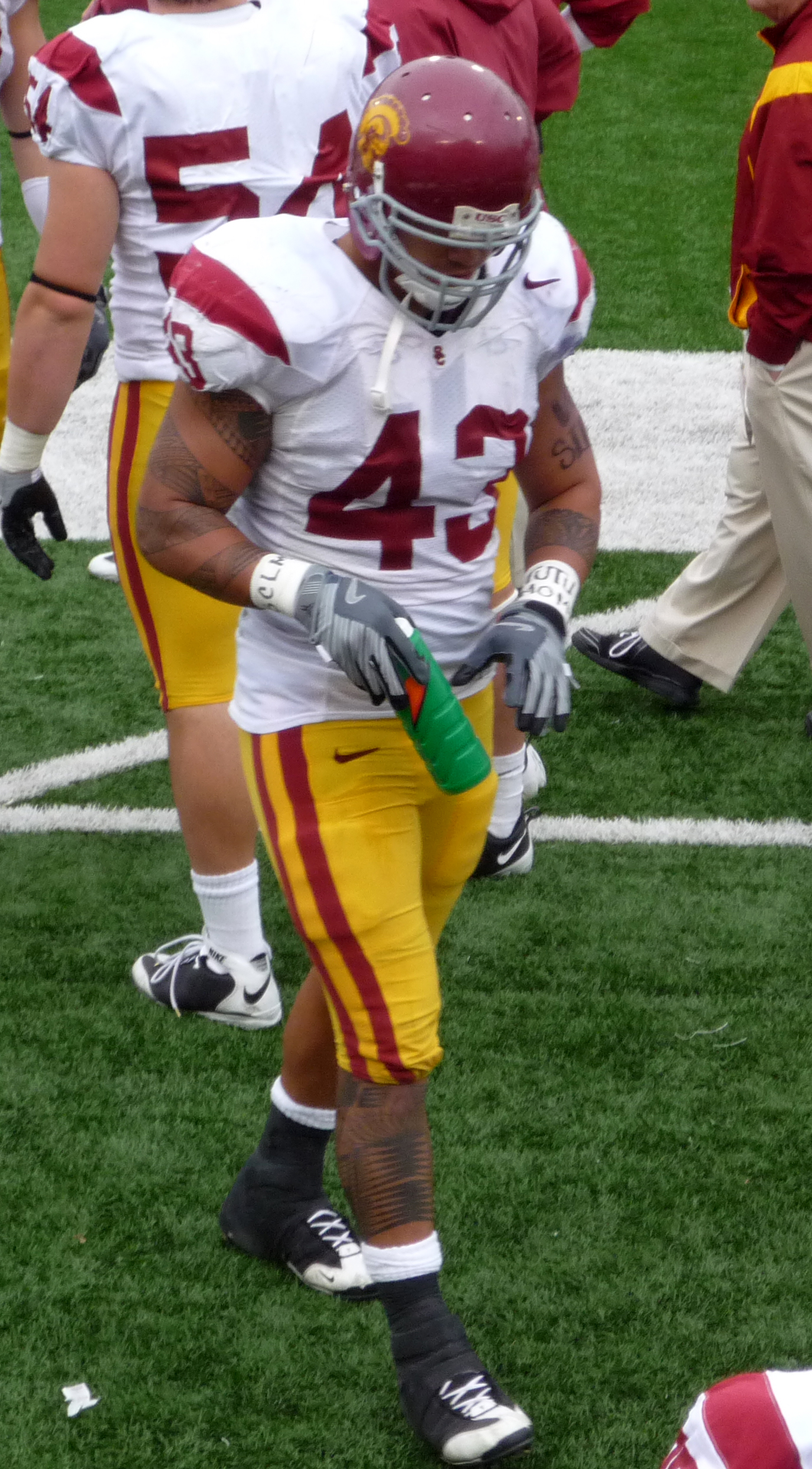
Kaluka Maiava (* 1986)

- Maiava-Paris, Calen (* 1983), neuseeländischer Schauspieler

### Maib
- Maibach, Günter (* 1953), deutscher Politiker (CDU)
- Maibach, Heinz (1933–2015), deutscher Lehrer, Archivar und Heimathistoriker
- Maibach, Oliver (* 1972), Schweizer Schlagersänger, Rechtsanwalt, Hochschuldozent und UnternehmerOliver Maibach (* 1972)

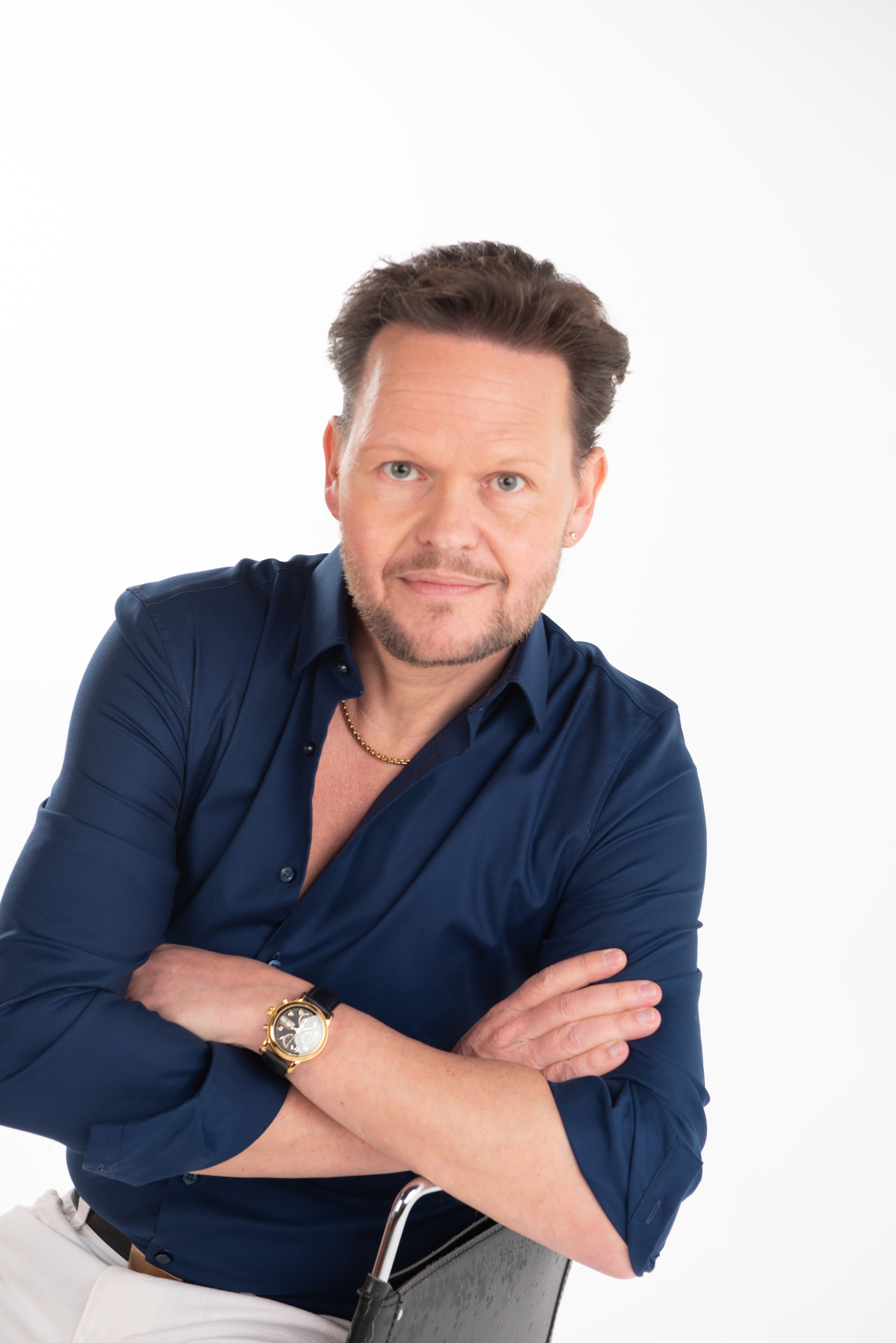
Oliver Maibach (* 1972)

- Maibach, Rolf (* 1943), Schweizer Kinderarzt, Schweizer des Jahres 2010
- Maibaum, Gepa (1935–2007), deutsche Politikerin (SPD), Kölner Bürgermeisterin und MdEP
- Maibaum, Nicole (* 1971), deutsche Journalistin und Schriftstellerin
- Maibaum, Richard (1909–1991), US-amerikanischer Drehbuchautor
- Maibaum, Uwe (* 1962), deutscher Kirchenmusiker
- Maibaum, Werner (1928–2007), deutscher Historiker
- Maibaum, Wilhelm (1919–1994), deutscher Politiker (SPD), MdB
- Maibohm, Ludwig (1914–1997), deutscher Sportjournalist
- Maibohm, Wolfgang (* 1951), deutscher Volleyballspieler
- Maibom, Heidi Lene, Philosophin und Hochschullehrerin
- Maiboroda, Arkadi Iwanowitsch (1798–1845), russischer Oberst, Denunziant des Dekabristen Pestel
- Maibritt (* 2002), österreichische Singer-Songwriterin
- Maibuca, Karalo (* 1999), tuvaluischer Leichtathlet
- Maiburg, Anette (* 1963), deutsche Flötistin
- Maiburg, Rita (1952–1977), deutsche Pilotin, erster weiblicher Linienflugkapitän der Welt

### Maic
- Maichel, Daniel (1693–1752), deutscher Hochschullehrer, Professor für Philosophie, Theologie, Logik, Physik sowie später der Rechte und der Politik
- Maichel, Gert (* 1949), deutscher Jurist und Industriemanager
- Maichelbeck, Franz Anton (1702–1750), deutscher Organist und Komponist
- Maicher, Claudia (* 1978), deutsche Politikerin (Bündnis 90/Die Grünen), MdL
- Maicher, Peter (* 1944), deutscher Gymnasiallehrer und Landtagsbeamter
- Maickler, Georg Conrad (1574–1647), deutscher evangelischer Pfarrer und neulateinischer Dichter
- Maicon (* 1981), brasilianischer FußballspielerMaicon (* 1981)

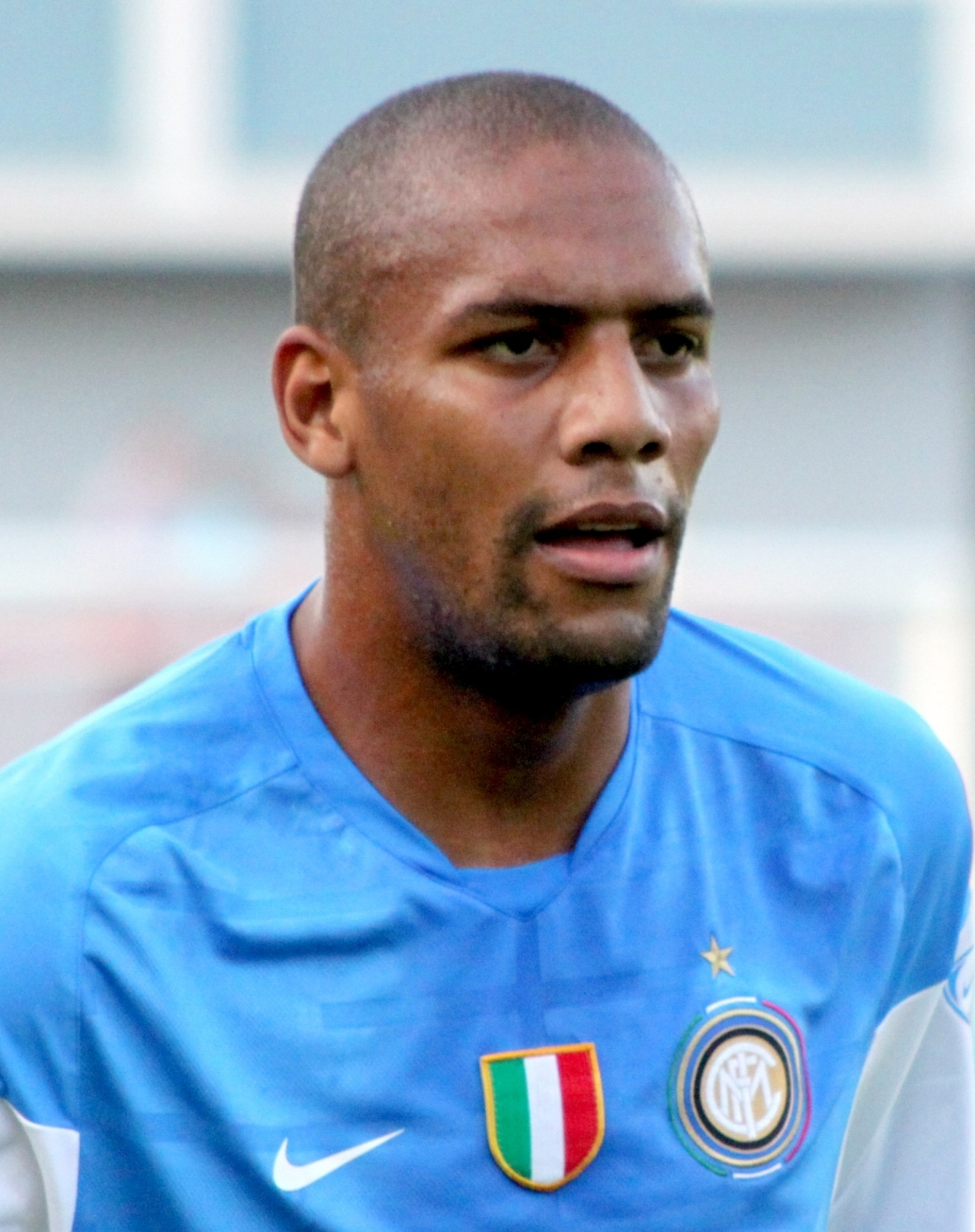
Maicon (* 1981)

- Maicosuel (* 1986), brasilianischer Fußballspieler

### Maid
- Maida, Adam Joseph (* 1930), US-amerikanischer Geistlicher, emeritierter Erzbischof von Detroit und Kardinal
- Maida, Antonio (1913–1984), argentinischer Tangosänger
- Maida, Roberto (1908–1993), argentinischer Tangosänger
- Maïdah, Mamoudou (1924–2005), nigrischer Lehrer und Politiker
- Maidalchini, Francesco (1631–1700), italienischer Kardinal
- Maidalchini, Olimpia (1591–1657), Schwägerin Papst Innozenz’ X.
- Maidana, Ananías (1923–2010), paraguayischer Politiker
- Maidana, Cristian (* 1987), argentinischer Fußballspieler
- Maidana, Derlis (* 1975), paraguayischer Politiker, Gouverneur, Mitglied der Abgeordnetenkammer und Senator
- Maidana, Fredy (* 1994), paraguayischer Leichtathlet
- Maidana, Guillermo (* 1988), uruguayischer Fußballspieler
- Maidana, Hernán (* 1972), argentinischer Fußballschiedsrichterassistent
- Maidana, Luis (* 1934), uruguayischer Fußballspieler
- Maidana, Marcos René (* 1983), argentinischer Boxer
- Maidana, Salvador (* 1987), uruguayischer Fußballspieler
- Maidanik, Kiwa Lwowitsch (1929–2006), sowjetischer Historiker und Politologe
- Maidburg, Franz († 1533), deutscher Bildhauer der Spätgotik und der Frührenaissance
- Maiden, Joseph (1859–1925), australischer Botaniker
- Maiden, Willie (1928–1976), US-amerikanischer Tenorsaxophonist und Arrangeur
- Maidens, Michael (1987–2007), englischer Fußballspieler
- Maidhof, Julia (* 1998), deutsche HandballspielerinJulia Maidhof (* 1998)

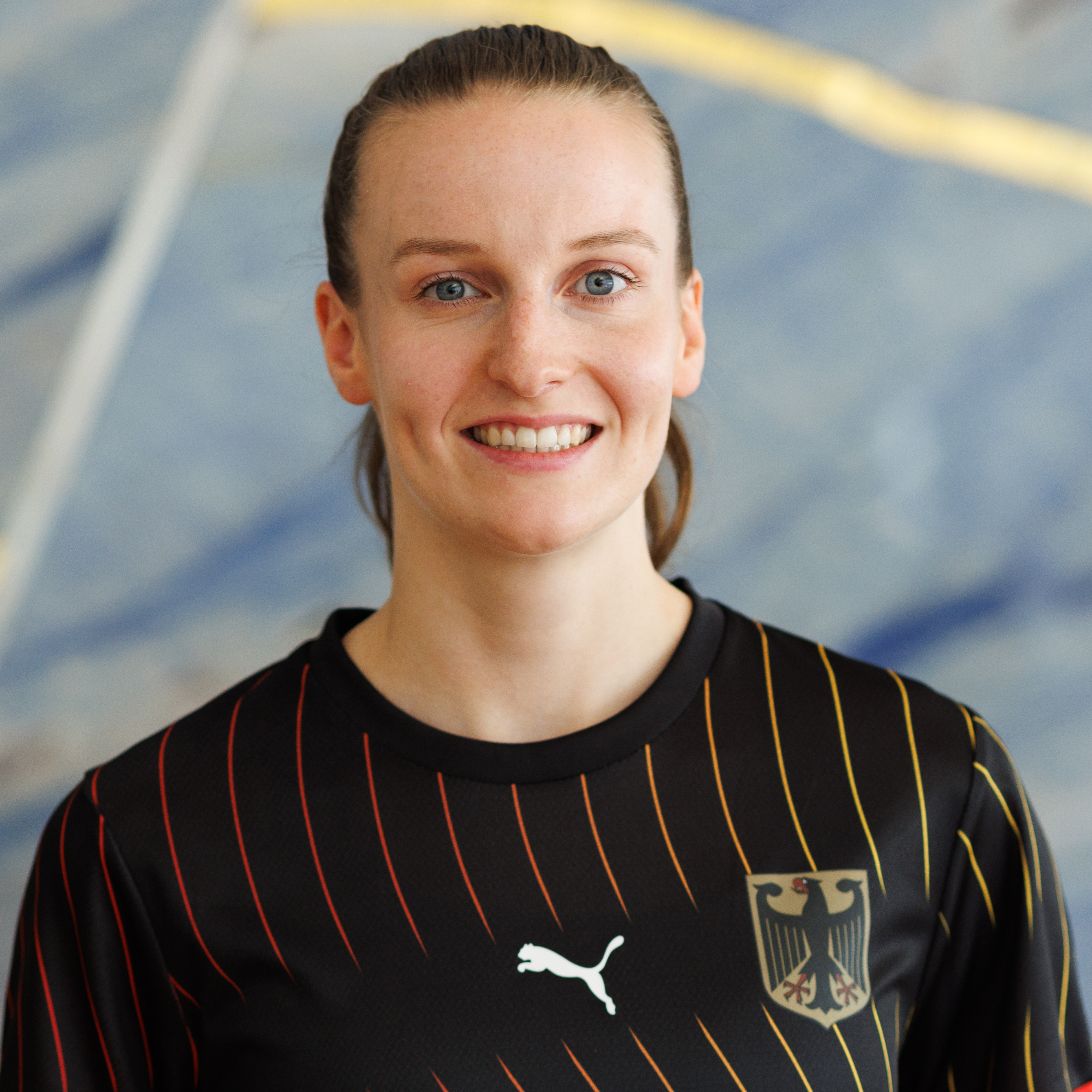
Julia Maidhof (* 1998)

- Maidin, Shamsul (* 1966), singapurischer Fußballschiedsrichter
- Maidjida, Zacharia (* 1969), zentralafrikanischer Mittelstreckenläufer
- Maidment, Greg (* 1983), kanadischer Skeletonsportler
- Maidment, Susannah (* 1981), britische Wirbeltier-Paläontologin
- Maïdou, Henri (* 1936), zentralafrikanischer Politiker, Premierminister der Zentralafrikanischen Republik
- Maidowski, Ulrich (* 1958), deutscher Jurist, Richter am Bundesverwaltungsgericht und des Bundesverfassungsgerichts
- Maidstone, Walter († 1317), englischer Geistlicher, Bischof von Worcester

### Maie
- Maie, Hidetaka (* 2003), japanischer Fußballspieler

#### Maiel
- Maiello, Raffaele (1934–2013), italienischer Fernsehregisseur
- Maiello, Tony (* 1989), italienischer Popsänger

#### Maien
- Maien, Michael (* 1945), deutscher Schauspieler, Schlagersänger, Drehbuchautor und Schriftsteller
- Maienborn, Claudia (* 1963), deutsche Germanistin
- Maienfisch, Johann Jakob (1726–1802), Schweizer Militär, zuletzt Maréchal de camp der französischen Armee
- Maienschein, Brian (* 1969), US-amerikanischer Politiker

#### Maier

##### Maier R
- Maier Reinhard, Christiane (* 1950), Deutsche-Schweizer Dozentin für Kunstpädagogik und Bildnerische und Technische Gestaltung, Malerin, Zeichnerin und Autorin

##### Maier S
- Maier Schriever, Pia (* 1972), deutsche Architektin und Bühnenbildnerin

##### Maier, A – Maier, W

###### Maier, A
- Maier, Adalbert (1811–1889), deutscher Theologe, Geistlicher und Hochschullehrer
- Maier, Adolf (1861–1935), österreichischer Politiker (CSP), Landtagsabgeordneter
- Maier, Adolf (1871–1963), deutscher Jurist und preußischer Politiker
- Maier, Albert (1873–1961), deutscher Schulleiter und Autor
- Maier, Albert (1890–1962), deutscher Politiker (CDU)
- Maier, Albert (* 1948), deutscher Kunst- und Antiquitätenhändler
- Maier, Alex (1917–2005), Schweizer Grafiker, Zeichner, Maler und Kunstpädagoge
- Maier, Alexander (* 1974), österreichischer Snowboarder
- Maier, Alexander (* 1991), deutscher Politiker (Bündnis 90/Die Grünen), MdL, Oberbürgermeister von Göppingen
- Maier, Aloys (1782–1851), deutscher Landrat
- Maier, Andreas (* 1967), deutscher SchriftstellerAndreas Maier (* 1967)

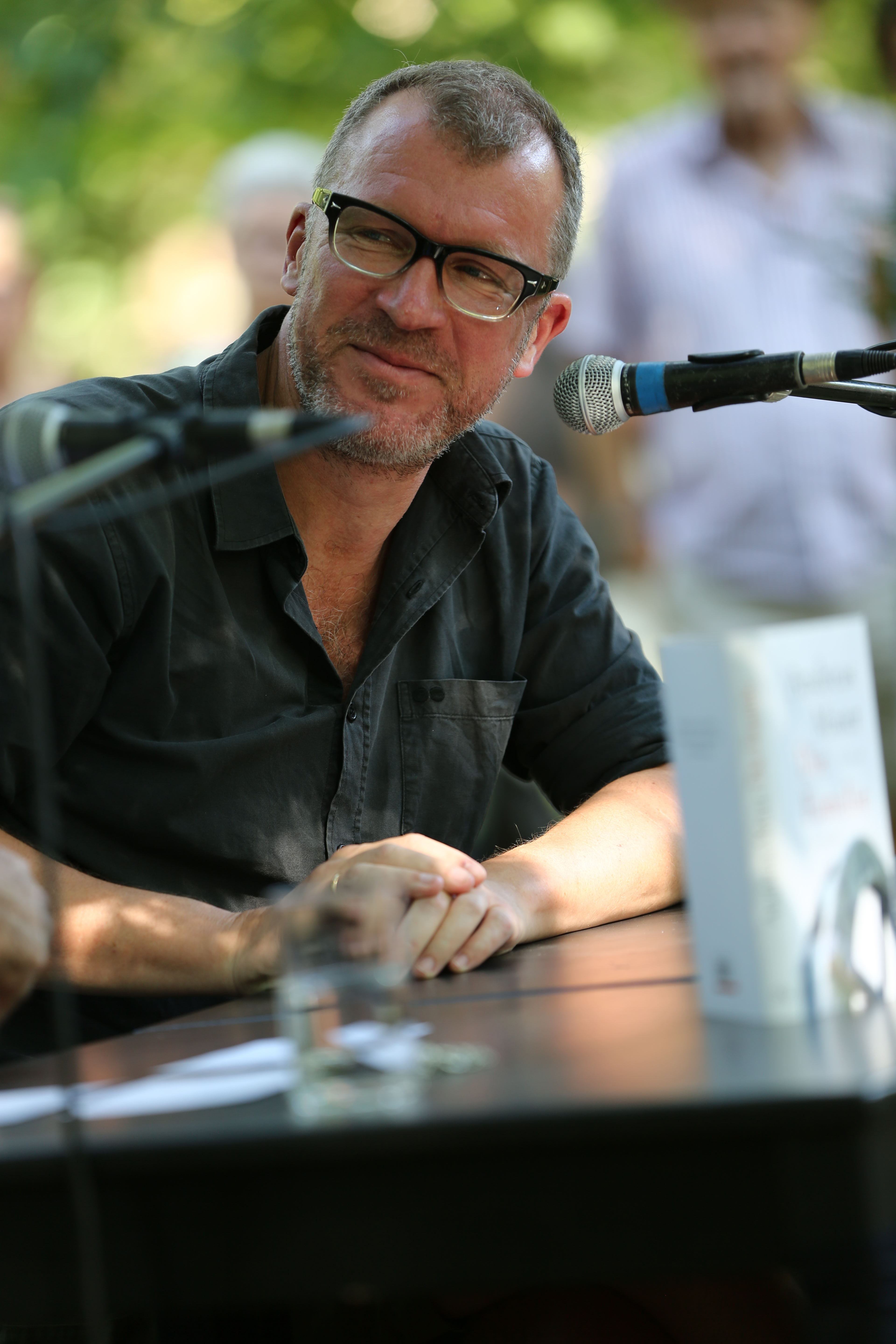
Andreas Maier (* 1967)

- Maier, Andreas (* 1980), deutscher Informatiker
- Maier, Andreas (* 1987), deutscher Eishockeyspieler
- Maier, Andreas (* 2001), deutscher Handballspieler
- Maier, Andreas Laurenz (* 1973), deutscher Schauspieler und Hörspielsprecher
- Maier, Anja (* 1965), deutsche Journalistin und Schriftstellerin
- Maier, Anna (* 1977), Schweizer Radio- und Fernsehmoderatorin
- Maier, Anna-Katharina (* 1984), deutsche Filmregisseurin
- Maier, Anneliese (1905–1971), deutsche Philosophin und Wissenschaftshistorikerin
- Maier, Anton (1876–1955), österreichischer Politiker (CSP), Abgeordneter zum Nationalrat
- Maier, Anton (1892–1966), deutscher Politiker (CSU), MdL
- Maier, Arne (* 1999), deutscher FußballspielerArne Maier (* 1999)

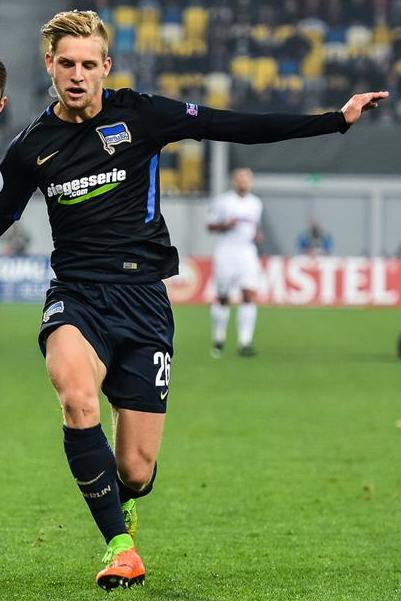
Arne Maier (* 1999)

- Maier, August (1819–1882), württembergischer Oberamtmann
- Maier, August (1837–1903), österreichischer Bürgermeister und Politiker, Landtagsabgeordneter

###### Maier, B
- Maier, Benjamin (* 1994), österreichischer Bobfahrer
- Maier, Bernd (* 1974), deutscher Fußballspieler
- Maier, Bernhard (* 1945), deutscher Politiker, Landrat
- Maier, Bernhard (* 1959), deutscher Manager
- Maier, Bernhard (* 1963), deutscher Vergleichender Religionswissenschaftler
- Maier, Brigitte (1952–2010), deutsch-US-amerikanische Schauspielerin

###### Maier, C
- Maier, Carl (1819–1867), deutscher Buchhändler und Verleger
- Maier, Carl (1877–1952), Schweizer Unternehmer und Politiker (FDP)
- Maier, Carl Christian (1851–1938), Inhaber einer Baumwollspinnerei, Landtagsabgeordneter (Württemberg, Zweite Kammer)
- Maier, Charles (* 1939), US-amerikanischer Historiker
- Maier, Christian Gottlieb (* 1813), deutscher Verwaltungsbeamter
- Maier, Christine (* 1965), Schweizer Journalistin und FernsehmoderatorinChristine Maier (* 1965)

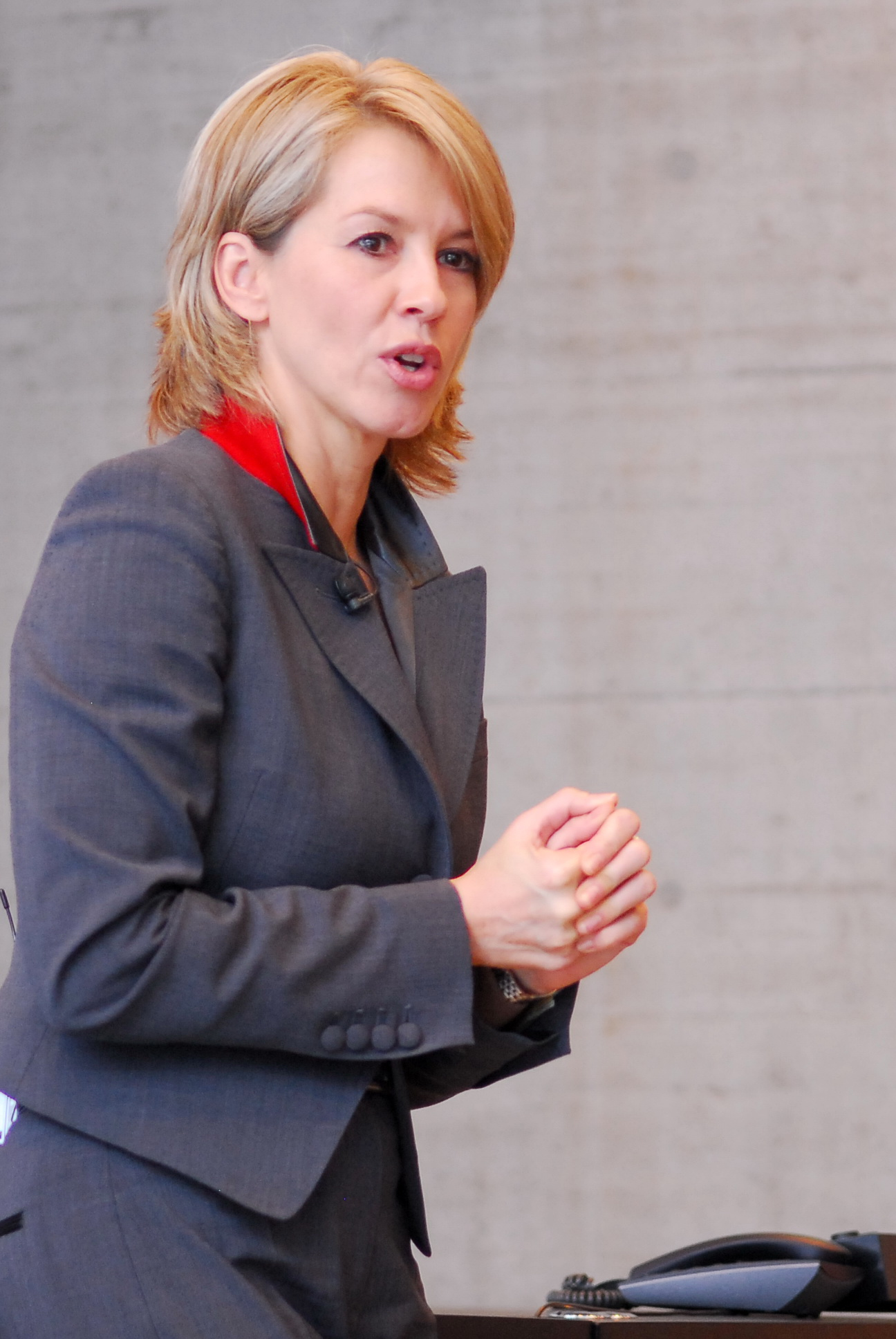
Christine Maier (* 1965)

- Maier, Christine A. (* 1969), österreichische Kamerafrau
- Maier, Christl M. (* 1962), deutsche evangelische Theologin und Alttestamentlerin
- Maier, Christoph (1931–2021), deutscher Politiker (CSU), MdL
- Maier, Christoph (* 1984), deutscher Rechtsanwalt und Politiker (AfD)
- Maier, Cölestin (1871–1935), deutscher Benediktinermönch und Abt von Schweiklberg
- Maier, Conny (* 1987), deutsche Malerin
- Maier, Corinne (* 1963), französische Schriftstellerin

###### Maier, D
- Maier, Daniela (* 1996), deutsche Freestyle-Skisportlerin
- Maier, David (* 2000), österreichischer Eishockeyspieler
- Maier, Didi (* 1983), österreichischer Koch
- Maier, Dieter (1930–2022), deutscher Fußballspieler
- Maier, Dietrich (1944–2015), deutscher Chemieingenieur und Hochschullehrer
- Maier, Dominic (* 1989), österreichischer Politiker (FPÖ)

###### Maier, E
- Maier, Edith (* 1958), österreichische Weitspringerin
- Maier, Eduard (* 1951), deutscher Origamikünstler und Verleger
- Maier, Elisabeth (* 1947), österreichische Musikwissenschaftlerin und Bruckner-Forscherin
- Maier, Elisabeth (* 1967), österreichische Tischtennisspielerin
- Maier, Elisabeth (* 1994), kanadische Skeletonpilotin
- Maier, Emil (1876–1932), deutscher Politiker (SPD), Staatsrat, Staatsminister, MdL
- Maier, Emil (* 1925), deutscher Fußballspieler
- Maier, Emil (1935–2011), deutscher Illustrator, Maler und Grafiker
- Maier, Emilia (* 2007), deutsche KinderdarstellerinEmilia Maier (* 2007)

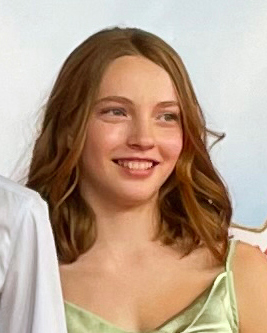
Emilia Maier (* 2007)

- Maier, Erich (* 1947), deutscher Politiker
- Maier, Ernst Theophil (1651–1727), deutscher Jurist und Hochschullehrer
- Maier, Erwin (1927–2016), deutscher Textilkaufmann, Präsident und Senator (Bayern)
- Maier, Eugen (1899–1940), deutscher Politiker (NSDAP), MdR
- Maier, Eva Maria (* 1959), österreichische Juristin

###### Maier, F
- Maier, Fabian (* 1971), deutscher Radio- und Fernsehmoderator
- Maier, Felix K. (* 1981), deutscher Althistoriker und Altphilologe
- Maier, Ferdinand (1925–2014), deutscher prähistorischer Archäologe
- Maier, Ferdinand (* 1951), österreichischer Politiker (ÖVP), Landtagsabgeordneter, Abgeordneter zum Nationalrat, Mitglied des Bundesrates
- Maier, Florian (* 1978), deutscher Stereograph und Unternehmer
- Maier, Florian (* 1985), deutscher Politiker (SPD), MdL
- Maier, Florian (* 1992), österreichischer Fußballspieler
- Maier, Frank (* 1977), deutscher Schauspieler
- Maier, Franz (1872–1945), österreichischer Politiker (LBd), Abgeordneter zum Nationalrat
- Maier, Franz Georg (1926–2014), deutscher Althistoriker
- Maier, Franz Karl (1910–1984), deutscher Verleger des Tagesspiegels
- Maier, Franz Xaver (1910–1942), deutscher Pallottinerbruder und Opfer des Nationalsozialismus
- Maier, Franz Xaver (1913–1970), deutscher SS-Untersturmführer und Schutzhaftlagerführer
- Maier, Franzjosef (1925–2014), deutscher Violinist, Dirigent und Hochschullehrer
- Maier, Fred Anton (1938–2015), norwegischer Eisschnellläufer
- Maier, Friederike (* 1954), deutsche Volkswirtin und Arbeitsmarktforscherin
- Maier, Friedrich (1894–1960), deutscher Politiker (SPD), MdB
- Maier, Friedrich (* 1935), deutscher Altphilologe
- Maier, Friedrich Eugen (1898–1976), deutscher Pilot und Ingenieur
- Maier, Friedrich Wilhelm (1883–1957), deutscher katholischer Theologe
- Maier, Fritz Franz (1844–1926), österreichischer Schiffskonstrukteur
- Maier, Frumentia (* 1940), deutsche katholische Ordensschwester, Sozialpädagogin und Psychologin

###### Maier, G
- Maier, Georg (1898–1975), deutscher Sportfunktionär
- Maier, Georg (1927–1999), österreichischer Politiker (SPÖ), Landtagsabgeordneter
- Maier, Georg (1941–2021), deutscher Theaterintendant, Autor, Regisseur, Gastwirt, Volks- und Theaterschauspieler
- Maier, Georg (* 1967), deutscher Politiker (SPD)Georg Maier (* 1967)

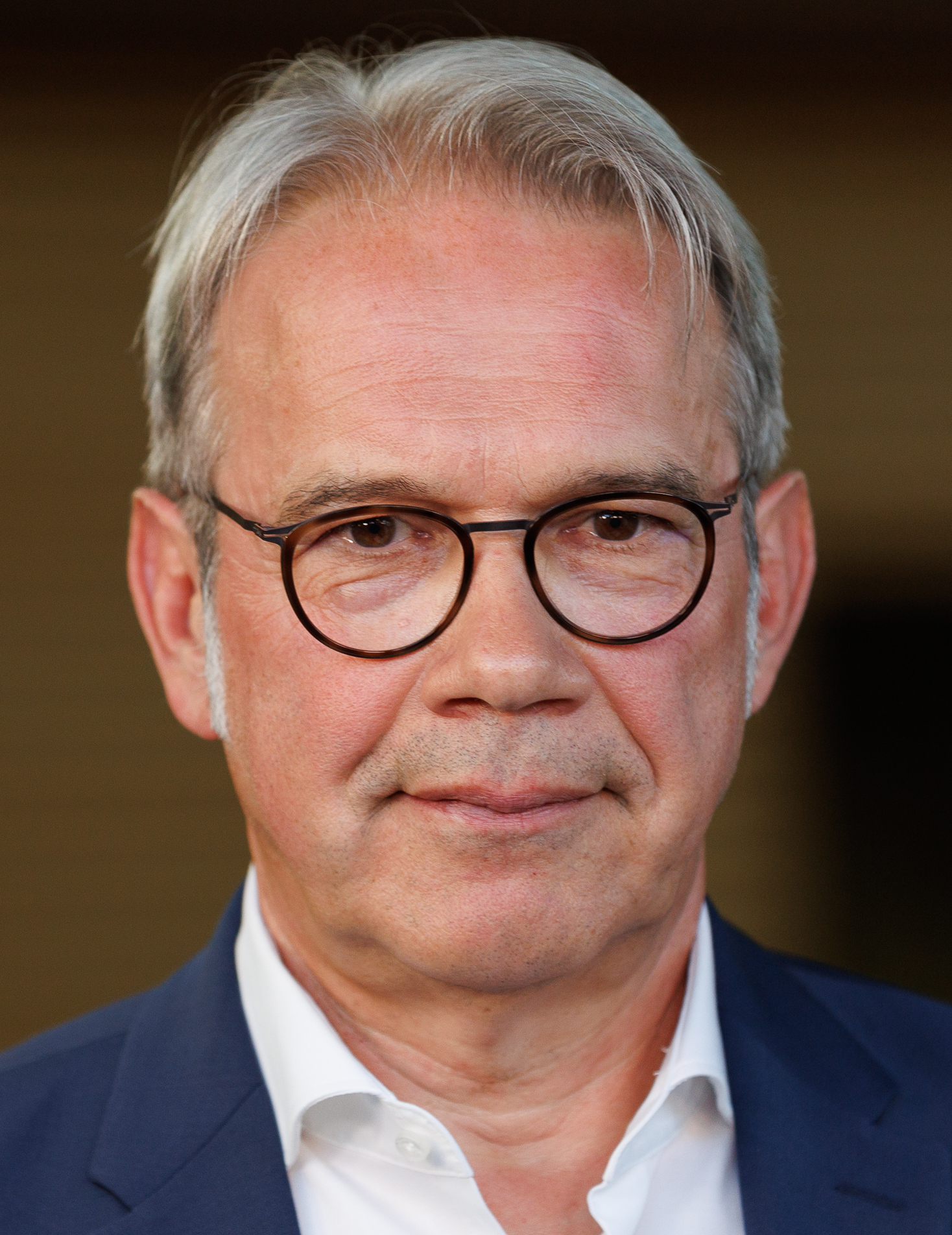
Georg Maier (* 1967)

- Maier, Georg (* 1986), deutscher Gitarrist und Komponist
- Maier, Georg Heinrich (1907–1945), deutscher Rechtswissenschaftler im Bereich des Römischen Rechts
- Maier, Gerald (* 1966), deutscher Historiker und Archivar
- Maier, Gerhard (1855–1926), deutscher Zisterzienserabt
- Maier, Gerhard (* 1937), deutscher evangelischer Theologe und evangelischer Bischof
- Maier, Gerhard (* 1982), österreichischer Moderator, Journalist und Schauspieler
- Maier, Giovanni (* 1965), italienischer Jazzmusiker und Komponist
- Maier, Günther (* 1932), deutscher Chemiker
- Maier, Gustav, deutscher Fußballspieler
- Maier, Gustav (1844–1923), deutscher Bankier, Schriftsteller, Ethiker und Pazifist
- Maier, Gustav (* 1906), deutscher Ruderer

###### Maier, H
- Maier, Hanns (1922–2016), deutscher Bauunternehmer
- Maier, Hans (1909–1943), deutscher Ruderer, Olympiasieger 1936
- Maier, Hans (1916–2018), niederländischer Wasserballspieler und Schwimmer
- Maier, Hans (* 1921), deutscher Fußballspieler
- Maier, Hans (* 1931), deutscher Politikwissenschaftler und Politiker (CSU), MdLHans Maier (* 1931)

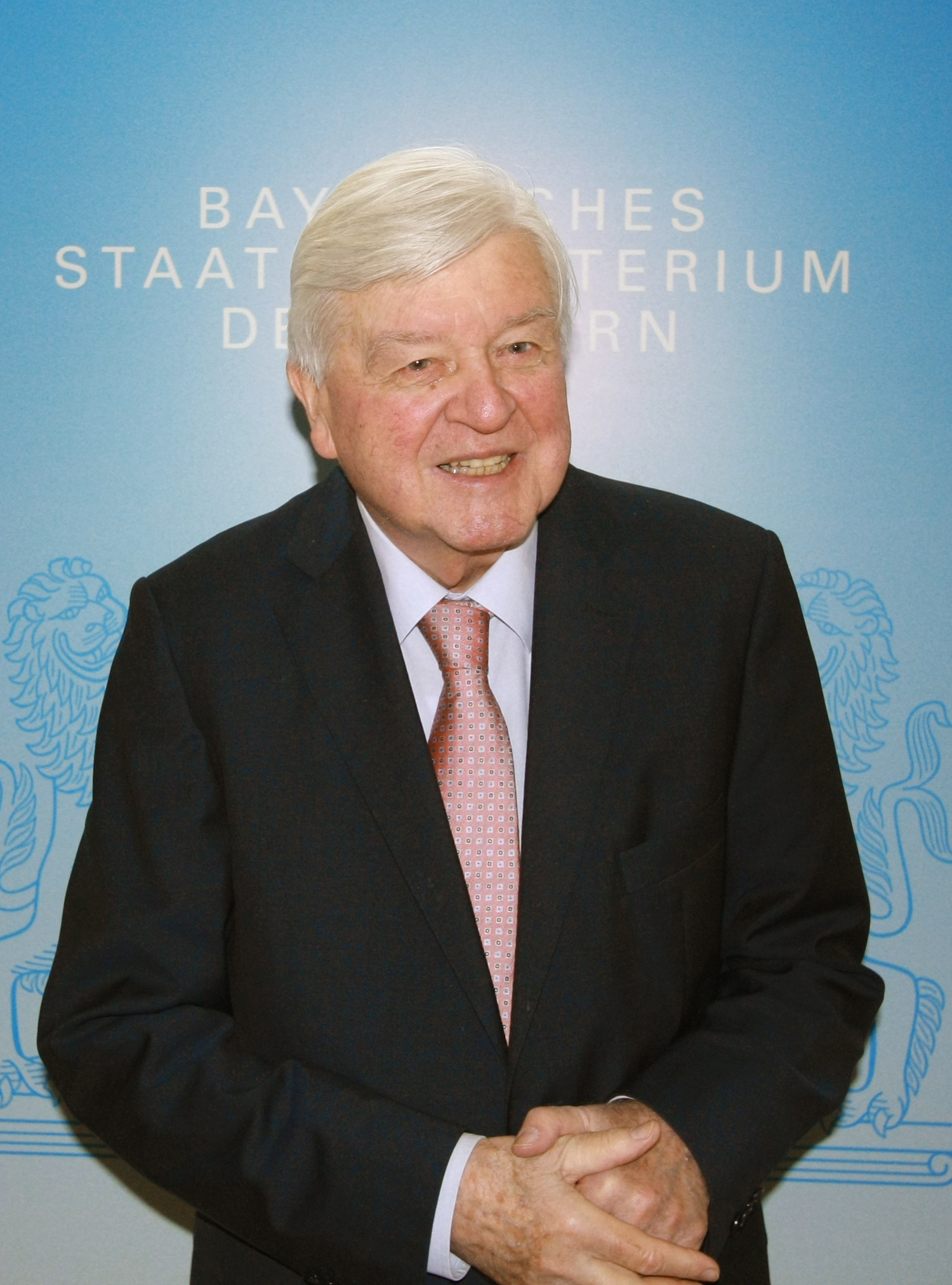
Hans Maier (* 1931)

- Maier, Hans Gerhard (1932–2023), deutscher Lebensmittelchemiker
- Maier, Hans W. (1882–1945), deutsch-schweizerischer Psychiater
- Maier, Harald (* 1960), österreichischer Radrennfahrer
- Maier, Harry (1934–2010), deutscher Ökonom
- Maier, Hedwig (1905–2006), deutsche Juristin
- Maier, Heinrich (1867–1933), deutscher Philosoph
- Maier, Heinrich (1908–1945), österreichischer Priester und Widerstandskämpfer
- Maier, Heinz (* 1954), deutscher Leichtathlet
- Maier, Helmut (* 1937), deutscher Architekt und Denkmalpfleger
- Maier, Helmut (* 1953), deutscher Mathematiker
- Maier, Helmut (* 1957), deutscher Wissenschaftshistoriker
- Maier, Helmuth (1892–1976), deutscher Landrat und Genealoge
- Maier, Herbert (* 1959), deutscher Maler
- Maier, Hermann (* 1972), österreichischer Skirennläufer, OlympiasiegerHermann Maier (* 1972)

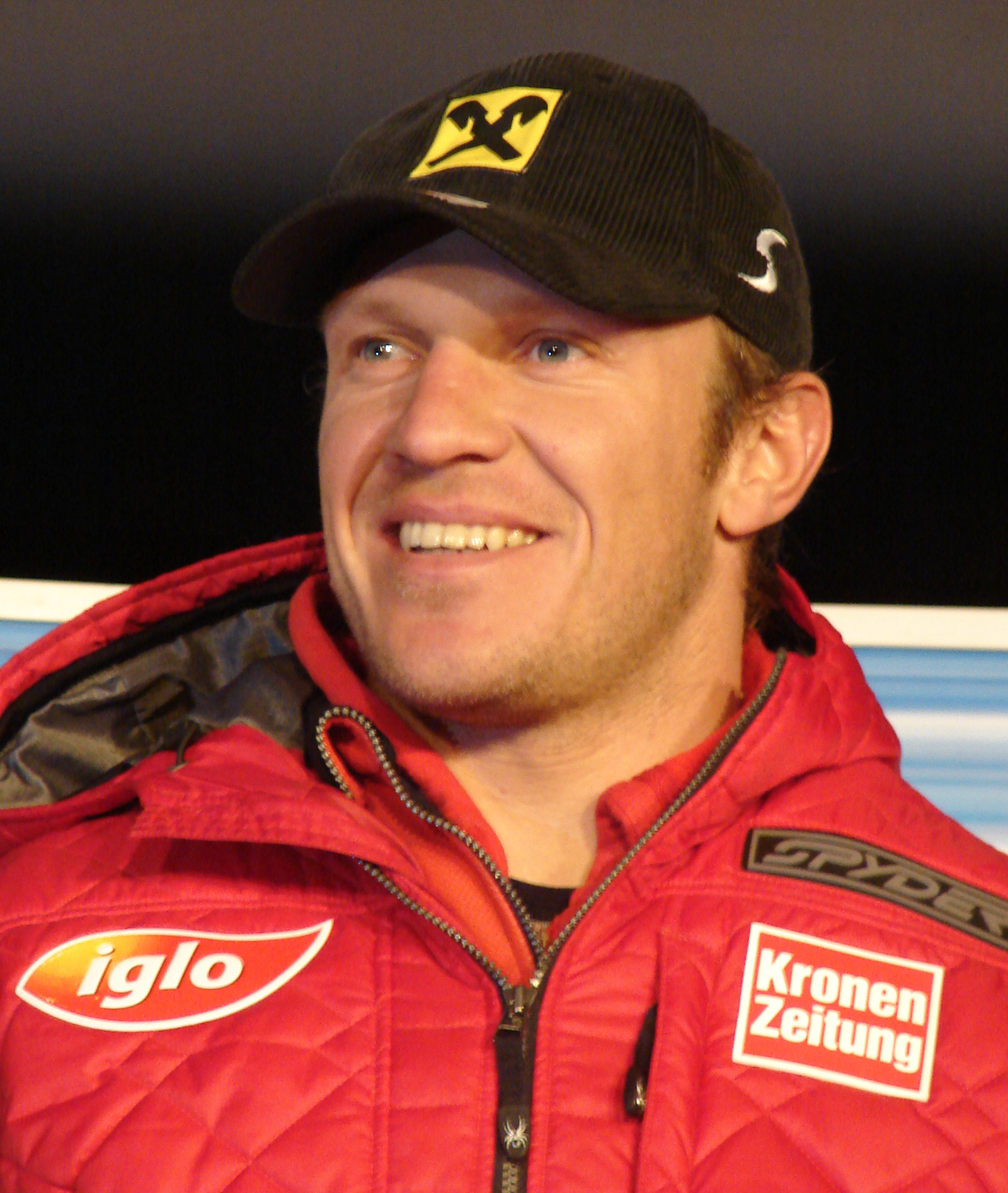
Hermann Maier (* 1972)

- Maier, Hertha (1922–1967), deutsche Tischtennisspielerin
- Maier, Hugo (1953–2011), deutscher Pädagoge und Hochschullehrer (Soziale Arbeit)
- Maier, Humberto (* 2005), brasilianischer Motorradrennfahrer

###### Maier, I
- Maier, Irmela (* 1956), deutsche Künstlerin

###### Maier, J
- Maier, Jak R. (1933–2010), deutscher Künstler
- Maier, Jakob (1854–1929), deutscher Kunstmaler, Fotograf und Landwirt
- Maier, Jens (* 1962), deutscher Jurist und Politiker (AfD)Jens Maier (* 1962)

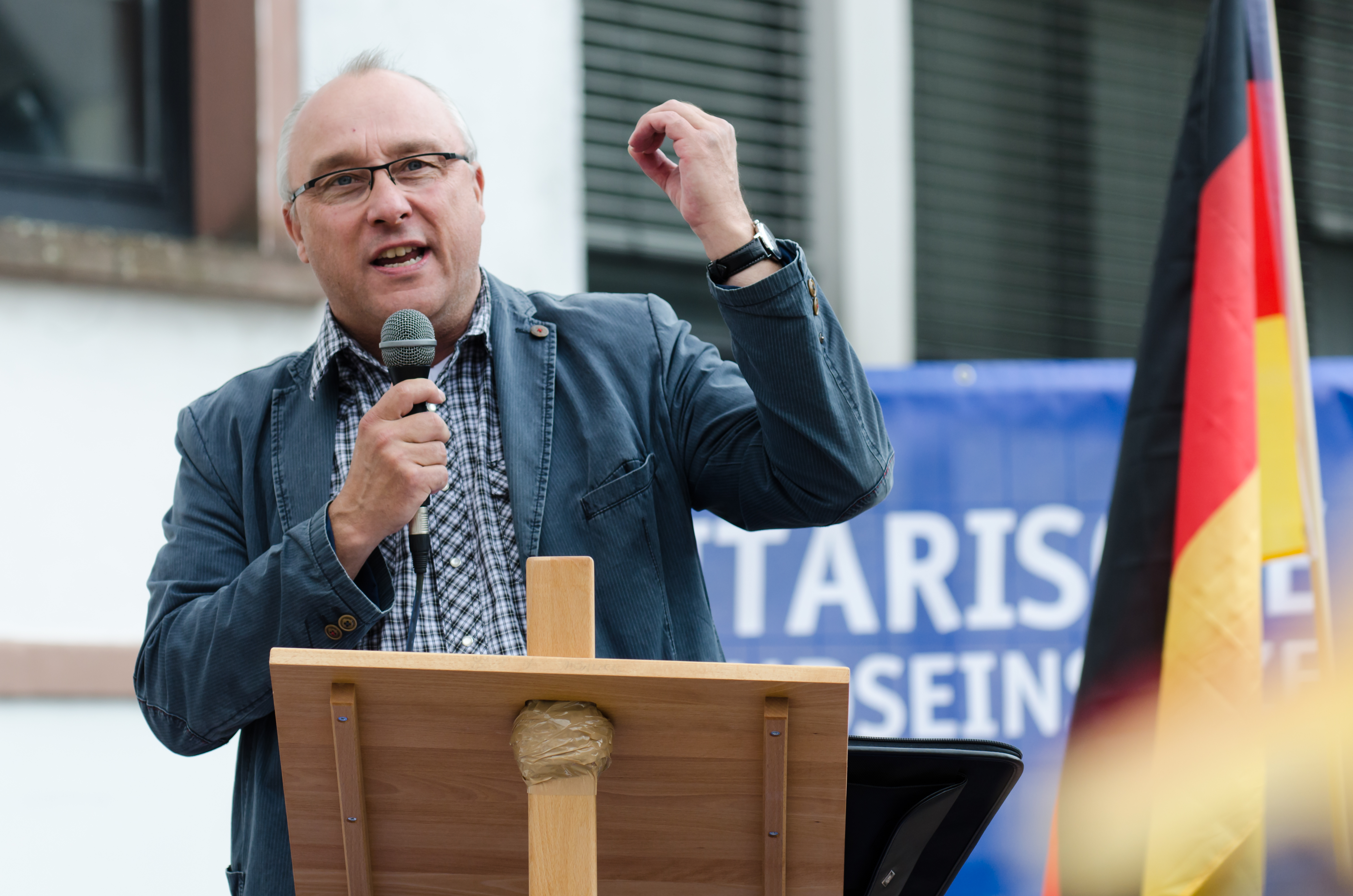
Jens Maier (* 1962)

- Maier, Joachim (* 1945), deutscher katholischer Theologe und Hochschullehrer
- Maier, Joachim (* 1955), deutscher Chemiker
- Maier, Johann (1906–1945), deutscher Geistlicher, Domprediger in Regensburg und NS-Opfer
- Maier, Johann (1933–2019), österreichischer Judaist, Historiker und Theologe
- Maier, Johann (* 1952), österreichischer Politiker (SPÖ), Abgeordneter zum Nationalrat
- Maier, Johann (* 1952), österreichischer Politiker (SPÖ), Landtagsabgeordneter
- Maier, Johann Baptist (1881–1957), deutscher Gebrauchsgraphiker und Maler
- Maier, Johann Christoph (1757–1822), deutscher Theologe, Pfarrer, Schriftsteller
- Maier, Johann Evangelist (1833–1899), deutscher katholischer Geistlicher und Politiker (Zentrum), MdR
- Maier, Johanna (* 1951), österreichische Spitzenköchin
- Maier, John P. (* 1947), britischer Physikochemiker
- Maier, Jonas (* 1994), deutscher Handballspieler
- Maier, Jonas (* 1999), deutscher Nordischer Kombinierer
- Maier, Jonathan (* 1992), deutscher Basketballspieler
- Maier, Jörg (* 1940), deutscher Geograph und Volkswirt
- Maier, Jörn (* 1971), deutscher American-Football-Trainer
- Maier, Josef (1900–1985), deutscher Politiker (CDU), MdB
- Maier, Josef (1921–1995), deutsch-französischer Mechaniker, Erfinder und Industrieller
- Maier, Josef (1935–2012), deutscher Landwirt und Skilangläufer
- Maier, Josef (* 1958), deutscher Orgelbauer
- Maier, Joseph (1911–2002), US-amerikanischer Soziologe
- Maier, Joseph von (1797–1873), erste Rabbiner der jüdischen Gemeinde in Stuttgart
- Maier, Julia (* 1988), österreichische Jazzmusikerin (Piano, Gesang, Komposition und Arrangement)
- Maier, Juliane (* 1987), deutsche Fußballspielerin
- Maier, Julius (1890–1944), deutscher Bankier und Politiker (NSDAP), Konsul von Estland
- Maier, Julius Joseph (1821–1889), deutscher Jurist, Musikwissenschaftler und Bibliothekar
- Maier, Jürgen (* 1974), österreichischer Politiker (ÖVP), Landtagsabgeordneter
- Maier, Jürgen (* 1979), österreichischer Fußballspieler

###### Maier, K
- Maier, Karl (1898–1978), deutscher Politiker (NSDAP)
- Maier, Karl (1911–2000), deutscher Jurist, Richter am Verfassungsgerichtshof für das Land Baden-Württemberg
- Maier, Karl (* 1957), deutscher Motorrad-BahnrennfahrerKarl Maier (* 1957)

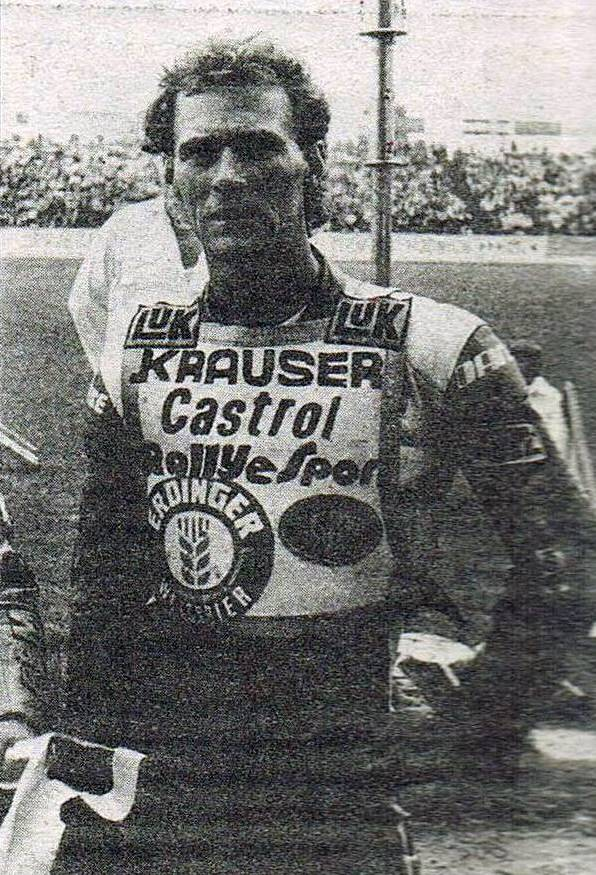
Karl Maier (* 1957)

- Maier, Karl Anton (1910–1971), deutscher Verwaltungsjurist
- Maier, Karl Ernst (1920–2011), deutscher Germanist und Pädagoge
- Maier, Karl Friedrich (1905–1993), deutscher Wirtschaftswissenschaftler
- Maier, Klaus (1938–2017), deutscher Tischtennisspieler und -funktionär
- Maier, Klaus (* 1956), deutscher Politiker (SPD) und Landtagsabgeordneter in Baden-Württemberg
- Maier, Klaus A. (* 1940), deutscher Offizier und Militärhistoriker
- Maier, Konstantin (* 1949), deutscher römisch-katholischer Geistlicher und Kirchenhistoriker
- Maier, Kurt (1911–1952), deutscher Major der Luftwaffe
- Maier, Kurt (1925–2016), österreichischer Politiker (SPÖ), Abgeordneter zum Nationalrat
- Maier, Kurt Salomon (* 1930), deutsch-amerikanischer Literaturwissenschaftler, Autor und Übersetzer

###### Maier, L
- Maier, Ladislav (* 1966), tschechischer Fußballtorhüter
- Maier, Léon (* 1952), französischer Fußballspieler
- Maier, Leonie (* 1992), deutsche Fußballspielerin
- Maier, Lilly (* 1992), deutsch-österreichische Historikerin und Autorin
- Maier, Lisi (* 1984), deutsche Politikwissenschaftlerin und LehrerinLisi Maier (* 1984)

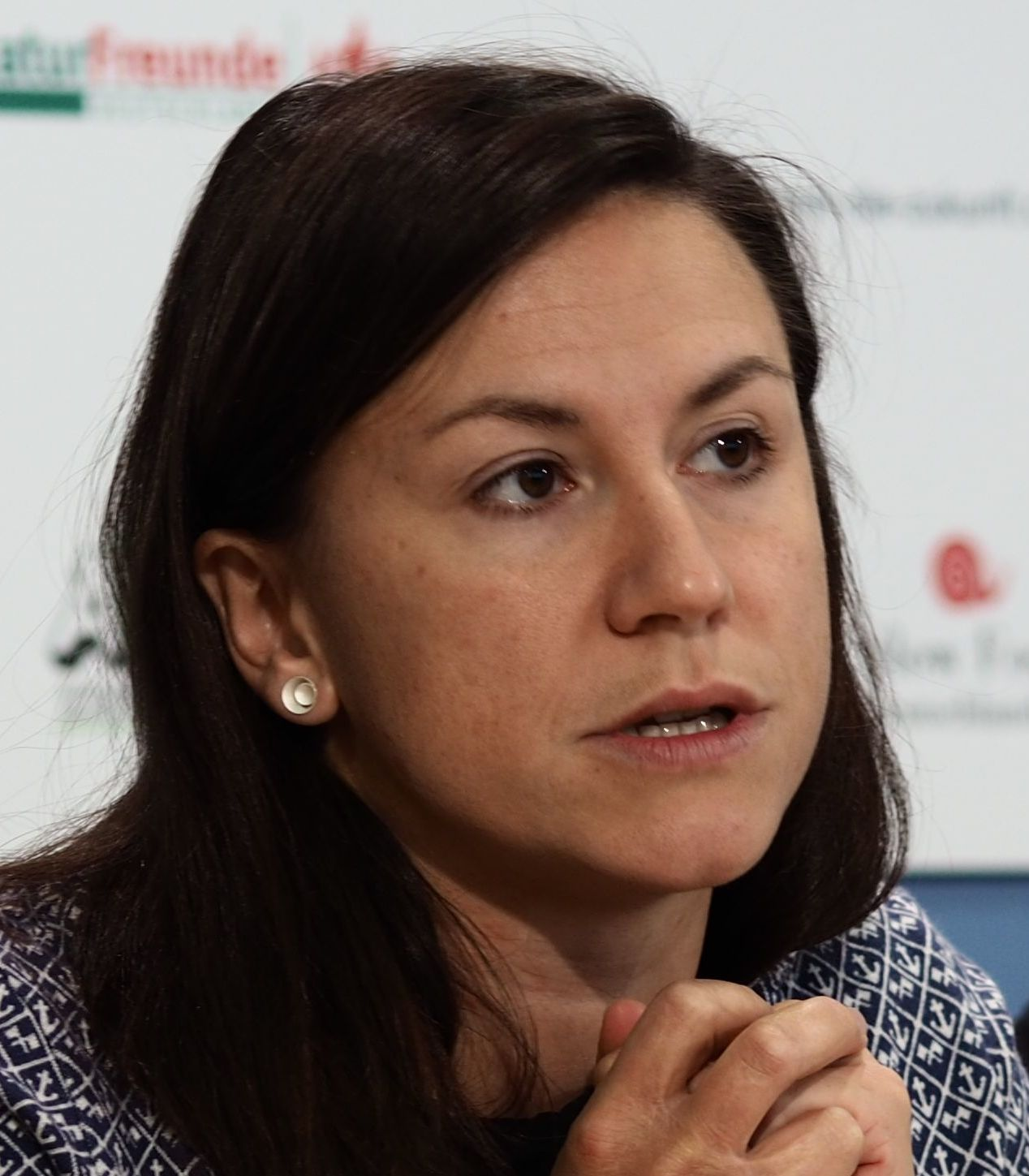
Lisi Maier (* 1984)

- Maier, Lorenz, deutscher Historiker
- Maier, Lothar (* 1944), deutscher Wissenschaftler und Politiker (SPD, AfD), MdB
- Maier, Lothar August (* 1941), deutscher Historiker
- Maier, Ludwig (1848–1915), deutscher Architekt
- Maier, Luitpold (1887–1967), fränkischer Heimatforscher

###### Maier, M
- Maier, Manfred (1944–2021), bayerischer Volksschauspieler
- Maier, Marco (* 1999), deutscher Behindertensportler
- Maier, Marcus (* 1995), österreichischer Fußballspieler
- Maier, Maria (* 1954), deutsche Künstlerin
- Maier, Markus (1911–2010), österreichischer Skirennläufer, Skispringer, Skilangläufer und Nordischer Kombinierer
- Maier, Markus (* 1977), deutscher Eishockeytorwart
- Maier, Martin (* 1960), deutscher Jesuit, Theologe und Publizist
- Maier, Martin (* 1977), österreichischer Schauspieler
- Maier, Marx (1875–1932), deutscher Hauptschullehrer und Kantor
- Maier, Michael (1569–1622), Arzt, Alchemist, Satiriker, Publizist und neulateinischer DichterMichael Maier (1569–1622)

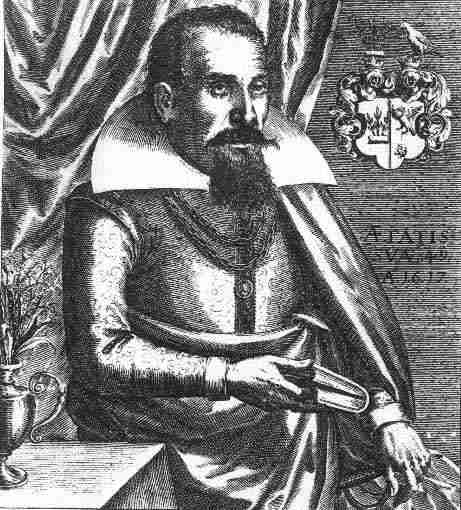
Michael Maier (1569–1622)

- Maier, Michael (* 1958), österreichischer Journalist und IT-Unternehmer
- Maier, Michael (* 1964), deutscher Marathon- und Ultraläufer

###### Maier, N
- Maier, Nadja (* 2001), deutsche Schauspielerin
- Maier, Nico (* 2000), Schweizer Fussballspieler
- Maier, Nicole (* 2000), deutsche Schwimmerin
- Maier, Nikolaus (1891–1977), deutscher römisch-katholischer Pfarrer und Heimatforscher

###### Maier, O
- Maier, Olli (1945–2011), deutscher Schauspieler und Sänger
- Maier, Otto (1852–1925), deutscher Verleger
- Maier, Otto (1887–1957), deutscher Ruderer
- Maier, Otto (1901–1934), deutscher Politiker (NSDAP), MdR
- Maier, Otto Julius (* 1930), deutscher Verleger und IHK-Funktionär

###### Maier, P
- Maier, Pascal (* 1985), deutscher American-Football-Spieler
- Maier, Patrick (* 1990), österreichischer Eishockeyspieler
- Maier, Paul (* 1928), deutscher Fußballspieler
- Maier, Paul L. (1930–2025), US-amerikanischer Historiker
- Maier, Pauline (1877–1942), deutsche Krankenschwester
- Maier, Petra (* 1972), deutsche Ingenieurwissenschaftlerin und Hochschullehrerin
- Maier, Philipp (* 1994), deutscher Fußballspieler
- Maier, Pia (* 1971), deutsche Politikerin (PDS), MdB

###### Maier, R
- Maier, Radu-Anton (* 1934), deutscher Maler, Grafiker, Zeichner und Buchillustrator
- Maier, Ramona (* 1995), deutsche Fußballspielerin
- Maier, Raphael (* 1992), österreichischer Skeletonsportler
- Maier, Reinhold, deutscher Verkehrsingenieur und Hochschullehrer
- Maier, Reinhold (1889–1971), deutscher Politiker (FDP), MdR, MdL, MdB und Ministerpräsident von Baden-WürttembergReinhold Maier (1889–1971)

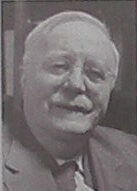
Reinhold Maier (1889–1971)

- Maier, Robert (1931–1996), deutscher Richter und Politiker (CDU)
- Maier, Rolf (* 1960), deutscher Fußballspieler
- Maier, Ronald (1978–2023), deutscher Sportfunktionär
- Maier, Rudi (1922–2004), deutscher Fußballspieler
- Maier, Rudi (1945–2017), deutscher Fechter und Olympiateilnehmer
- Maier, Rudolf (1886–1962), deutscher Oberamtmann und Landrat
- Maier, Rudolf Robert (1824–1888), deutscher Pathologe und Anatom
- Maier, Ruth (1920–1942), österreichische jüdische Schriftstellerin

###### Maier, S
- Maier, Sabine (* 1971), österreichische Künstlerin
- Maier, Sabrina (* 1994), österreichische Skirennläuferin
- Maier, Sascha (* 1974), deutscher Fußballspieler
- Maier, Sebastian (* 1993), deutscher Fußballspieler
- Maier, Sepp (* 1939), österreichischer (steirischer) Heimatdichter
- Maier, Sepp (* 1944), deutscher FußballtorhüterSepp Maier (* 1944)
- Maier, Simon, deutscher Maler

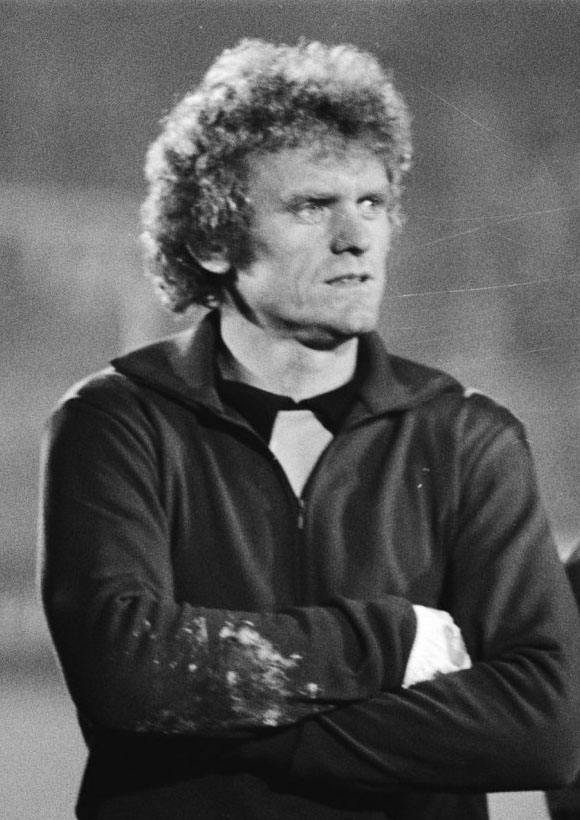
Sepp Maier (* 1944)

- Maier, Simon (* 1987), deutscher Eishockeyspieler
- Maier, Sophia (* 1987), deutsche Journalistin und Fotografin
- Maier, Stefano (* 1992), deutscher Fußballspieler

###### Maier, T
- Maier, Tanja (* 1988), kasachstandeutsche Schauspielerin
- Maier, Thomas, Anführer des Bauernaufstandes
- Maier, Thomas (* 1975), Schweizer Politiker (GLP)
- Maier, Thomas (* 1991), österreichischer Politiker (FPÖ)
- Maier, Thomas (* 1998), österreichischer Fußballspieler
- Maier, Til (* 1962), deutscher Kameramann
- Maier, Tomas (* 1957), deutscher Modeschöpfer und Designer
- Maier, Toni (* 1949), österreichischer Solotrompeter, Musikpädagoge und Komponist

###### Maier, U
- Maier, Ulli (* 1957), österreichische Schauspielerin
- Maier, Ulrich († 1465), Schweizer Benediktinermönch, Abt des Klosters Muri
- Maier, Ulrich (* 1943), deutscher Kommunalpolitiker
- Maier, Ulrich (* 1951), deutscher Lehrer, Historiker und Germanist
- Maier, Ulrike (1967–1994), österreichische Skirennläuferin
- Maier, Ulrike Maria (* 1977), deutsche Opernsängerin (Sopran)
- Maier, Ute (* 1959), deutsche Zahnärztin, stellvertretende Vorsitzende des Vorstands der Kassenzahnärztlichen Bundesvereinigung

###### Maier, V
- Maier, Viktor (* 1990), kirgisischer Fußballspieler
- Maier, Vitalis (1912–1986), deutscher Ordensgeistlicher, Abt von Ottobeuren
- Maier, Vivian (1926–2009), US-amerikanische Staatsbürgerin

###### Maier, W
- Maier, Werner (* 1956), deutscher Maler und Grafiker
- Maier, Werner L. (* 1966), deutscher Jurist, Footballspieler und Präsident der Munich Cowboys
- Maier, Wilhelm (1896–1990), deutscher Mathematiker und Hochschullehrer
- Maier, Wilhelm (1913–1964), deutscher Physiker
- Maier, Wilhelm Friedrich (1859–1931), württembergischer Oberamtmann
- Maier, Wilhelm Johann (1901–1977), deutscher Lokalpolitiker, Bürgermeister von Obereisesheim
- Maier, Willfried (* 1942), deutscher Politiker (GAL), MdHB, Senator
- Maier, Willi (* 1948), deutscher Hindernis- und Langstreckenläufer
- Maier, William J. (1876–1941), US-amerikanischer Jurist und Politiker
- Maier, Willibald Apollinar (1823–1874), deutscher römisch-katholischer Geistlicher und Theologe
- Maier, Winfried (* 1946), deutscher Hockeyspieler
- Maier, Winfried (* 1959), deutscher Jurist, Staatsanwalt
- Maier, Wolfgang (* 1942), deutscher Wirbeltiermorphologe
- Maier, Wolfgang (* 1949), deutscher Psychiater und Hochschullehrer
- Maier, Wolfgang (* 1952), deutscher Autogrammsammler und Komparse
- Maier, Wolfgang (* 1960), deutscher Skitrainer und Skifunktionär

##### Maier-

###### Maier-A
- Maier-Asboe, Peter (1938–1986), deutscher Architekt, Künstler, Fahrzeugdesigner und Karosseriebauer

###### Maier-B
- Maier-Bode, Friedrich (1868–1952), deutscher Landwirtschaftslehrer und landwirtschaftlicher Fachautor
- Maier-Bode, Friedrich Wilhelm (1900–1953), deutscher Phytopathologe und Autor landwirtschaftlicher Fachbücher
- Maier-Bode, Martin (* 1966), deutscher Autor, Regisseur und Kabarettist
- Maier-Bruck, Franz (1927–1982), österreichischer Schriftsteller, Gastrosoph und Lexikograf

###### Maier-D
- Maier-Dorn, Emil (1908–1986), deutscher Schriftsteller und nationalsozialistischer Kulturpolitiker

###### Maier-E
- Maier-Erding, Hiasl (1894–1933), deutscher Maler

###### Maier-H
- Maier-Hein, Lena (* 1980), deutsche Medizininformatiker und Hochschullehrerin
- Maier-Heuser, Hermine (1882–1968), deutsche Schriftstellerin
- Maier-Hugendubel, Martin (1866–1954), Missionar in China und evangelischer Pfarrer in Flein
- Maier-Hultschin, Johannes (1901–1958), deutscher Journalist
- Maier-Hunke, Horst-Werner (* 1938), deutscher Unternehmer, Arbeitgeberpräsident NRW

###### Maier-K
- Maier-Kaibitsch, Alois (1891–1958), österreichischer Politiker
- Maier-Keil, Tatjana (* 1988), deutsche Politikerin (CDU), MdL
- Maier-Kößler, Walter (1914–1994), deutscher Maler

###### Maier-L
- Maier-Labergo, Leopold (1908–1939), deutscher Eiskunstläufer
- Maier-Leibnitz, Heinz (1911–2000), deutscher Physiker, Hochschullehrer, Präsident der Deutschen ForschungsgemeinschaftHeinz Maier-Leibnitz (1911–2000)

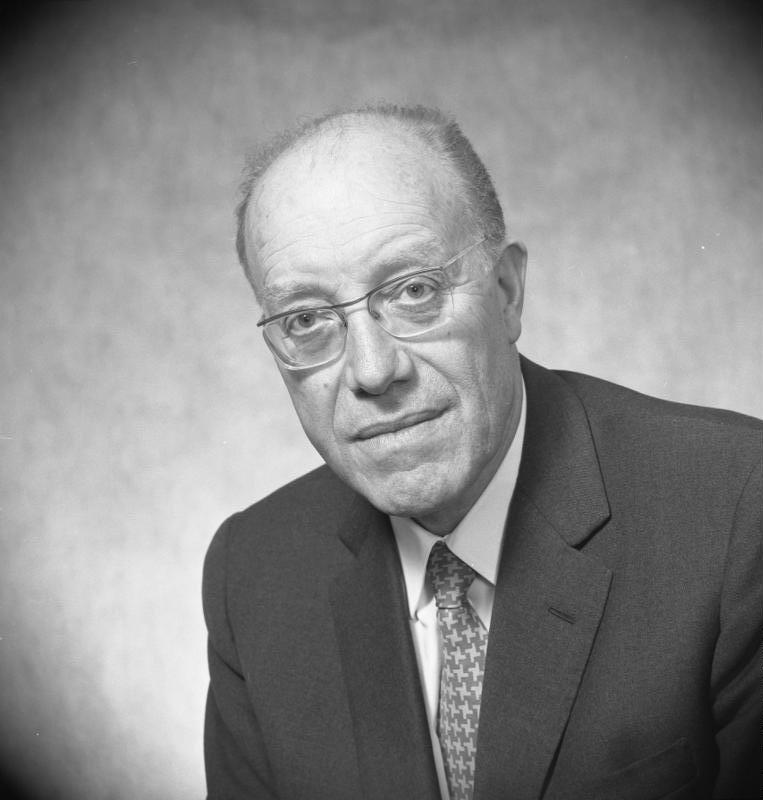
Heinz Maier-Leibnitz (1911–2000)

- Maier-Leibnitz, Hermann (1885–1962), deutscher Bauingenieur und Hochschullehrer

###### Maier-M
- Maier-Müller, Ida (1821–1904), deutsche Malerin

###### Maier-P
- Maier-Preusker, Wolfgang (* 1948), deutscher Kunsthistoriker

###### Maier-S
- Maier-Smits, Lory (1893–1971), deutsche Eurythmistin
- Maier-Solgk, Frank (* 1959), deutscher Literaturwissenschaftler
- Maier-Solgk, Wilhelm (1919–2007), deutscher Zeichner und Illustrator

###### Maier-W
- Maier-Witt, Silke (* 1950), deutsche RAF-Terroristin

##### Maierb
- Maierbrugger, Matthias (1913–1991), österreichischer Heimatforscher und Publizist

##### Maierh
- Maierhof, Michael (* 1956), deutscher Komponist und Improvisationsmusiker
- Maierhofer, Christina (* 1991), deutsche Biathletin
- Maierhofer, Ferdinand (1881–1960), österreichischer Kammerschauspieler und Filmschauspieler
- Maierhofer, Franz (1897–1943), deutscher Volksschullehrer und Politiker (NSDAP), MdR, Gauleiter
- Maierhofer, Fritz (* 1941), österreichischer Schmuckdesigner und Künstler
- Maierhofer, Hans (* 1959), deutscher Kalligraf
- Maierhofer, Herbert (1956–2018), österreichischer Künstler und Planer
- Maierhofer, Lorenz (* 1956), österreichischer Komponist, Poet, Maler, Zeichner und Buchautor
- Maierhofer, Manuel (* 1992), italienischer Nordischer Kombinierer
- Maierhofer, Maria Immaculata (* 1956), österreichische Ordensfrau, Äbtissin des Klosters Marienfeld
- Maierhofer, Matthias (* 1979), österreichischer Organist und Kirchenmusiker
- Maierhofer, Monika (* 1967), österreichische Skirennläuferin
- Maierhofer, Roberta (* 1960), österreichische Amerikanistin, Kulturwissenschaftlerin und Alternsforscherin
- Maierhofer, Sandro (* 1985), liechtensteinischer Fussballspieler
- Maierhofer, Sophie (* 1996), österreichische Fußballspielerin
- Maierhofer, Stefan (* 1982), österreichischer FußballspielerStefan Maierhofer (* 1982)

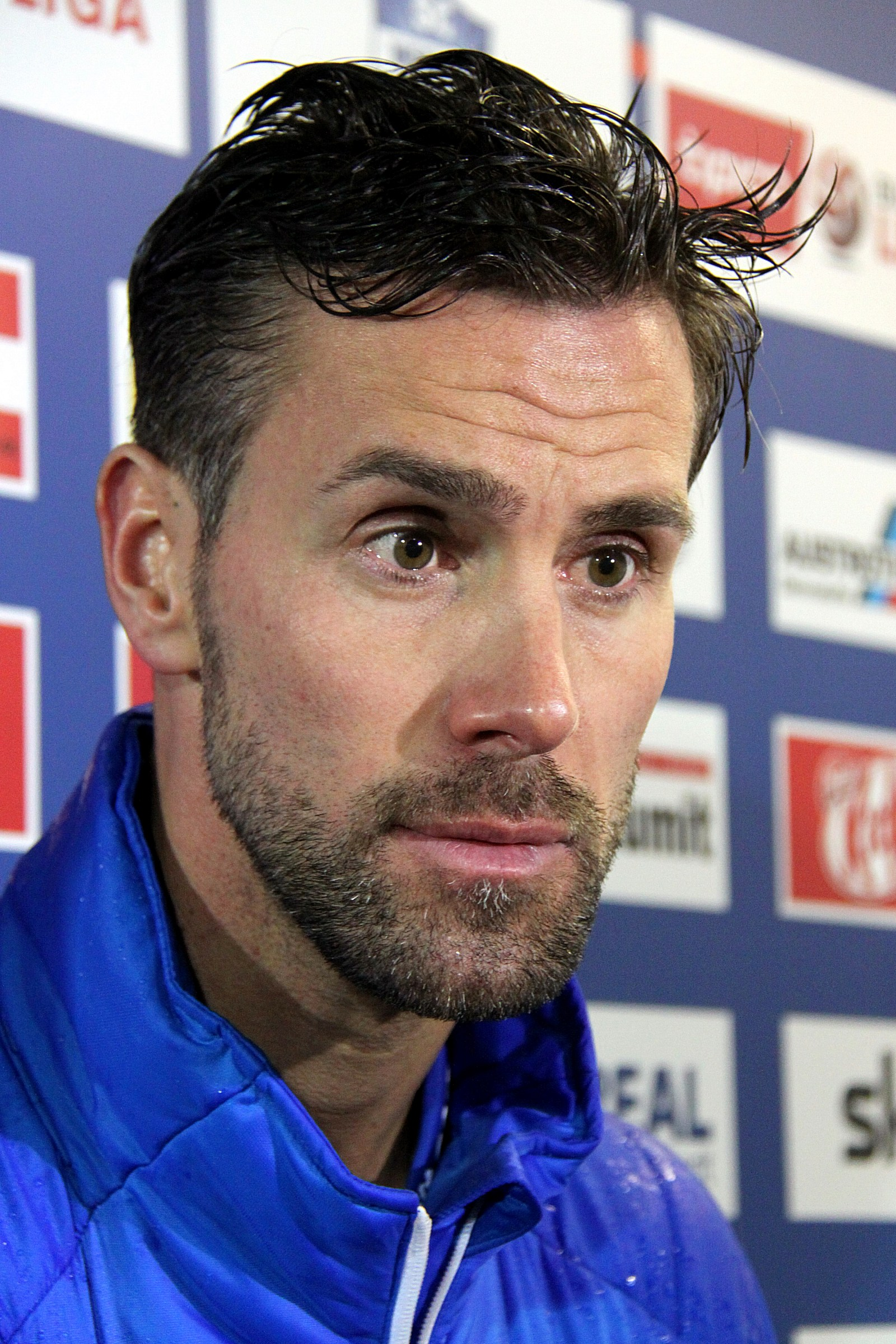
Stefan Maierhofer (* 1982)

##### Maiers
- Maiers, Wolfgang (* 1950), deutscher Psychologe und ehemaliger Hochschullehrer

#### Maiet
- Maietta, Domenico (* 1982), italienischer Fußballspieler
- Maietta, Francesco (* 1996), italienischer Boxer
- Maietto, Renzo (* 1939), italienischer Drehbuchautor und Filmregisseur

### Maif
- Maifredi, Luigi (* 1947), italienischer Fußballtrainer

### Maig
- Maïga Ka, Aminata (1940–2005), senegalesische Schriftstellerin
- Maïga, Abdoulaye (* 1981), malischer Militäroffizier
- Maïga, Abdoulaye Idrissa (* 1958), malischer Politiker
- Maïga, Aïssa (* 1975), senegalesisch-französische Schauspielerin
- Maïga, Amadou Seyni (* 1942), nigrischer Offizier, Politiker und Diplomat
- Maïga, Boncana, malischer Musiker
- Maïga, Boureima (* 1983), burkinisch-belgischer Fußballspieler
- Maïga, Choguel Kokalla (* 1958), malischer Politiker (MPR)
- Maïga, Djingarey (* 1939), nigrischer Filmregisseur und Schauspieler
- Maïga, Habib (* 1996), ivorischer Fußballspieler
- Maïga, Hamchétou (* 1978), malische Basketballspielerin
- Maïga, Hamidou (* 1995), malischer Fußballspieler
- Maïga, Ibrahima (* 1979), malischer Hürdenläufer
- Maïga, Issoufi (* 2002), malischer Fußballspieler
- Maiga, Mamadou (* 1995), malischer Fußballspieler
- Maïga, Modibo (* 1987), malischer Fußballspieler
- Maïga, Mohamadou Djibrilla (1908–1975), nigrischer Politiker
- Maïga, Ousmane Issoufi (* 1946), malischer Politiker, Premierminister von Mali
- Maïga, Soumeylou Boubèye (1954–2022), malischer Politiker
- Maïga, Youssoufa (* 1943), nigrischer General, Politiker und Diplomat
- Maigari, Bello Bouba (* 1947), kamerunischer Politiker
- Maigler, Otto (1893–1967), deutscher Ingenieur und Unternehmer
- Maignan, Gilles (* 1968), französischer Radsportler
- Maignan, Henri (1920–2011), französischer Hürdenläufer
- Maignan, Mike (* 1995), französischer Fußballspieler
- Maignelais, Antoinette de († 1470), Mätresse des französischen Königs Karl VII. und des Herzogs Franz II. von der Bretagne
- Maigret, Louis-Désiré (1804–1882), römisch-katholischer Ordenspriester und Missionar, erster Apostolischer Vikar der Sandwichinseln
- Maiguashca, Mesías (* 1938), ecuadorianischer Komponist
- Maiguma, Katsuya (* 1987), japanischer Schauspieler
- Maigurow, Wiktor Wiktorowitsch (* 1969), russischer Biathlet

### Maih
- Maihak, Hugo (1858–1912), deutscher Maschinenbauer und Unternehmer
- Maiherperi, altägyptischer Adliger
- Maihoefer, Magdalena (* 1959), deutsche bildende Künstlerin
- Maihofer, Andrea (* 1953), deutsche Soziologin
- Maihöfer, Eric (* 2001), deutscher Leichtathlet
- Maihofer, Werner (1918–2009), deutscher Rechtswissenschaftler und Politiker (FDP), MdB
- Maihoff, Charlotte (* 1982), deutsche Journalistin und FernsehmoderatorinCharlotte Maihoff (* 1982)

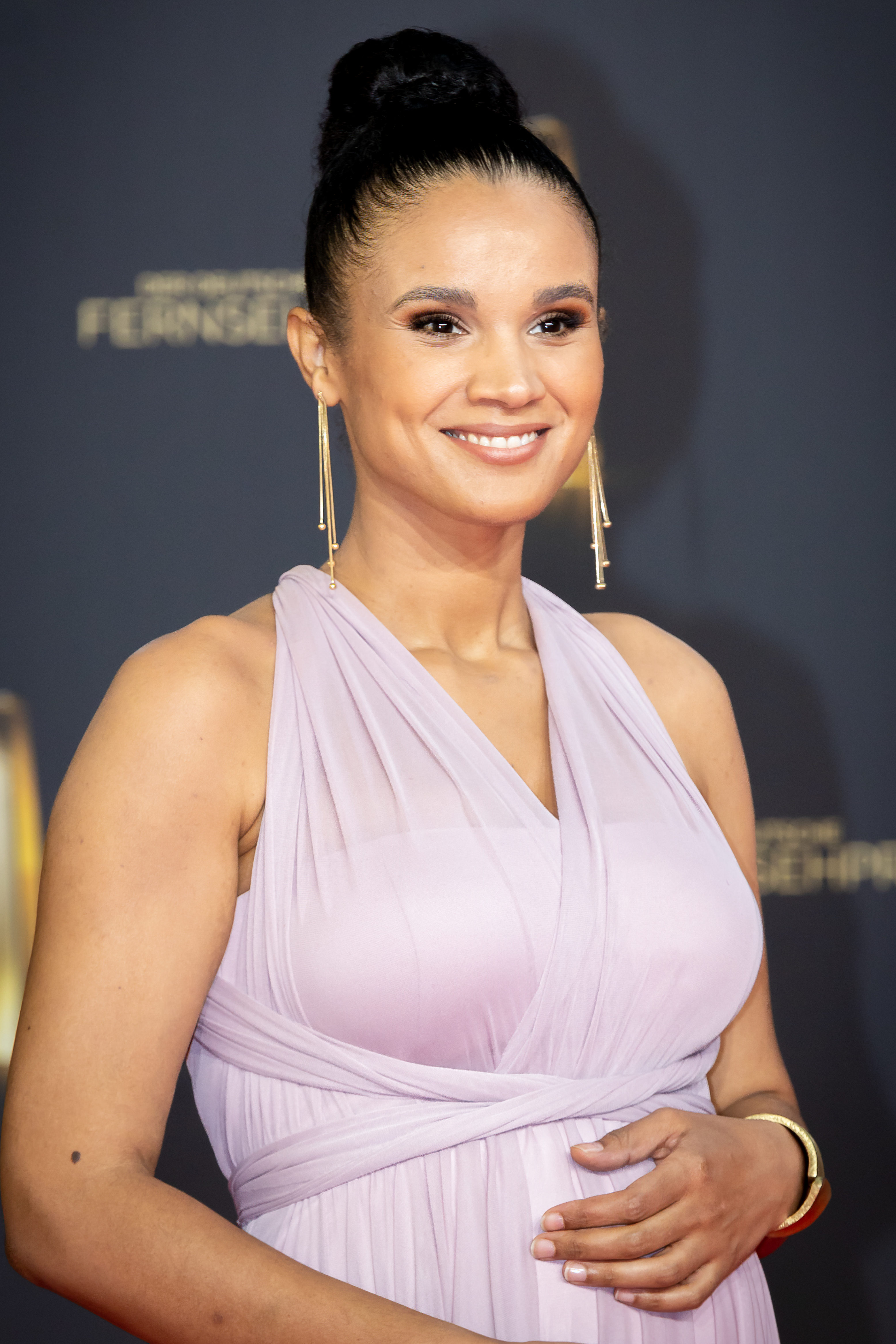
Charlotte Maihoff (* 1982)

- Maihold, Dieter (* 1955), deutscher Jurist, Richter am Bundesgerichtshof
- Maihorn, Jan (* 1977), deutscher Musiker, Komponist und Produzent
- Maihoroff, Karl (* 1955), deutscher Musiker, Künstler und Dirigent

### Maii
- Maiiaaus, antiker Töpfer in Trier

### Maij
- Maij-Weggen, Hanja (* 1943), niederländische Politikerin (CDA), MdEP
- Maija Isola (1927–2001), finnische Designerin und Künstlerin
- Maijala, Marika (* 1974), finnische Illustratorin, Kinderbuch-Autorin und Graphik-Designerin
- Maijala, Meri (* 1993), finnische Biathletin
- Maijanen, Pave (1950–2021), finnischer Pop- und Rockmusiker
- Maijor, Dorothy († 1675), Frau von Richard Cromwell

### Maik
- Maikapar, Samuil Moissejewitsch (1867–1938), russischer Komponist und Pianist
- Maikl, Georg (1872–1951), österreichischer Opernsänger
- Maikl, Liselotte (1925–2014), österreichische Sopranistin und Balletttänzerin
- Maikow, Apollon Nikolajewitsch (1821–1897), russischer Dichter
- Maikow, Wassili Iwanowitsch (1728–1778), russischer Dichter
- Maikowski, Hans (1908–1933), deutscher Gärtner, Mitglied der SA
- Maikowski, Hans (1928–2004), deutscher Schauspieler und Hörspielsprecher
- Maikranz, Johannes (* 1988), deutscher Jazz- und Fusionmusiker
- Maikuma, Seiya (* 1997), japanischer Fußballspieler

### Mail
- Mailagi, Stephen (* 2001), französischer Leichtathlet aus Wallis und Futuna
- Mailänder, Alois (1843–1905), deutscher Mystiker und Okkultist
- Mailänder, André (* 1964), deutscher Fotograf
- Mailänder, Elissa (* 1973), Historikerin
- Mailänder, Heinrich, deutscher Bankier
- Mailänder, Karl (1883–1960), deutscher Beamter in der freien Wohlfahrtspflege, zuletzt als Regierungsdirektor
- Mailänder, Nicholas (* 1949), deutscher Freikletterer, Schriftsteller, Verleger und Diplompädagoge
- Mailänder, Peter (* 1936), deutscher Rechtsanwalt und Richter am Verfassungsgerichtshof für das Land Baden-Württemberg
- Mailänder, Richard (* 1958), deutscher Musikwissenschaftler und Erzdiözesankirchenmusikdirektor
- Mailata, Jordan (* 1997), samoanisch-australischer American-Football-SpielerJordan Mailata (* 1997)

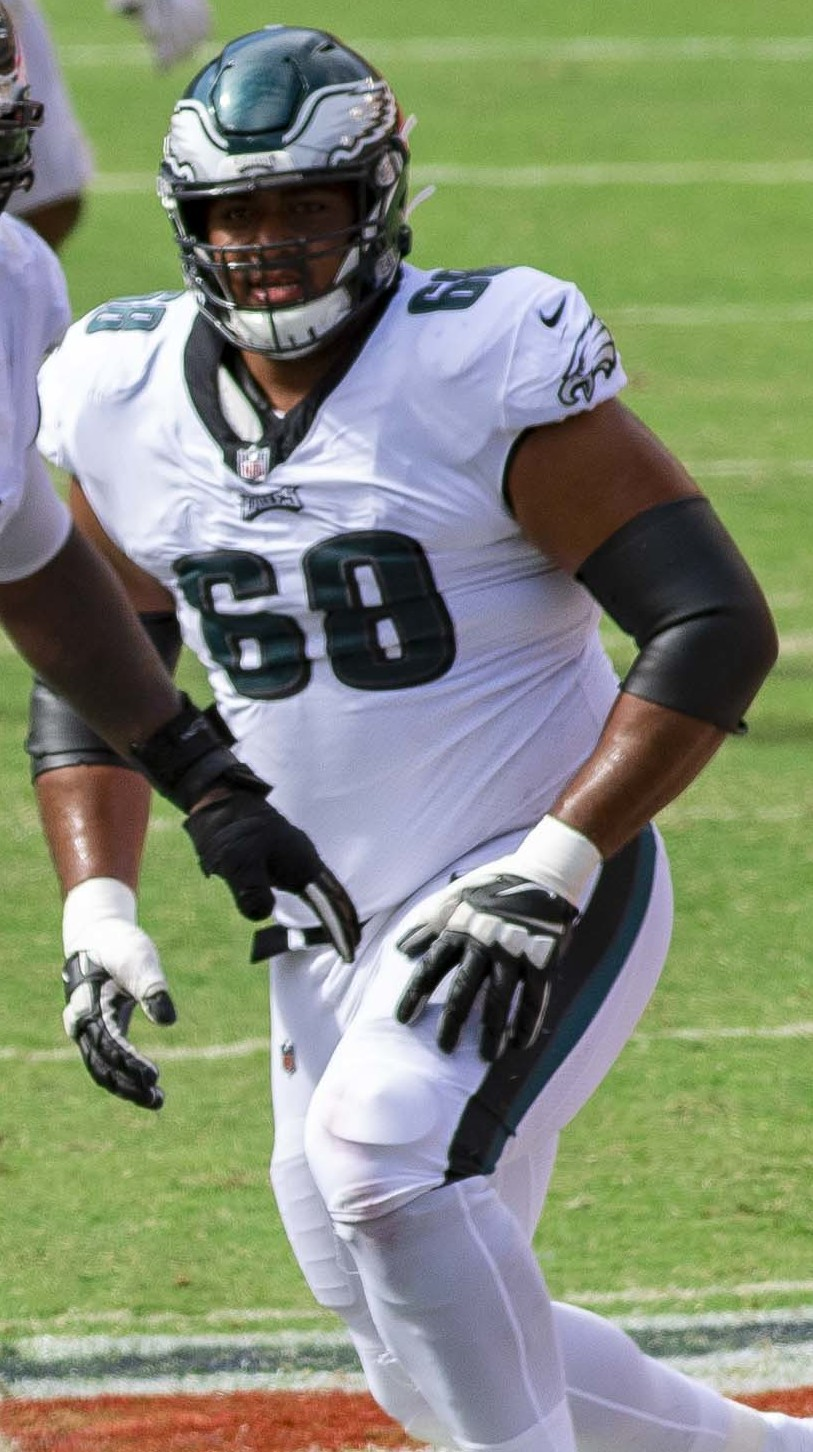
Jordan Mailata (* 1997)

- Mailáth, György (1786–1861), ungarischer Politiker, Landesrichter und Präsident des Magnatenhauses
- Mailáth, György (1818–1883), ungarischer Politiker, Hofkanzler, Landesrichter und Präsident des Magnatenhauses
- Mailáth, Johann (1786–1855), ungarischer Historiker und Schriftsteller
- Mailath-Pokorny, Andreas (* 1959), österreichischer Politiker
- Mailbeck, Alina (* 1997), deutsche Fußballspielerin
- Maile, Andi (* 1964), deutscher Jazzmusiker (Tenorsaxophon, Sopransaxophon)
- Maile, Heiko (* 1966), deutscher Filmkomponist, Musikproduzent und Musiker
- Maile, Jason (* 1974), US-amerikanisch-italienischer Basketballspieler
- Maile, Johannes (* 1976), deutscher Regisseur, Dramaturg und Kurator
- Mailer, Franz (1920–2010), österreichischer Musikschriftsteller und Kritiker
- Mailer, Jim (* 1968), schottischer Badmintonspieler
- Mailer, Michael (* 1964), US-amerikanischer Filmproduzent
- Mailer, Norman (1923–2007), US-amerikanischer SchriftstellerNorman Mailer (1923–2007)

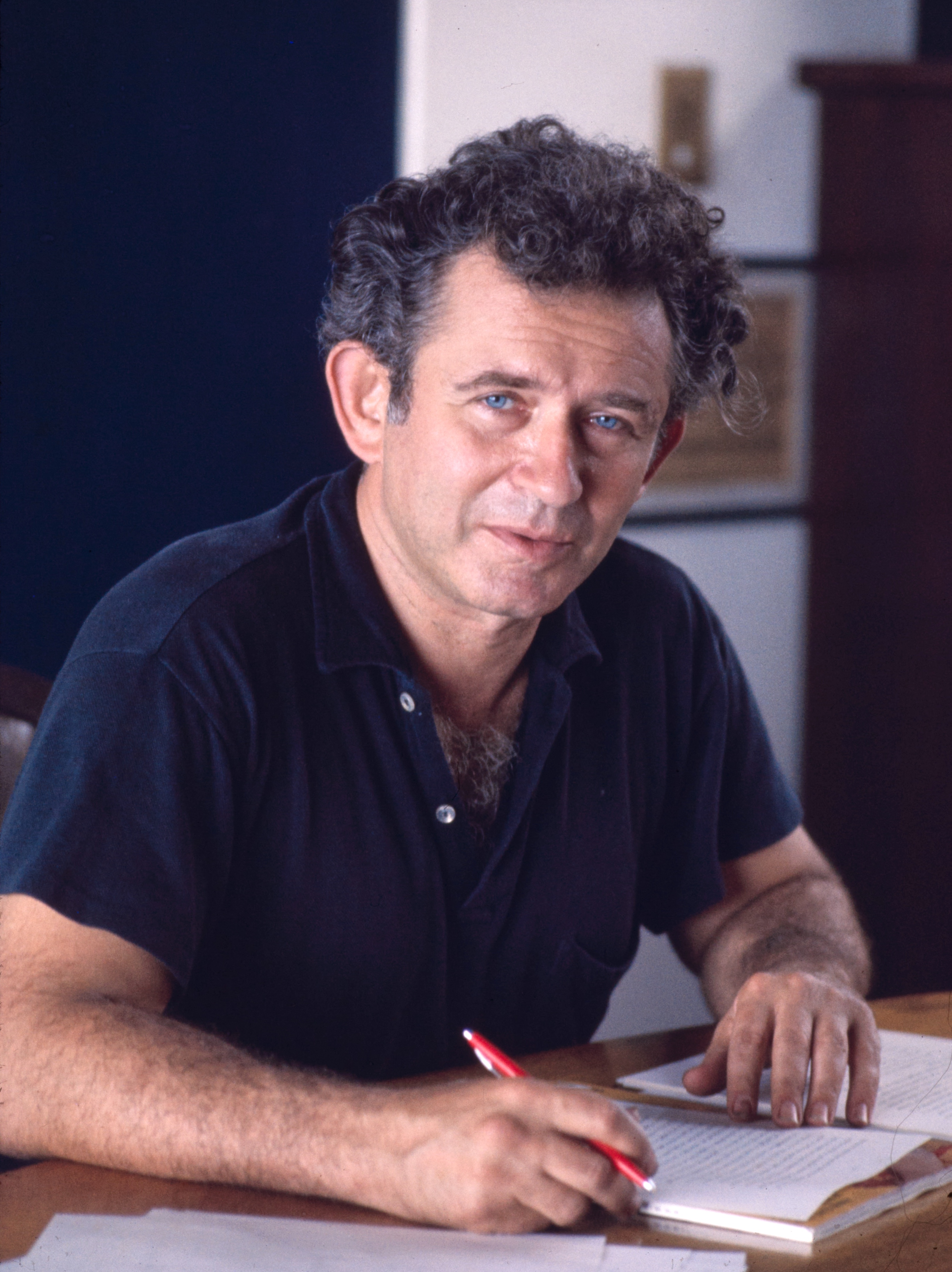
Norman Mailer (1923–2007)

- Mailer, Norris Church (1949–2010), US-amerikanische Autorin
- Mailer, Stephen (* 1966), US-amerikanischer Schauspieler
- Mailey, Madison (* 1996), kanadische Ruderin
- Mailfort, Maxence (* 1949), französischer Schauspieler
- Mailhac, Pauline (1858–1946), österreichisch-deutsche Opernsängerin (Sopran)
- Mailhes, René (1935–2022), französischer Jazz-Gitarrist
- Mailhouse, Robert (* 1962), US-amerikanischer Schauspieler und Musiker/Schlagzeuger
- Mailick, Erik (1907–1990), deutscher Tier-, Jagd- und Landschaftsmaler und -Grafiker und Aktivist des Wildtierschutzes
- Mailin, Bejimbet (1894–1938), kasachisch-sowjetischer Schriftsteller
- Mailla, Joseph-Anne-Marie de Moyriac de (1669–1748), französischer Jesuit, Missionar, Übersetzer
- Maillan, Jacqueline (1923–1992), französische Schauspielerin
- Maillard de Tournon, Charles Thomas (1668–1710), Kardinal der Römischen Kirche
- Maillard, Armand (* 1943), französischer Geistlicher, emeritierter römisch-katholischer Erzbischof von Bourges
- Maillard, Chantal (* 1951), belgisch-spanische Autorin
- Maillard, Cläre (1892–1966), deutsche Historikerin und Genealogin
- Maillard, Edmond (1896–1969), chilenischer Radrennfahrer
- Maillard, Guillaume (* 1998), Schweizer Eishockeyspieler
- Maillard, Katharina (1922–2010), deutsche Musikerin und Illustratorin
- Maillard, Keith (* 1942), kanadischer Schriftsteller und Hochschullehrer US-amerikanischer Herkunft
- Maillard, Louis (1867–1938), Schweizer Astronom
- Maillard, Louis Camille (1878–1936), französischer Mediziner und ChemikerLouis Camille Maillard (1878–1936)

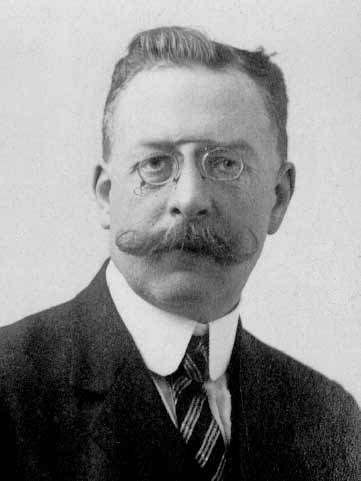
Louis Camille Maillard (1878–1936)

- Maillard, Louis Henri (1838–1923), Schweizer Architekt
- Maillard, Otto (* 1857), deutscher Gartenbauer, Mal- und Zeichenlehrer sowie Königlich Preußischer Hofgärtner
- Maillard, Pierre-Yves (* 1968), Schweizer Politiker (SP) und Gewerkschafter
- Maillard, René (1931–2012), französischer Komponist
- Maillard, Sebastian von (1746–1822), österreichischer kaiserlicher Feldmarschallleutnant
- Maillard, Thierry (* 1966), französischer Jazzmusiker (Piano, Komposition)
- Maillard, Willi (1879–1945), deutscher Maler
- Maillardoz, Perroneta († 1503), Schweizer Äbtissin
- Maillart, Aimé (1817–1871), französischer Komponist
- Maillart, Ella (1903–1997), Schweizer Sportlerin und ReiseschriftstellerinElla Maillart (1903–1997)

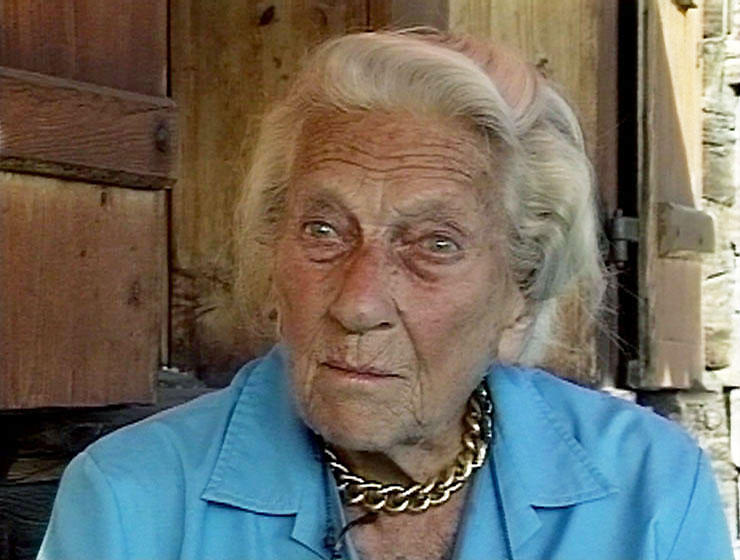
Ella Maillart (1903–1997)

- Maillart, Robert (1872–1940), Schweizer Bauingenieur, Brückenbauer und Unternehmer
- Maillat, Eugène (1919–1988), Schweizer Ordensgeistlicher und römisch-katholischer Bischof von Nzérékoré
- Maille, Alphonse (1813–1865), französischer Botaniker
- Maillé, Claire-Clémence de (1628–1694), französische Hochadlige
- Maille, Nénène, französischer Gypsy-Jazz-Gitarrist
- Maillé, Urbain de (1598–1650), französischer Aristokrat, Militär und Diplomat, Marschall von Frankreich, Vizekönig von Katalonien
- Maillé-Brézé, Jean Armand de (1619–1646), französischer Admiral
- Maillefer, Arthur (1880–1960), Schweizer Botaniker und Geobotaniker
- Maillefer, Augustin (* 1993), Schweizer Ruderer
- Maillefer, Paul (1862–1929), Schweizer Politiker (FDP)
- Mailler, Alexander (1844–1899), österreichischer Bildhauer
- Mailler, Clément (* 1990), französischer Biathlet und Skilangläufer
- Maillet de Fourton, Etienne († 1733), Wasserbauingenieur, Ingenieurhauptmann und Unternehmer
- Maillet, Antonine (1929–2025), kanadische Schriftstellerin
- Maillet, Benoît de (1656–1738), französischer Diplomat und Geologe
- Maillet, Eddy (* 1967), seychellischer Fußballschiedsrichter
- Maillet, Edmond (1865–1938), französischer Mathematiker
- Maillet, Léo (1902–1990), deutsch-schweizerischer Maler und Radierer
- Maillet, Nicole, kanadische Schauspielerin
- Maillet, Robert (* 1969), kanadischer Wrestler und SchauspielerRobert Maillet (* 1969)

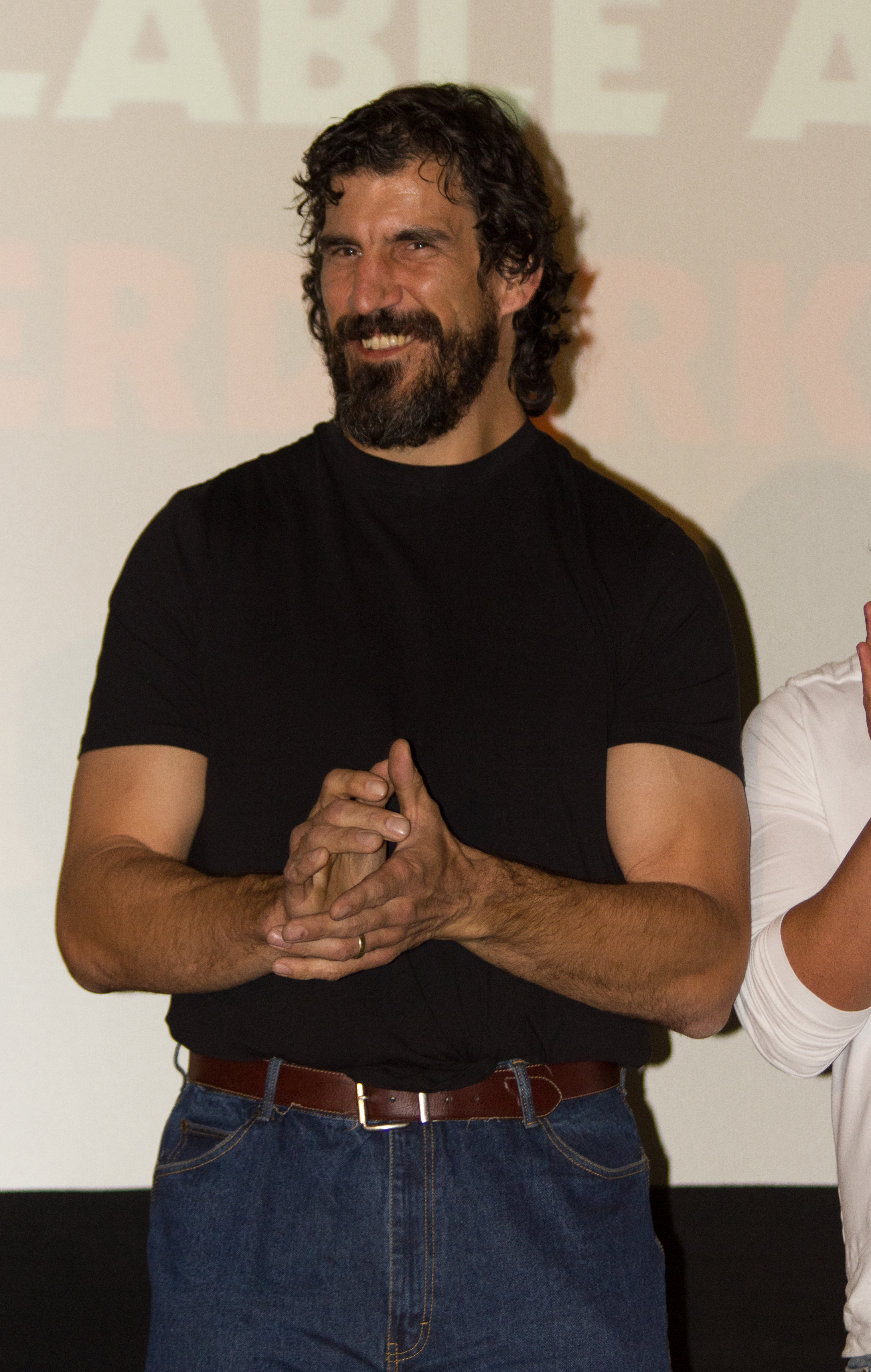
Robert Maillet (* 1969)

- Mailleux, Franck (* 1985), französischer Autorennfahrer
- Mailliard, William S. (1917–1992), US-amerikanischer Politiker
- Maillinger, Joseph (1831–1884), deutscher Kunstsammler und Kunsthändler
- Maillinger, Joseph Maximilian von (1820–1901), bayerischer General der Infanterie und Kriegsminister
- Maíllo, Kike (* 1975), spanischer Filmregisseur und Drehbuchautor
- Maillol, Aristide (1861–1944), französischer Bildhauer, Maler und GrafikerAristide Maillol (1861–1944)

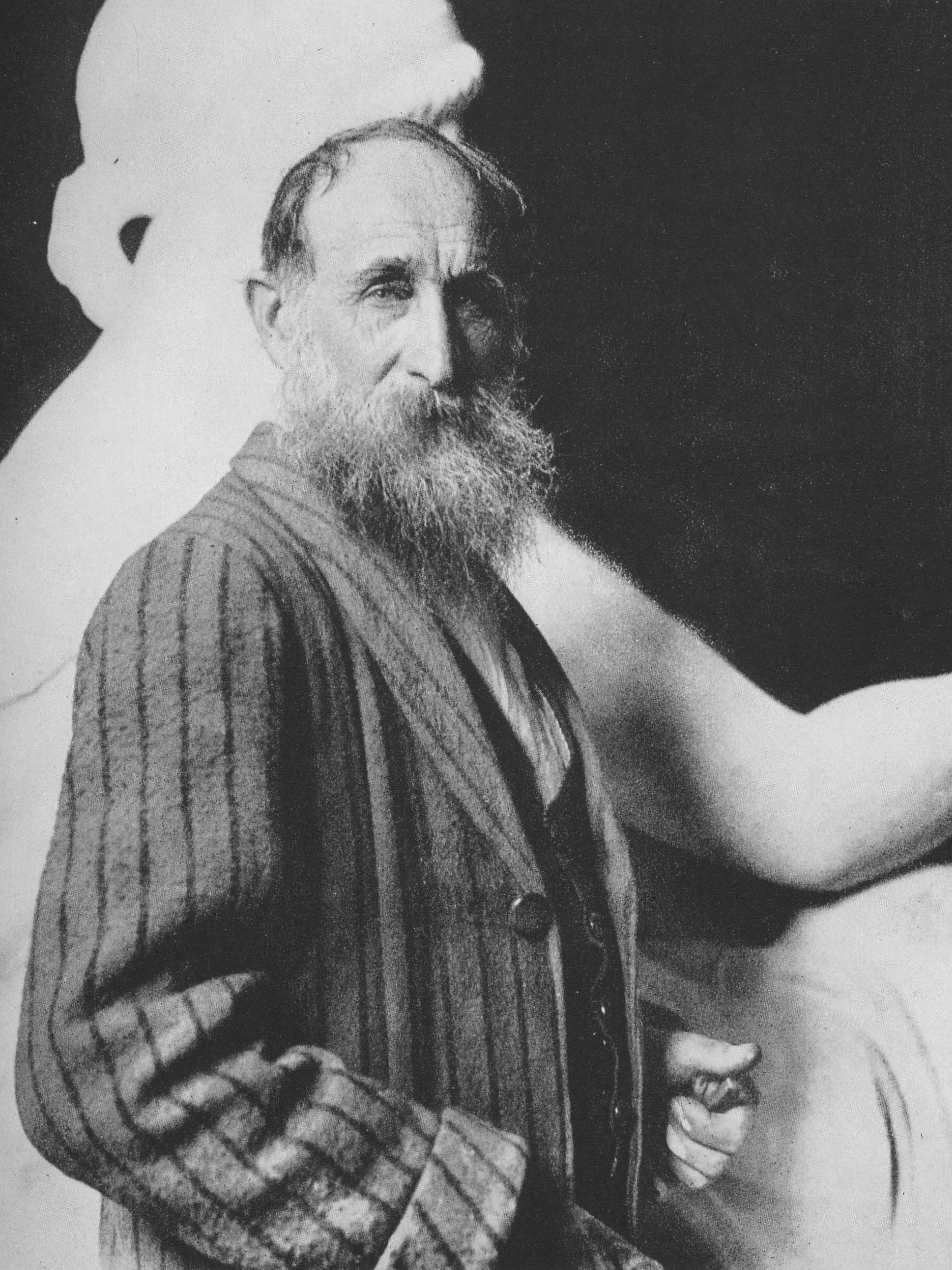
Aristide Maillol (1861–1944)

- Maillon, Pierre (1880–1930), französischer Autorennfahrer
- Maillot de la Treille, Emil von (1845–1882), deutscher Verwaltungsjurist
- Maillot de la Treille, Nicolas (1725–1794), römisch-katholischer Priester, Ehrenprälat, Hofkaplan und Hofbibliothekar
- Maillot de la Treille, Nikolaus von (1774–1834), deutscher General und Politiker
- Maillot, Jean-Christophe (* 1960), französischer Tänzer und Choreograph
- Maillot, Pauline (1812–1897), niederländisch-französische Bildhauerin
- Maillu, David G. (* 1939), kenianischer Schriftsteller
- Mailly, Adrien de (1792–1878), französischer General und Marschall, Chevalier du Saint-Esprit
- Mailly, Alphonse (1833–1918), belgischer Organist und Komponist
- Mailly, Anton (1874–1950), österreichischer Heimatforscher
- Mailly, Augustin-Joseph de (1708–1794), französischer General und Marschall, Chevalier du Saint-Esprit
- Mailly, François de (1658–1721), französischer Priester, Erzbischof von Arles und von Reims, Kardinal
- Mailly, Françoise de (1688–1742), französische Hofdame
- Mailly, Louis de (1662–1699), französischer Militär
- Mailly, Louis III. de (1689–1764), französischer Militär
- Mailly, Louis V. de (1696–1767), französischer Militär
- Mailly, Louis-Marie de (1744–1792), französischer Militär und Politiker
- Mailly-Nesle, Diane-Adélaïde de (1714–1769), Mätresse des französischen Königs Ludwig XV.
- Mailly-Nesle, Hortense-Félicité de (1715–1799), französische Hofdame
- Mailly-Nesle, Louise Julie de (1710–1751), Mätresse des französischen Königs Ludwig XV.
- Mailly-Nesle, Marie-Anne de (1717–1744), Mätresse des französischen Königs Ludwig XV.Marie-Anne de Mailly-Nesle (1717–1744)

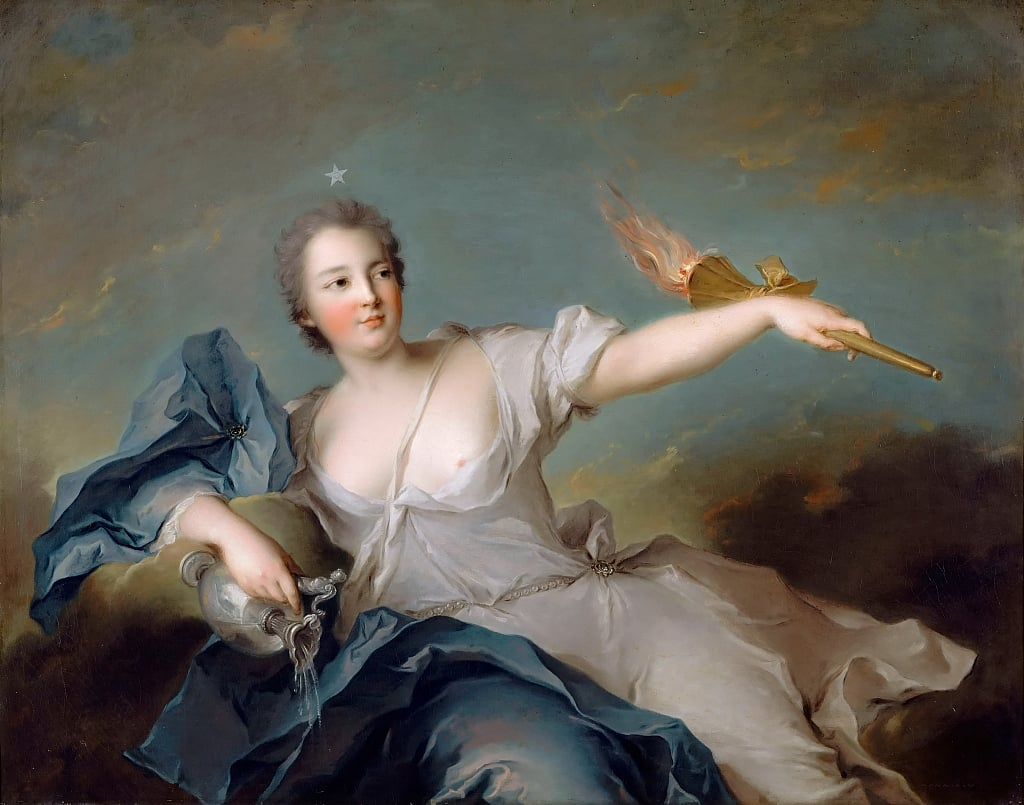
Marie-Anne de Mailly-Nesle (1717–1744)

- Mailly-Nesle, Pauline Félicité de (1712–1741), Mätresse des französischen Königs Ludwig XV.
- Mailly-Rubempré, Marie-Anne de (1732–1817), französische Adlige und königliche Mätresse
- Mailman, Deborah (* 1972), australische Schauspielerin in Film, Fernsehen und Theater
- Mailman, Martin (1932–2000), US-amerikanischer Komponist und Professor
- Mailoc, galicisch-britischer Bischof
- Maily, Josef (1876–1945), deutscher Politiker

### Maim
- Maiman, Theodore (1927–2007), US-amerikanischer Physiker
- Maimane, Arthur (1932–2005), südafrikanischer Journalist und Schriftsteller
- Maimane, Mmusi (* 1980), südafrikanischer Politiker (ehemals Democratic Alliance)
- Maimanee, Abdul Latif Abdullah Ibrahim al (1939–2016), saudischer Diplomat
- Maimann, Helene (* 1947), österreichische Historikerin und Filmemacherin
- Maimbourg, Louis (1610–1686), lothringischer Jesuit und Historiker
- Maimets, Toivo (* 1957), estnischer Biologe und Bildungspolitiker
- Maimieux, Joseph de (1753–1820), französischer Schriftsteller
- Maimon, Arye (1903–1988), israelischer Historiker deutscher Herkunft und Leiter der Germania Judaica
- Maimon, Idan (* 1974), israelischer Handballspieler und -trainer
- Maimon, Jehuda Leib (1875–1962), israelischer Rabbiner und Politiker
- Maimon, Salomon († 1800), Philosoph und jüdischer AufklärerSalomon Maimon († 1800)

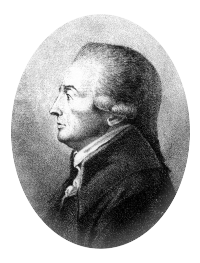
Salomon Maimon († 1800)

- Maimon, Shiri (* 1981), israelische Sängerin
- Maimone, José Maria (* 1932), brasilianischer Ordensgeistlicher, emeritierter römisch-katholischer Bischof von Umuarama
- Maimone, Nick (* 1987), US-amerikanischer Pokerspieler
- Maimonides († 1204), jüdischer Philosoph, Arzt, Autor und RechtsgelehrterMaimonides († 1204)

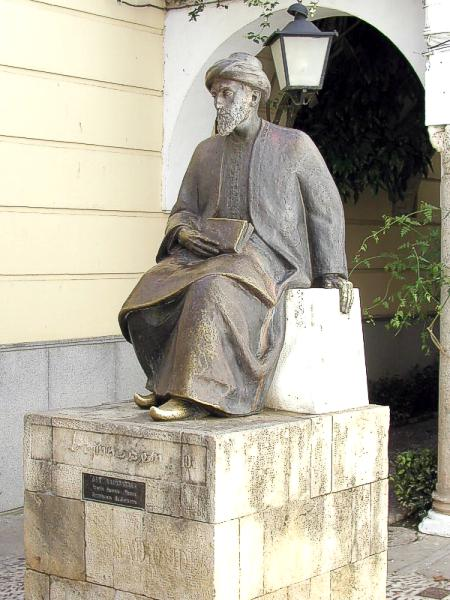
Maimonides († 1204)

- Maimuna (* 1980), belarussische Violinistin

### Main
- Main Smith, John David, britischer Chemiker
- Main, Albert Russell (1919–2009), australischer Zoologe und Hochschullehrer
- Main, Barbara York (1929–2019), australische Arachnologin, Hochschullehrerin und Schriftstellerin
- Main, Curtis (* 1992), englischer Fußballspieler
- Main, Grant (* 1960), kanadischer Ruderer
- Main, Ian, britischer Geophysiker
- Main, Jack (* 1996), englischer Dartspieler
- Main, John (1926–1982), irisch-britischer Benediktinerpater, Meditationslehrer
- Main, Laurie (1922–2012), australischer Schauspieler
- Main, Marjorie (1890–1975), US-amerikanische Schauspielerin
- Main, Mary (1943–2023), US-amerikanische Entwicklungspsychologin
- Main, Robert (1808–1878), britischer Astronom
- Main, Verner (1885–1965), US-amerikanischer Politiker
- Ma'īn, Yahyā ibn (775–847), sunnitisch-islamischer Rechts- und Hadithgelehrter
- Maina, Charles Wachira (* 1982), kenianischer Langstreckenläufer
- Maina, Esther Wanjiru (* 1977), kenianische Langstreckenläuferin
- Maina, Fadji (* 1991), nigrische Hydrologin
- Maina, Franco (1938–2019), italienischer Fahrzeugdesigner
- Maina, Leonard Mucheru (* 1978), kenianischer Langstreckenläufer, zeitweise für Bahrain startend
- Maina, Linton (* 1999), deutscher Fußballspieler
- Maina, Soga (* 1978), amerikanisch-samoanischer Fußballspieler
- Mainaky, Karel (* 1977), indonesischer Badmintonspieler
- Mainaky, Marleve (* 1972), indonesischer Badmintonspieler
- Mainaky, Rexy (* 1968), indonesischer Badmintonspieler
- Mainaky, Richard (* 1965), indonesischer Badmintonspieler und -trainer
- Mainali, Chandra Prakash (* 1951), nepalesischer Politiker
- Mainardi, Agostino (1482–1563), Augustinermönch, Prior, katholischer Theologe, Pfarrer und Reformator von Chiavenna
- Mainardi, Bastiano (1460–1513), italienischer Maler
- Mainardi, Enio (1935–2020), brasilianischer Werbeunternehmer, Journalist und Lyriker
- Mainardi, Enrico (1897–1976), italienischer Cellist, Komponist und DirigentEnrico Mainardi (1897–1976)

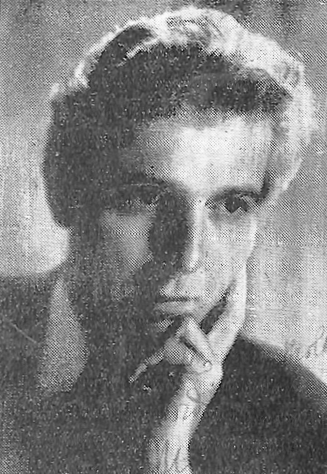
Enrico Mainardi (1897–1976)

- Mainardi, Enzo (1898–1983), italienischer Dichter und Maler des Futurismus
- Mainardi, Gaspare (1800–1879), italienischer Mathematiker
- Mainardi, Patricia (* 1942), US-amerikanische Kunsthistorikerin und Feministin
- Mainardino von Imola, italienischer Geistlicher und Geschichtsschreiber
- Maïnassara, Aïchatou (1971–2020), nigrische Politikerin
- Maïnassara, Demba (1910–1996), nigrischer Offizier
- Maïnassara, Ibrahim Baré (1949–1999), nigrischer Politiker und Präsident des Landes
- Mainau, Karoline, österreichische Sängerin, Theaterschauspielerin und -leiterin
- Mainberger, Johann Christoph († 1815), deutscher Organist und Komponist
- Mainberger, Sabine (* 1960), deutsche Komparatistin
- Mainbrain (* 1981), deutscher DJ
- Mainda, Tobias (* 1994), deutscher Entomologe und Taxonom
- Maindron, Maurice (1857–1911), französischer Entomologe, Historiker und Schriftsteller
- Mainds, Allan D. (1881–1945), schottischer Maler, Designer und Kunstpädagoge
- Maine de Biran (1766–1824), französischer Philosoph
- Maine, Basil (1894–1972), englischer Musikkritiker, Komponist, Schriftsteller, Erzähler und Priester
- Maine, Charles Eric (1921–1981), britischer Autor von Science-Fiction und Kriminalromanen
- Maine, Henry Sumner (1822–1888), britischer Anthropologe, Jurist und Rechtshistoriker
- Maine, Katherine (* 1997), kanadische Radrennfahrerin
- Maine, Tsotang (* 1974), lesothischer Leichtathlet
- Mainelli, Michael (* 1958), irisch-amerikanischer Wirtschaftswissenschaftler
- Mainer, Wade (1907–2011), US-amerikanischer Old-Time- und Bluegrass-Musiker
- Mainerio, Giorgio († 1582), italienischer Komponist
- Mainersberg, Antonius von (1674–1751), salzburgischer römisch-katholischer Geistlicher
- Maines, Lloyd (* 1951), US-amerikanischer Countrymusiker und -produzent
- Maines, Natalie (* 1974), US-amerikanische Country-SängerinNatalie Maines (* 1974)

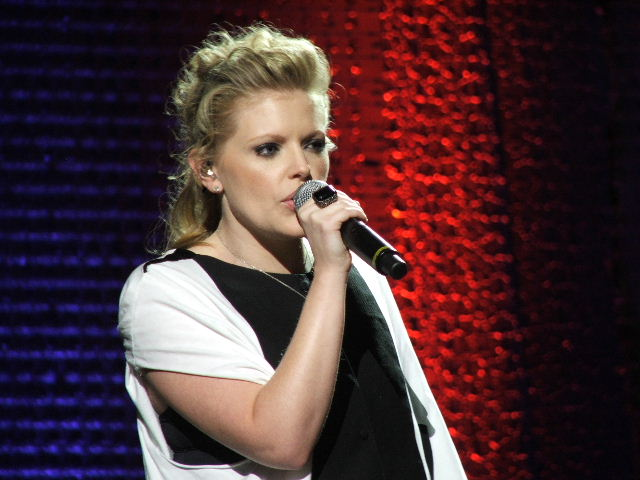
Natalie Maines (* 1974)

- Maines, Nicole (* 1997), amerikanische Schauspielerin
- Maines, Rachel P. (* 1950), US-amerikanische Technikhistorikerin und Hochschullehrerin
- Mainetti, Maria Laura (1939–2000), italienische römisch-katholische Ordensschwester, Märtyrerin und Selige
- Mainfray, Pierre (1580–1630), französischer Dichter und Dramatiker
- Maingain, Olivier (* 1958), belgischer Politiker
- Maingardt, Sergej (* 1981), deutscher Komponist für zeitgenössische Musik
- Mainhard, David (1788–1862), badischer Verwaltungsjurist
- Mainhart, Jutta (* 1969), österreichische Skilangläuferin
- Maini, Arjun (* 1997), indischer AutomobilrennfahrerArjun Maini (* 1997)

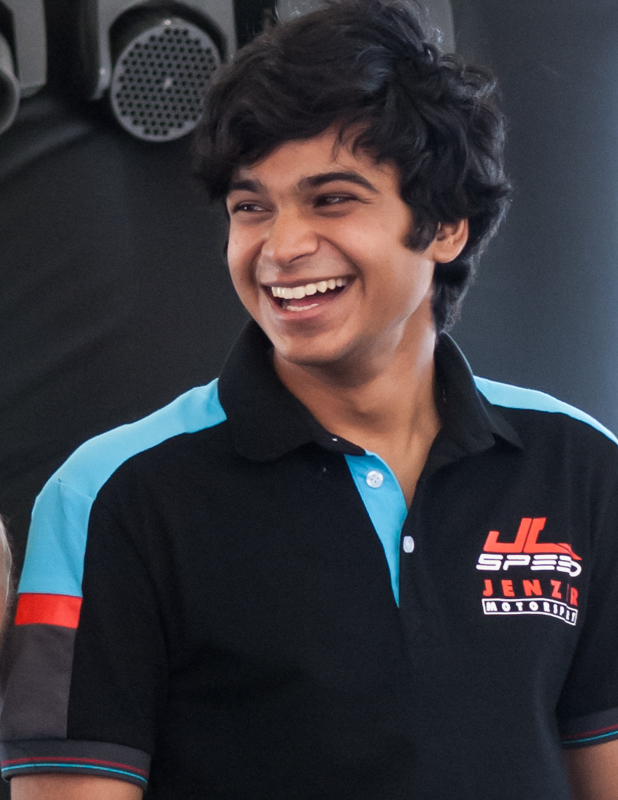
Arjun Maini (* 1997)

- Maini, Giovanni (* 2000), italienischer Schauspieler
- Maini, Joe (1930–1964), US-amerikanischer Jazzsaxophonist
- Maini, Kush (* 2000), indischer Automobilrennfahrer
- Maini, Philip (* 1959), britischer Mathematiker
- Maini, Ravinder N. (* 1937), britischer Immunologe und Rheumatologe indischer Abstammung
- Mainieri, Mike (* 1938), US-amerikanischer Fusionmusiker
- Mainil, Pierre (1925–2013), belgischer Politiker (PSC)
- Mainitz, Sina (* 1977), deutsche Journalistin
- Mainka, Bertold (* 1934), deutscher Ruderer
- Mainka, Carl (1874–1943), deutscher Geophysiker und Seismologe
- Mainka, Hans (* 1927), deutscher Fußballspieler
- Mainka, Jan (* 1968), deutscher Journalist, Herausgeber der Budapester Zeitung
- Mainka, Karl (1868–1938), deutscher Arbeiterdichter
- Mainka, Katharina (* 1976), deutsches Fotomodell sowie Schönheitskönigin
- Mainka, Matz (* 1959), deutscher Illustrator, Comiczeichner und -autor
- Mainka, Patrick (* 1994), deutscher Fußballspieler
- Mainka, Romuald (* 1963), deutscher Schachmeister
- Mainka, Siegmund (* 1968), deutscher Paralympics-Sieger (Segeln)
- Mainka-Jellinghaus, Beate (* 1936), deutsche Filmeditorin
- Mainländer, Philipp (1841–1876), deutscher Dichter und PhilosophPhilipp Mainländer (1841–1876)

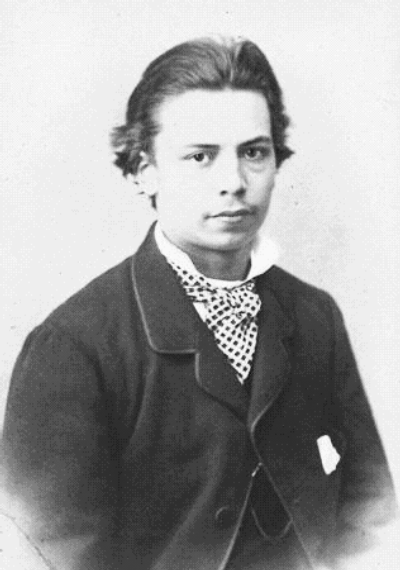
Philipp Mainländer (1841–1876)

- Maino (* 1973), US-amerikanischer Rapper
- Maíno, Juan Bautista († 1649), spanischer Maler
- Maino, Mario (* 1940), italienischer Radsportler, Weltmeister im Radsport, nationaler Meister im Radsport
- Mainolfi, Luigi (* 1948), italienischer Bildhauer
- Mainoni, Eduard (* 1958), österreichischer Politiker (FPÖ, BZÖ), Abgeordneter zum Nationalrat, Mitglied des Bundesrates
- Mainoni, Fabio (1880–1958), italienischer Schwimmer
- Mainoni, Giuseppe Antonio (1754–1807), französischer General
- Mainoo, Kobbie (* 2005), englischer Fußballspieler
- Mainstone, John (1935–2013), australischer PhysikerJohn Mainstone (1935–2013)

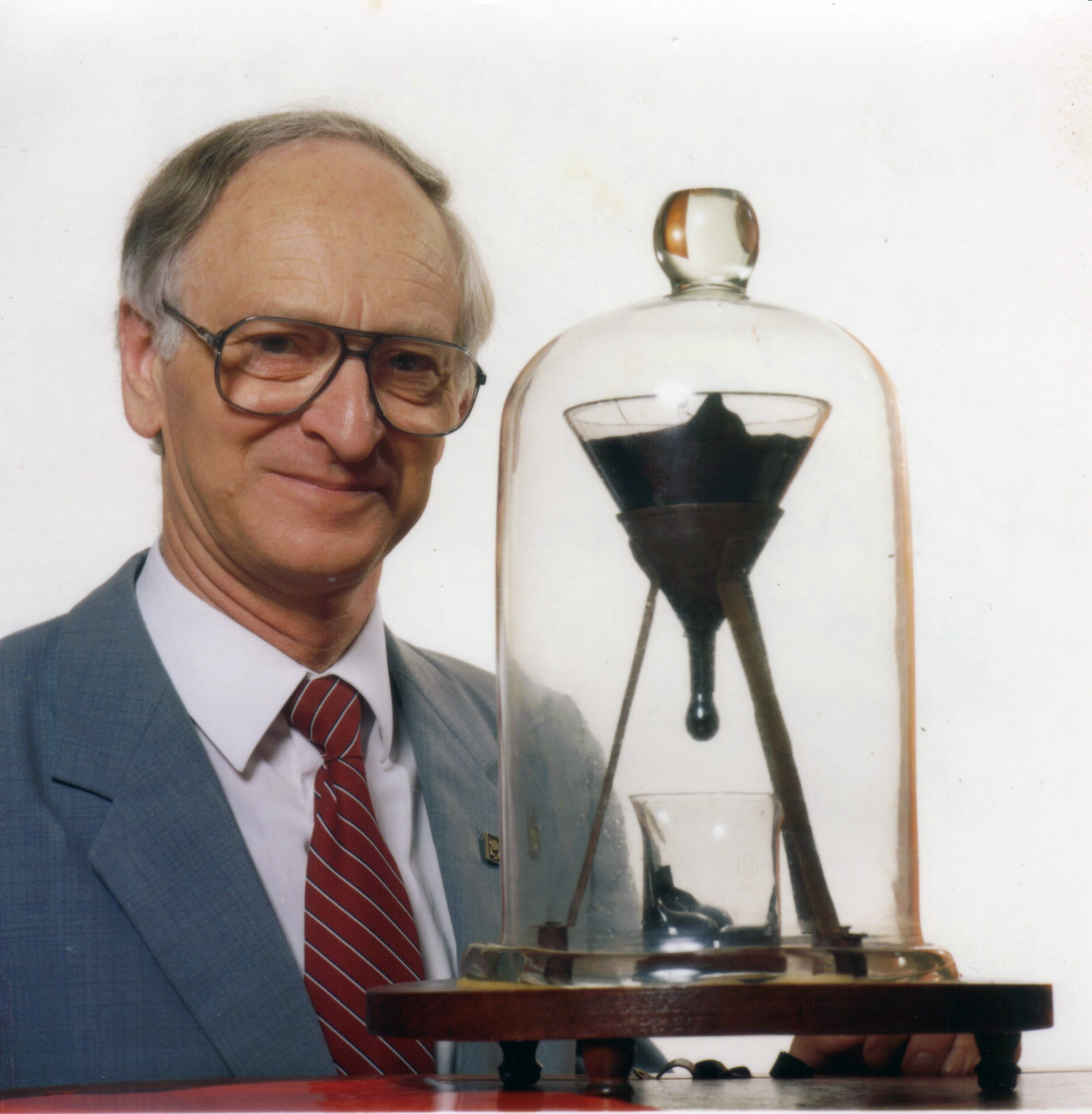
John Mainstone (1935–2013)

- Maintigneux, Sophie (* 1961), französische Kamerafrau
- Maintz, Christian (* 1958), deutscher Autor, Literatur- und Medienwissenschaftler
- Maintz, Clemens († 1978), deutscher Fußballspieler
- Maintz, Helmut (* 1959), deutscher Bauingenieur und Aachener Dombaumeister
- Maintz, Jens Peter (* 1967), deutscher Cellist
- Maintz, Philipp (* 1977), deutscher Komponist
- Mainuš, Jiří (* 1945), tschechoslowakischer Radrennfahrer
- Mainusch, Christoph (* 1962), deutscher Manager und ehemaliger Schauspieler
- Mainusch, Dominik (* 1991), österreichischer Politiker (ÖVP), Landtagsabgeordneter in Tirol
- Mainusch, Herbert (1929–1999), deutscher Anglist und Hochschullehrer
- Mainusch, Rainer (* 1959), deutscher Kirchenjurist, Vizepräsident des Landeskirchenamt Hannover
- Mainville, Sandrine (* 1992), kanadische Schwimmerin
- Mainwaring, Conrad (* 1951), antiguanischer Leichtathlet und Trainer
- Mainwaring, Daniel (1902–1977), US-amerikanischer Schriftsteller
- Mainwaring, Henry (1587–1653), britischer Offizier, Politiker und Pirat
- Mainwaring, John (1724–1807), englischer anglikanischer Theologe, Biograph von Georg Friedrich Händel
- Mainz, Elisabeth (* 1997), deutsche Ruderin
- Mainz, Friedrich A. (1895–1974), deutscher Filmproduzent
- Mainzer, Amy (* 1974), US-amerikanische Astronomin
- Mainzer, Arthur (1895–1954), deutscher Schauspieler bei Bühne und Film
- Mainzer, Engelbert (1886–1974), deutscher Landschafts- und Porträtmaler sowie Gebrauchsgrafiker
- Mainzer, Friedrich Moritz (1875–1955), deutscher Jurist, Verfolgter des Naziregimes, Emigrant
- Mainzer, Klaus (* 1947), deutscher Philosoph und WissenschaftstheoretikerKlaus Mainzer (* 1947)

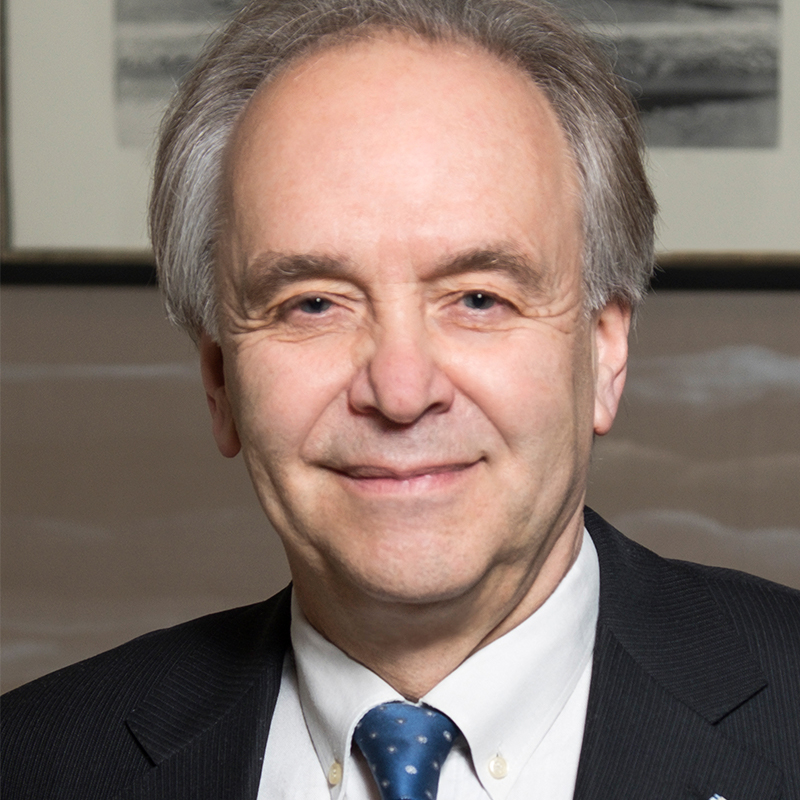
Klaus Mainzer (* 1947)

- Mainzer, Otto (1903–1995), deutscher Schriftsteller
- Mainzer, Rudolf (1882–1977), deutscher Politiker (SPD), preußischer Landtagsabgeordneter
- Mainzer, Udo (* 1945), deutscher Denkmalpfleger

### Maio
- Maio von Bari († 1160), Kanzler, ammiratus Wilhelms I. von Sizilien
- Maio, Giovanni (* 1964), deutscher Mediziner, Philosoph und BioethikerGiovanni Maio (* 1964)

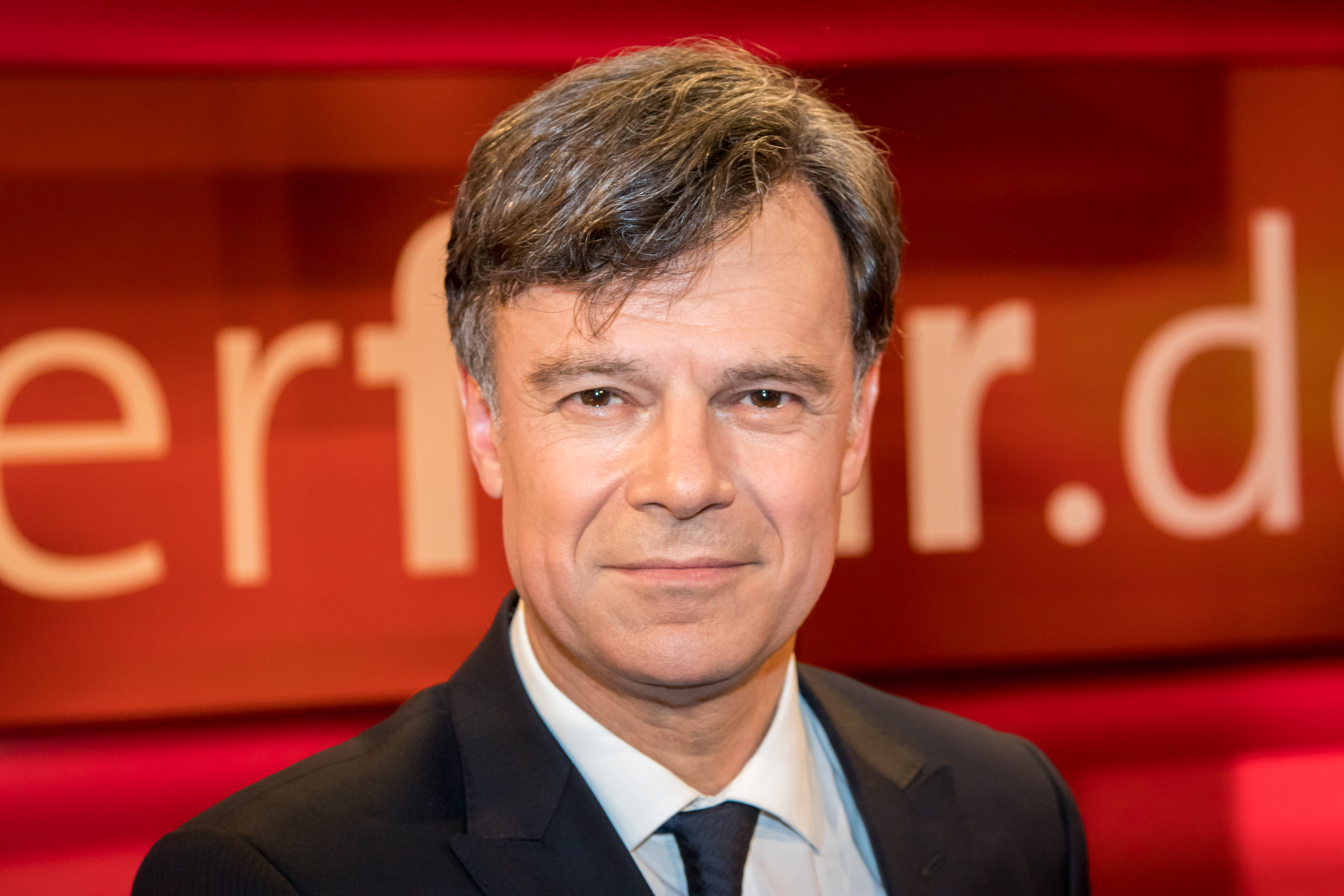
Giovanni Maio (* 1964)

- Maio, Giuseppe (* 1970), italienischer Hörfunk-Autor und Regisseur
- Maio, Julien (* 1994), französischer Badmintonspieler
- Maiocchi, Mario (1913–1996), italienischer Eishockeyspieler
- Maiocco, Hugo (1927–2017), US-amerikanischer Sprinter und Mittelstreckenläufer
- Maiocco, Luigi (1892–1965), italienischer Turner
- Maiocco, Pia (* 1962), US-amerikanische Bassistin und Sängerin
- Maiolini, Alba (1916–2005), italienische Schauspielerin
- Maiolino, Anna Maria (* 1942), italienisch-brasilianische Zeichnerin, Bildhauerin und Videokünstlerin
- Maiolino, Wesley Alex (* 1988), brasilianischer Fußballspieler
- Maiolo, Mario (* 1963), italienischer Politiker und Hochschullehrer
- Maiolus (910–994), Adliger, Priester, Benediktiner, Abt von Cluny
- Maione, Gia (1941–2013), US-amerikanische Jazzmusikerin
- Maior de Aquino, Álvaro Luiz (* 1979), brasilianischer Fußballspieler
- Maior, Grigore (1714–1785), rumänischer Bischof von Făgăraș
- Maior, Petru (1754–1821), rumänischer Theologe, Historiker, Romanist und Lexikograf
- Maiorca, Donatella (* 1957), italienische Schnittsekretärin und Regisseurin
- Maiorca, Enzo (1931–2016), italienischer Apnoetaucher
- Maiorescu, Titu (1840–1917), rumänischer Rechtsanwalt, Literaturkritiker, Schriftsteller, Philosoph und Politiker
- Maiorianus, römischer Heermeister
- Maioris, Philippe († 1540), spanischer Botschafter im Vereinigten Königreich
- Maiorowa, Lidija Fjodorowna (1927–2008), sowjetisch-russische Grafikerin und Graveurin

### Maip
- Maipan, Paul (* 1944), indischer Geistlicher, römisch-katholischer Bischof von Khammam
- Maipi-Clarke, Hana-Rawhiti (* 2002), neuseeländische PolitikerinHana-Rawhiti Maipi-Clarke (* 2002)

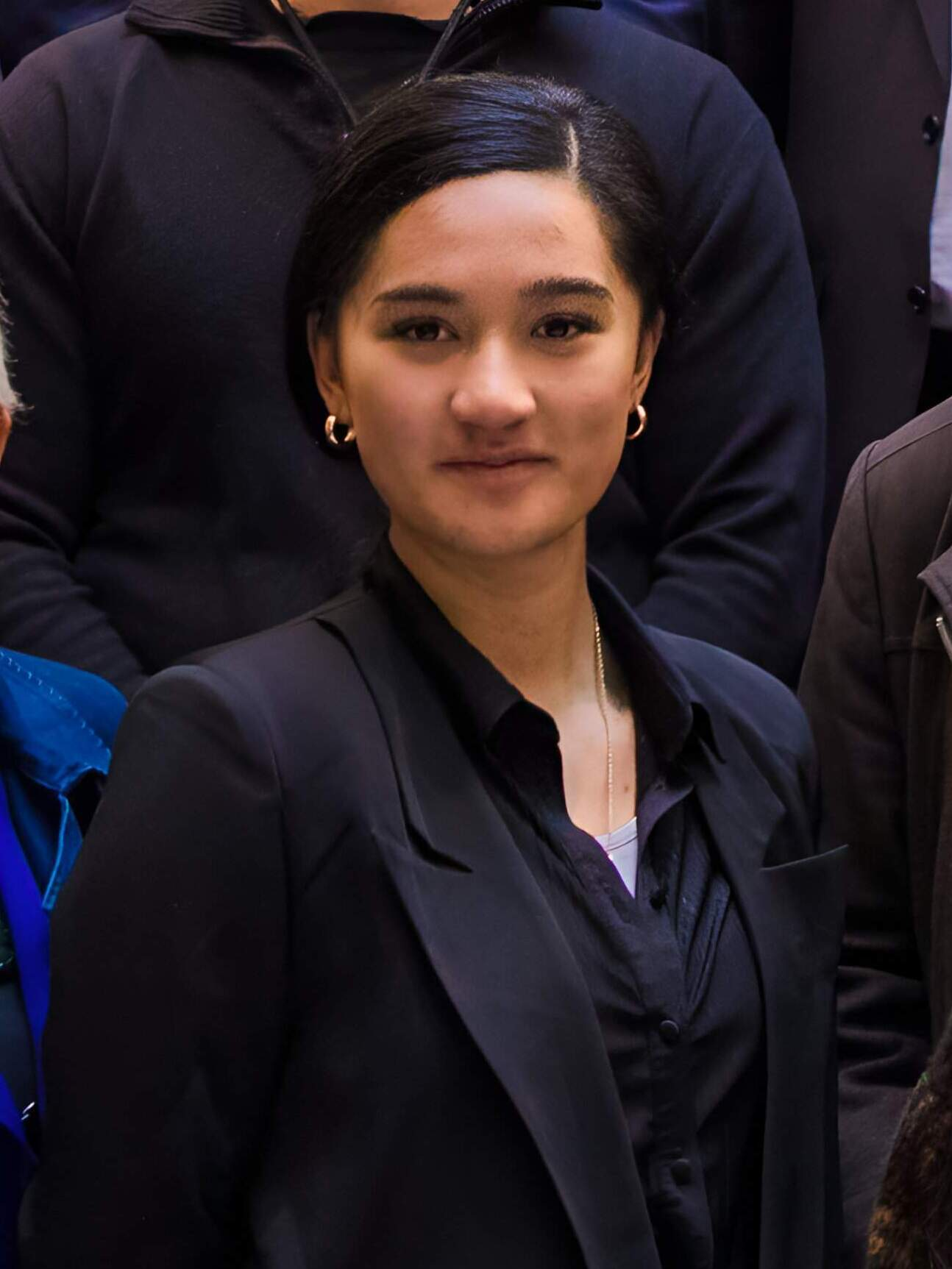
Hana-Rawhiti Maipi-Clarke (* 2002)

### Maiq
- Maiques, Anna (* 1967), spanische Hockeyspielerin

### Mair
- Mair unter der Eggen, Dagmar (* 1974), italienische Snowboarderin
- Mair, Adam (* 1979), kanadischer Eishockeyspieler und -trainer
- Mair, Albert (* 1941), österreichischer Jazzpianist
- Mair, Amanda (* 1994), schwedische Sängerin
- Mair, Armin (* 1977), italienischer Naturbahnrodler
- Mair, Astrid (* 1981), österreichische Politikerin (ÖVP)
- Mair, Augustin (1485–1543), deutscher Weihbischof in Freising, Basel und Würzburg
- Mair, Birgit (* 1967), deutsch-österreichische Sozialwissenschaftlerin, Buchautorin und Wissenschaftsjournalistin
- Mair, Carina (* 1996), österreichische Skeletonpilotin
- Mair, Carola (* 1962), österreichische Dokumentarfilmerin und Drehbuchautorin
- Mair, Charles (1838–1927), kanadischer Dichter und Dramatiker
- Mair, Chiara (* 1996), österreichische Skirennläuferin
- Mair, Christian (* 1958), deutscher Sprachwissenschaftler
- Mair, Christian (* 1981), italienischer Eishockeyspieler
- Mair, Conrad († 1565), Patrizier, Ratsherr und Bürgermeister in Augsburg
- Mair, Cristina Noemi (* 1986), argentinische Biathletin
- Mair, Daniel (* 1991), österreichischer Fußballspieler
- Mair, David (* 1980), italienischer Naturbahnrodler und Skeletonfahrer
- Mair, David (* 1984), italienischer Rennrodler
- Mair, Dick le (* 1955), niederländischer Komponist, Arrangeur, Musikproduzent und Percussionist
- Mair, Franz (1821–1893), österreichischer Chormeister, Komponist und Gründer des Wiener Schubertbundes
- Mair, Franz (1910–1945), österreichischer Gymnasialprofessor und Widerstandskämpfer in der NS-Zeit
- Mair, Gebi (* 1984), österreichischer Politiker (Grüne), LandtagsabgeordneterGebi Mair (* 1984)

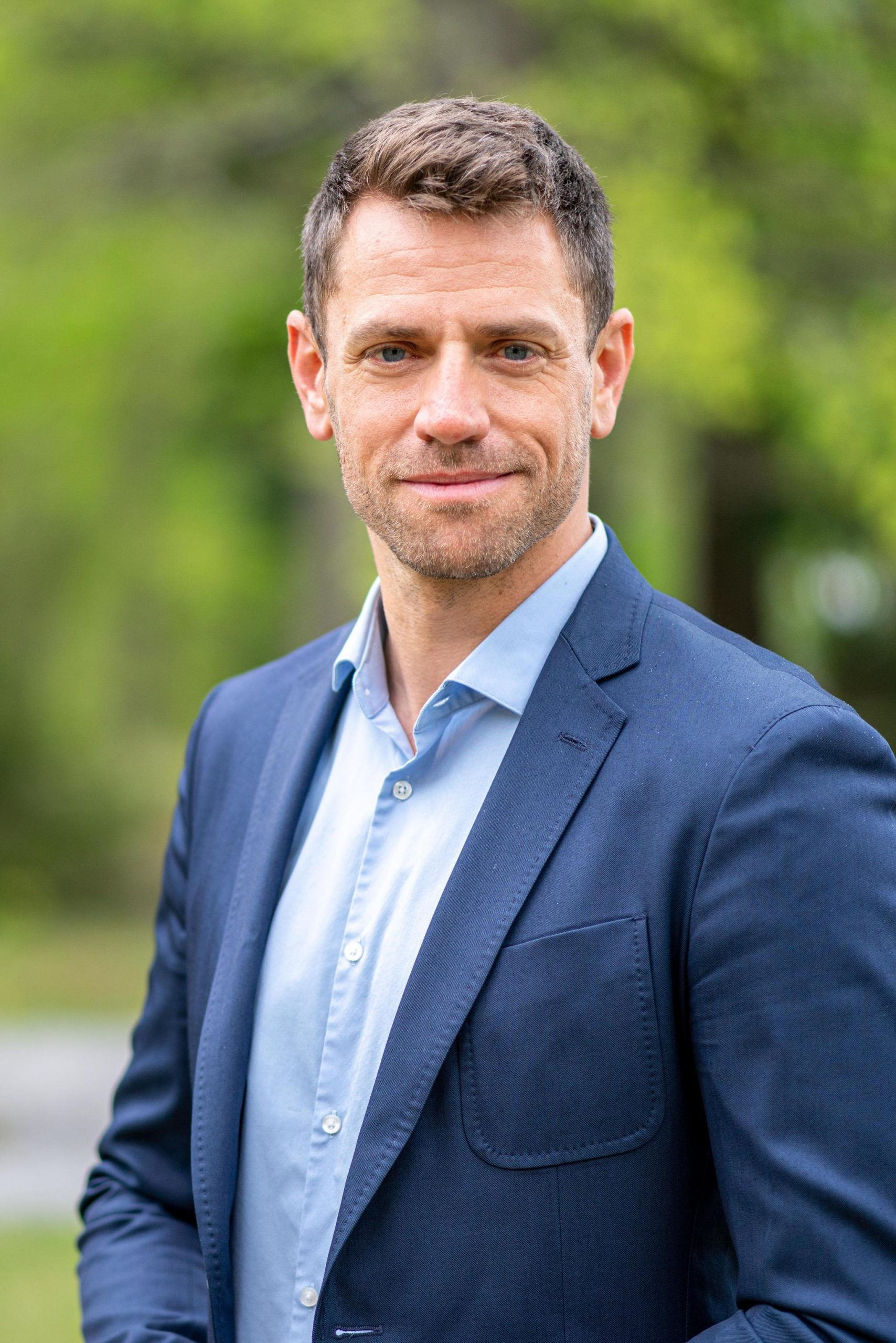
Gebi Mair (* 1984)

- Mair, Gerald (* 1988), österreichischer Dirigent
- Mair, Gilbert (1799–1857), schottisch-neuseeländischer Seemann, Händler und 1835 Mitunterzeichner der Unabhängigkeitserklärung Neuseelands
- Mair, Hans, Maler und Kupferstecher
- Mair, Henriëtte Willebeek le (1889–1966), niederländische Zeichnerin und Illustratorin
- Mair, Hugh, schottischer Fußballspieler
- Mair, John (* 1963), jamaikanischer Sprinter
- Mair, Judith (* 1972), deutsche Trendforscherin und Autorin
- Mair, Katja (* 1968), Schweizer Jazzmusikerin (Gesang, Piano, Komposition)
- Mair, Laura (* 2003), italienische Tennisspielerin
- Mair, Lucille M. (1924–2009), jamaikanische Diplomatin
- Mair, Lucy (1901–1986), britische Sozialanthropologin
- Mair, Marianne (* 1989), deutsche Skirennläuferin
- Mair, Markus (* 1964), österreichischer Manager
- Mair, Martin († 1481), bayerischer Humanist und Staatsmann
- Mair, Martin (* 1976), deutscher Journalist
- Mair, Martina (* 1971), deutsche Illustratorin und Künstlerin
- Mair, Meinhard (* 1962), italienischer Literaturwissenschaftler, Autor, Gymnasiallehrer in Brixen
- Mair, Michael (* 1962), italienischer Skirennfahrer
- Mair, Natascha (* 1995), österreichische Balletttänzerin
- Mair, Paul Hector (1517–1579), Schreiber, Stadtkassierer und Proviantmeister der Stadt Augsburg
- Mair, Peter (1951–2011), irischer Politikwissenschaftler
- Mair, Robert (* 1950), britischer Geotechnik-Ingenieur
- Mair, Rosemary (* 1998), neuseeländische Cricketspielerin
- Mair, Rudi (* 1961), österreichischer Meteorologe und Lawinenexperte
- Mair, Sarah (1846–1941), schottisch-britische Frauenrechtlerin und Bildungsaktivistin
- Mair, Siegfried (1939–1977), italienischer Rennrodler
- Mair, Sophie (* 2000), österreichische Skispringerin
- Mair, Stefan (* 1963), deutscher PolitikwissenschaftlerStefan Mair (* 1963)

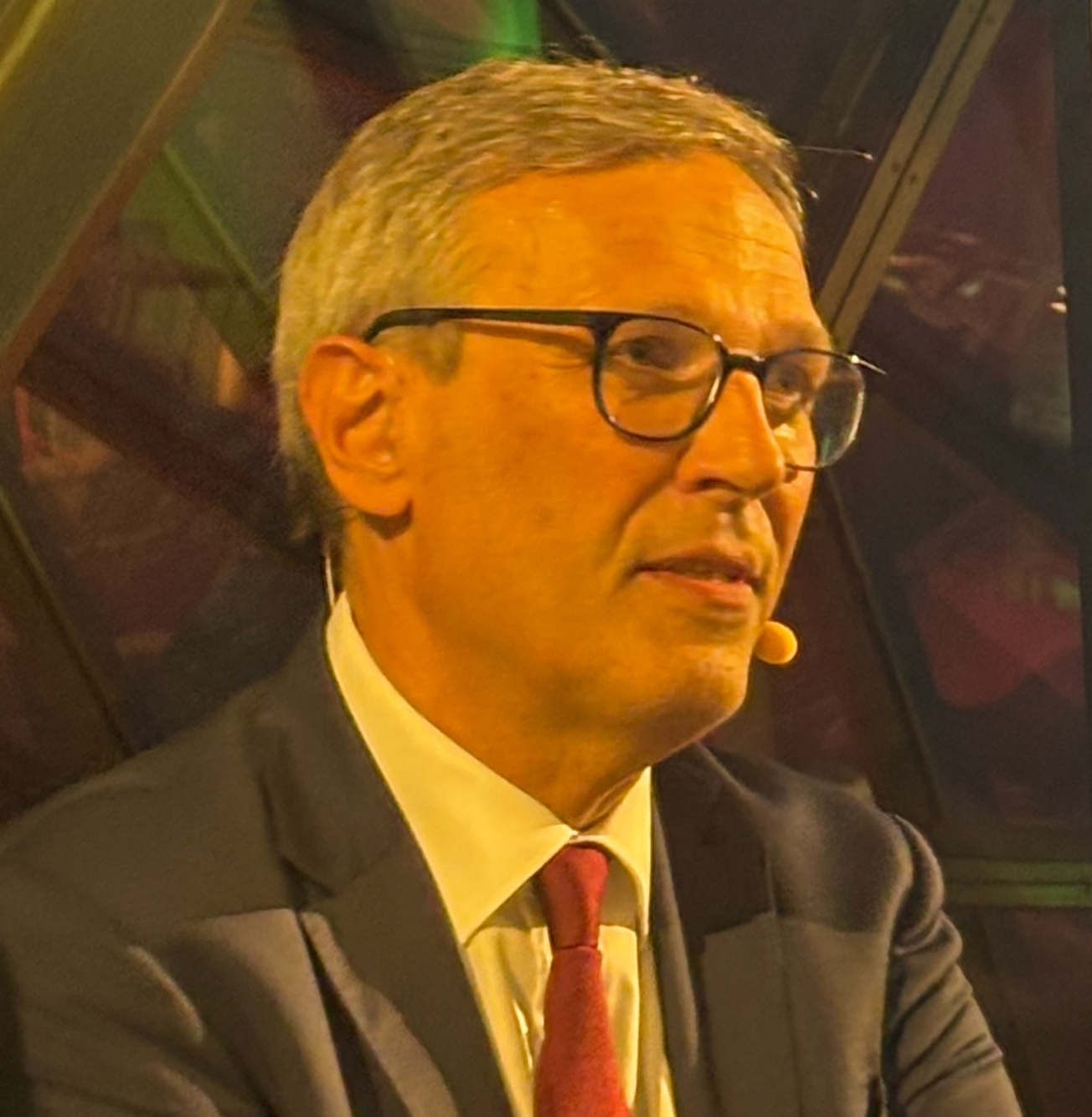
Stefan Mair (* 1963)

- Mair, Stefan (* 1967), italienischer Eishockeyspieler und -trainer
- Mair, Susanne (* 1994), österreichische Langstreckenläuferin und Duathletin
- Mair, Toni (1940–2015), österreichischer Geograf und Reliefbauer
- Mair, Ulli (* 1974), italienische Politikerin (Südtirol)
- Mair, Volkmar (1931–2025), österreichischer Verleger
- Mair, Walter (* 1939), österreichischer Sachbuchautor und Fotograf
- Mair, Wolfgang (* 1980), österreichischer Fußballspieler
- Mair-Clarke, Adlin (1941–2020), jamaikanische Sprinterin und Hürdenläuferin
- Maira, Salvatore (* 1947), italienischer Filmregisseur und Drehbuchautor
- Mairal, Pedro (* 1970), argentinischer Schriftsteller
- Mairan, Jean Jacques d’Ortous de (1678–1771), französischer Geophysiker
- Mairanowski, Grigori Moissejewitsch (1899–1964), sowjetischer Chemiker und Toxikologe
- Mairari, Negus (Kaiser) von Äthiopien
- Mairata, Pedro (* 1979), spanischer Fußballspieler
- Maire Vigueur, Jean-Claude (* 1943), französischer Historiker
- Maire, Adrien (* 2000), französischer Radrennfahrer
- Maire, Fred (1932–2020), deutscher Schauspieler und Synchronsprecher
- Maire, Gratien (* 1957), französischer General der Luftwaffe
- Maire, Jacques (* 1962), französischer Politiker (La République En Marche!, LREM), Abgeordneter in der Nationalversammlung
- Maire, Jacques-André (* 1957), Schweizer Politiker (SP)
- Maire, Laura (* 1979), deutsche Schauspielerin und Synchronsprecherin
- Maire, Markus (* 1970), Schweizer Steinstosser
- Maire, Maximiliaen Le (* 1606), niederländischer Unternehmer
- Maire, René (1878–1949), französischer Botaniker und Mykologe
- Maire-Hefti, Monika (* 1963), Schweizer Politikerin (SP), Regierungsrätin (Kanton Neuenburg)
- Mairecker, Franz (1879–1950), österreichischer Violinist
- Mairena, Antonio (1909–1983), spanischer Flamenco-Sänger
- Mairer, Surasa (* 1959), österreichische Ultramarathonläuferin
- Mairesse, Guy (1910–1954), französischer Formel-1-Fahrer
- Mairesse, Jacques (1904–1940), französischer Fußballspieler
- Mairesse, Valérie (* 1954), französische Schauspielerin
- Mairesse, Willy (1928–1969), belgischer Automobilrennfahrer
- Mairet, Alexandre (1880–1947), Schweizer Maler und Holzschneider
- Mairet, Jean (1604–1686), französischer Autor
- Mairet, Jeanne (1843–1936), französische Autorin
- Mairet, Philip (1886–1975), englischer Soziologe, Zeichner, Autor, Übersetzer und Journalist
- Mairhofen, Franz Ludwig Christoph Ignatius von († 1788), Hof- und Regierungsrat und Fuldaischer Vizekanzler
- Mairhofer, Manuel (* 1985), österreichischer Schauspieler
- Mairhofer, Sandra (* 1992), italienische Triathletin
- Mairhofer, Tanja (* 1976), österreichische Fernsehmoderatorin und SchauspielerinTanja Mairhofer (* 1976)

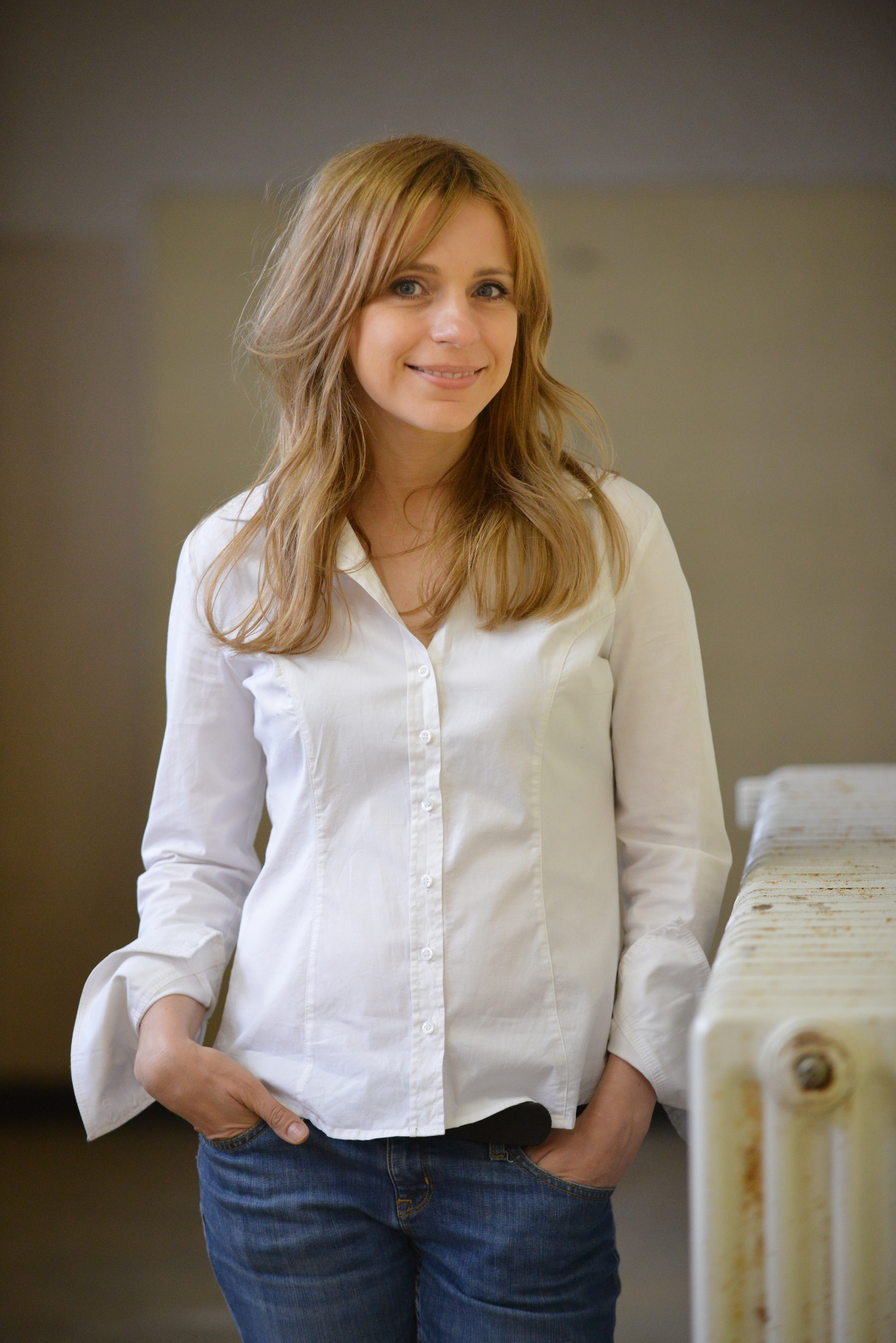
Tanja Mairhofer (* 1976)

- Mairhofer, Till (* 1958), österreichischer Schriftsteller und Verleger
- Mairi, Ivy (* 1988), kanadische Sängerin und Songwriterin
- Mairich, Antje (* 1974), deutsche Schauspielerin, Sprecherin und Moderatorin
- Mairich, Hugo (1863–1902), deutscher Bauingenieur
- Mairich, Max (1910–1990), deutscher SchauspielerMax Mairich (1910–1990)

Max Mairich (1910–1990)

- Mairinger, Hans Dieter (* 1943), österreichischer Soziologe, Pädagoge, Mundartdichter
- Mairinger, Max (1898–1972), österreichischer Finanzbeamter und Politiker (ÖVP), Abgeordneter zum Nationalrat
- Mairitsch, Karin (* 1968), Bildende Künstlerin, Gestalterin, Kuratorin, Dozentin, Bildungsmanagerin, Autorin und Herausgeberin
- Mairitsch, Martin (* 1986), österreichischer Eishockeyspieler
- Mairobert, Mathieu-François Pidansat de (1727–1779), französischer Journalist und Pamphletist
- Mairock, Andre (1902–1968), deutscher Heimatschriftsteller
- Mairongo, Jean (* 2001), ecuadorianischer Speerwerfer
- Maironis (1862–1932), litauischer Nationaldichter und katholischer Theologe
- Mairose, Raimond († 1427), Kardinal der Römischen Kirche
- Mairose, Ralf (1940–2001), deutscher Politiker (CDU), MdHB
- Mairot, Clarisse (* 2001), französische Handballspielerin
- Mairowitz, David Zane (* 1943), US-amerikanischer Schriftsteller
- Mairs, Gregory (* 1994), englischer Badmintonspieler
- Mairura Okemwa, Joseph (* 1954), kenianischer Geistlicher, römisch-katholischer Bischof von Kisii
- Mairwöger, Gottfried (1951–2003), österreichischer Maler
- Mairy, Frédéric (* 1973), Schweizer Politiker (SP)

### Mais
- Mais, Alan, Baron Mais (1911–1993), britischer Politiker
- Mais, Alfons (* 1962), deutscher Generalleutnant und Inspekteur des HeeresAlfons Mais (* 1962)

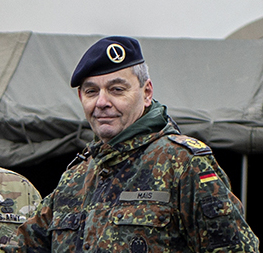
Alfons Mais (* 1962)

- Mais, Edgar (1926–2024), deutscher Lehrer, Heimatforscher und Politiker (SPD), MdL
- Mais, Georg (* 1958), deutscher Dirigent
- Mais, Roger (1905–1955), jamaikanischer Schriftsteller, Dichter und Journalist
- Maisack, Erna (* 1941), deutsche Leichtathletin
- Maisak, Petra (* 1950), deutsche Kunsthistorikerin
- Maisak, Walter (1912–2002), deutscher Maler
- Maisaks, Egons (1948–1994), sowjetischer bzw. lettischer Theater- und Film-Schauspieler
- Maïsano, Brandon (* 1993), französischer Automobilrennfahrer
- Maisch, Gerd (* 1964), deutscher Kommunalpolitiker (Freie Wähler), Oberbürgermeister von Vaihingen an der Enz
- Maisch, Herbert (1890–1974), deutscher Theaterintendant, Bühnen- und Filmregisseur
- Maisch, Katharina (* 1997), deutsche Leichtathletin
- Maisch, Michael (* 1966), deutscher Barocktrompeter
- Maisch, Nicole (* 1981), deutsche Politikerin (Bündnis 90/Die Grünen), MdB
- Maisch, Ulrike (* 1977), deutsche Langstreckenläuferin
- Maischberger, Martin (* 1964), deutscher Klassischer Archäologe
- Maischberger, Sandra (* 1966), deutsche Journalistin, Moderatorin und ProduzentinSandra Maischberger (* 1966)

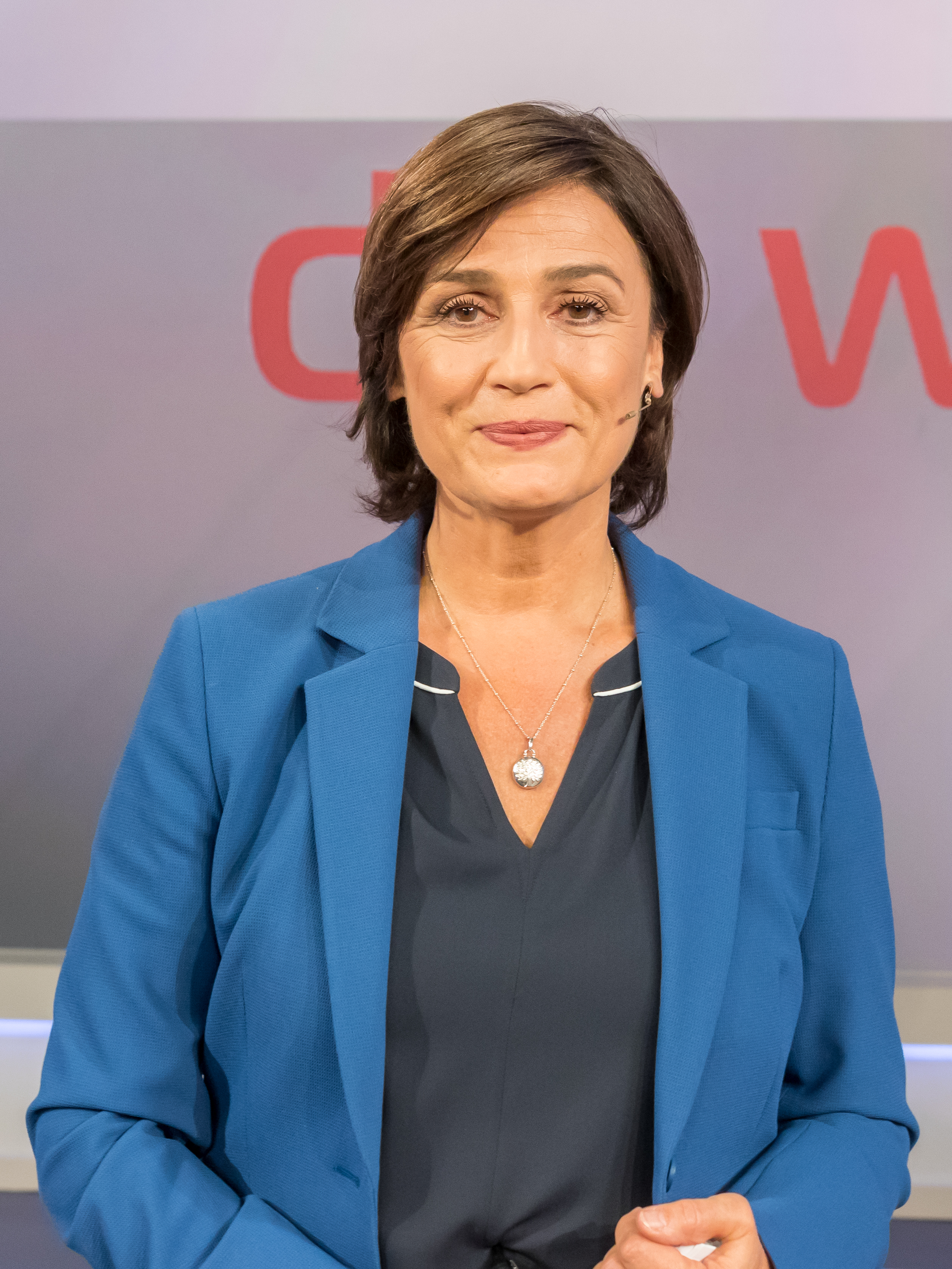
Sandra Maischberger (* 1966)

- Maischein, Paul (1912–1988), deutscher SS-Rottenführer und SS-Sanitätsdienstgrad
- Maisel, Boris Sergejewitsch (1907–1986), russisch-sowjetischer Komponist
- Maisel, Ernst (1896–1978), deutscher Offizier, Generalleutnant im Zweiten Weltkrieg
- Maisel, Jana (* 1961), deutsche Sportlerin
- Maisel, Karl (1890–1982), österreichischer Gewerkschafter und Politiker (SPÖ), Abgeordneter zum Nationalrat
- Maisel, Louis Sandy (1945–2024), US-amerikanischer Politikwissenschaftler und Hochschullehrer
- Maisel, Lucian (* 1994), US-amerikanischer Schauspieler
- Maisel, Lukas (* 1987), Schweizer Schriftsteller
- Maisel, Norbert Ralph (* 1950), deutscher Musiker und Autor
- Maisel, Rudolph (1901–1956), deutscher Gewerkschafter und Politiker (KPD, SED), MdV
- Maisel, Sergei Ossipowitsch (1882–1955), russischer Physiker und Hochschullehrer
- Maiselis, Ilja Lwowitsch (1894–1978), sowjetischer Schachspieler, Theoretiker, Historiker und Literat
- Maisenberg, Oleg (* 1945), russisch-österreichischer Pianist
- Maish, Levi (1837–1899), US-amerikanischer Politiker
- Maish, Steve (* 1963), englischer Dartspieler
- Maiski, Iwan Michailowitsch (1884–1975), sowjetischer Diplomat, Politiker und Historiker
- Maisky, Lily (* 1987), französische Pianistin
- Maisky, Mischa (* 1948), sowjetisch-israelischer CellistMischa Maisky (* 1948)

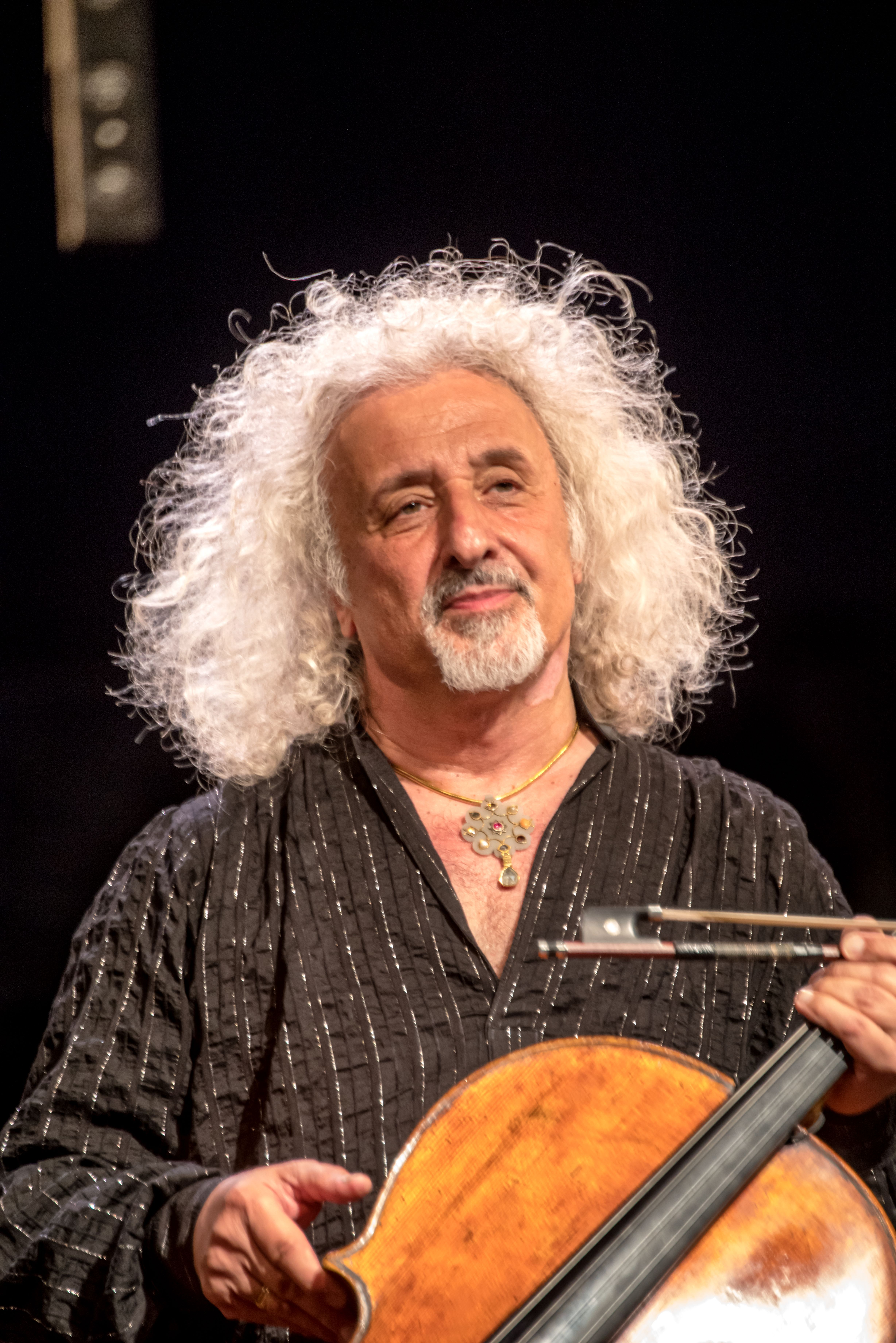
Mischa Maisky (* 1948)

- Maisler, Francine, US-amerikanische Casting-Direktorin und Filmproduzentin
- Maislinger, Adolf (1903–1985), deutscher KZ-Häftling im KZ Dachau
- Maislinger, Andreas (* 1955), österreichischer Politikwissenschaftler und Historiker
- Maison, Nicolas-Joseph (1771–1840), französischer General und Staatsmann, Marschall von Frankreich
- Maison, Rudolf (1854–1904), deutscher Bildhauer
- Maison, Wolfgang (* 1971), deutscher Chemiker
- Maisonade, Albertin († 1799), Zisterzienser und Märtyrer
- Maisonet, Kayla (* 1999), US-amerikanische Kinderdarstellerin und Model
- Maisonneuve, Brian (* 1973), US-amerikanischer Fußballspieler
- Maisonneuve, J. G. (1809–1897), französischer Chirurg
- Maisonobe, Sam (* 2003), französischer Radrennfahrer
- Maiss, Bernhard (* 1955), deutscher Radrennfahrer
- Maiß, Eduard Eusebius (* 1830), deutscher Richter und Parlamentarier
- Maiß, Georg (1860–1929), deutscher Richter und Parlamentarier
- Maiß, Ulrich (* 1967), deutscher Cellist
- Maiß, Vanessa (* 1978), deutsche Fußballspielerin
- Maissen, Carmelia (* 1977), Schweizer Politikerin (Die Mitte, vormals CVP)
- Maissen, Clau (1621–1678), Bündner Landammann und Landrichter
- Maissen, Erni (* 1958), Schweizer Fussballspieler
- Maissen, Flurin (1906–1999), Schweizer Benediktinerpater und Naturwissenschaftler
- Maissen, Theo (* 1944), Schweizer Politiker (CVP)
- Maissen, Thomas (* 1962), Schweizer Historiker
- Maissen, Toya (1939–1991), Schweizer Journalistin und Sozialdemokratin
- Maissenbacher, Werner (* 1944), deutscher Tischtennisspieler
- Maissuradse, Badri (* 1966), georgischer Opernsänger (Tenor) und Schauspieler
- Maiste, Meelis (* 1976), estnischer Badmintonspieler
- Maister, Barry (* 1948), neuseeländischer Hockeyspieler und IOC-Mitglied
- Maister, Michael Josef († 1696), 14. Propst von Stift Pöllau in der Steiermark
- Maister, Rudolf (1874–1934), jugoslawischer General und DichterRudolf Maister (1874–1934)

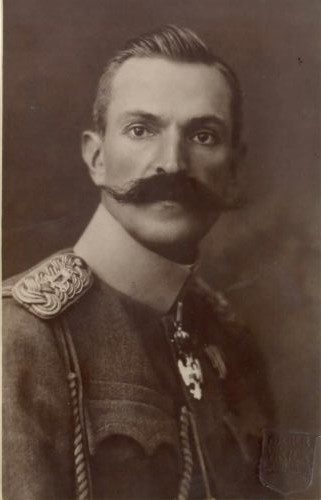
Rudolf Maister (1874–1934)

- Maister, Selwyn (* 1946), neuseeländischer Hockeyspieler
- Maisters, Berls (1919–1998), lettischer Fußballspieler
- Maisto, Massimiliano (* 1980), italienischer Radrennfahrer
- Maistre, Casimir (1867–1957), französischer Geograph und Afrikaforscher
- Maistre, Charles le (1874–1953), britischer Vorreiter in der Standardisierung der Elektrotechnik
- Maistre, François (1925–2016), französischer Filmschauspieler
- Maistre, Joseph de (1753–1821), französischer Staatsmann und savoyischer SchriftstellerJoseph de Maistre (1753–1821)

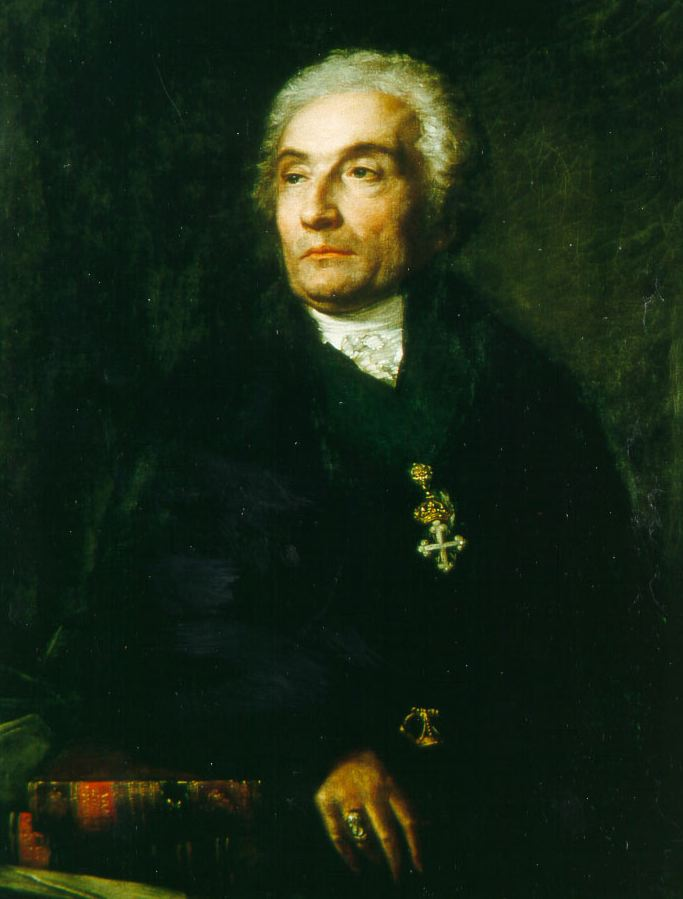
Joseph de Maistre (1753–1821)

- Maistre, Paul (1858–1922), französischer General
- Maistre, Xavier de (1763–1852), französischer Schriftsteller, Maler und Militär
- Maistre, Xavier de (* 1973), französischer Harfenist
- Maistrenko, Alexander (* 1964), russischer Handballspieler und -trainer
- Maistriau, Robert (1921–2008), belgischer Widerstandskämpfer
- Maistriau, Victor (1870–1961), belgischer Politiker
- Maisūn, Lieblingsgemahlin des umayyadischen Kalifen Muʿāwiya I.
- Maisuradse, Awtandil (1955–2025), sowjetischer Ringer
- Maisuradse, Luka (* 1998), georgischer Judoka

### Mait
- Maita, Aki (* 1967), japanische Erfinderin
- Maita, Fernanda (* 2003), venezolanische Leichtathletin
- Maita, José Antonio (* 1998), venezolanischer Mittelstreckenläufer
- Maita, Víctor (* 1992), peruanischer Bauern- und Landarbeiter-Gewerkschafter sowie Jurist und Politikwissenschaftler
- Maitakow, Sergei Wladimirowitsch (* 1990), russischer Skirennläufer
- Maitan, Livio (1923–2004), italienischer Trotzkist
- Maitani, Lorenzo († 1330), Architekt und Bildhauer der italienischen Gotik
- Maitani, Yoshihisa (1933–2009), japanischer Fotokamera-Designer
- Maitek, Henry (1922–2007), deutscher Fotograf
- Maitena (* 1962), argentinische Comiczeichnerin
- Maitey, Harry (1807–1872), erster Hawaiier in Preußen und DeutschlandHarry Maitey (1807–1872)

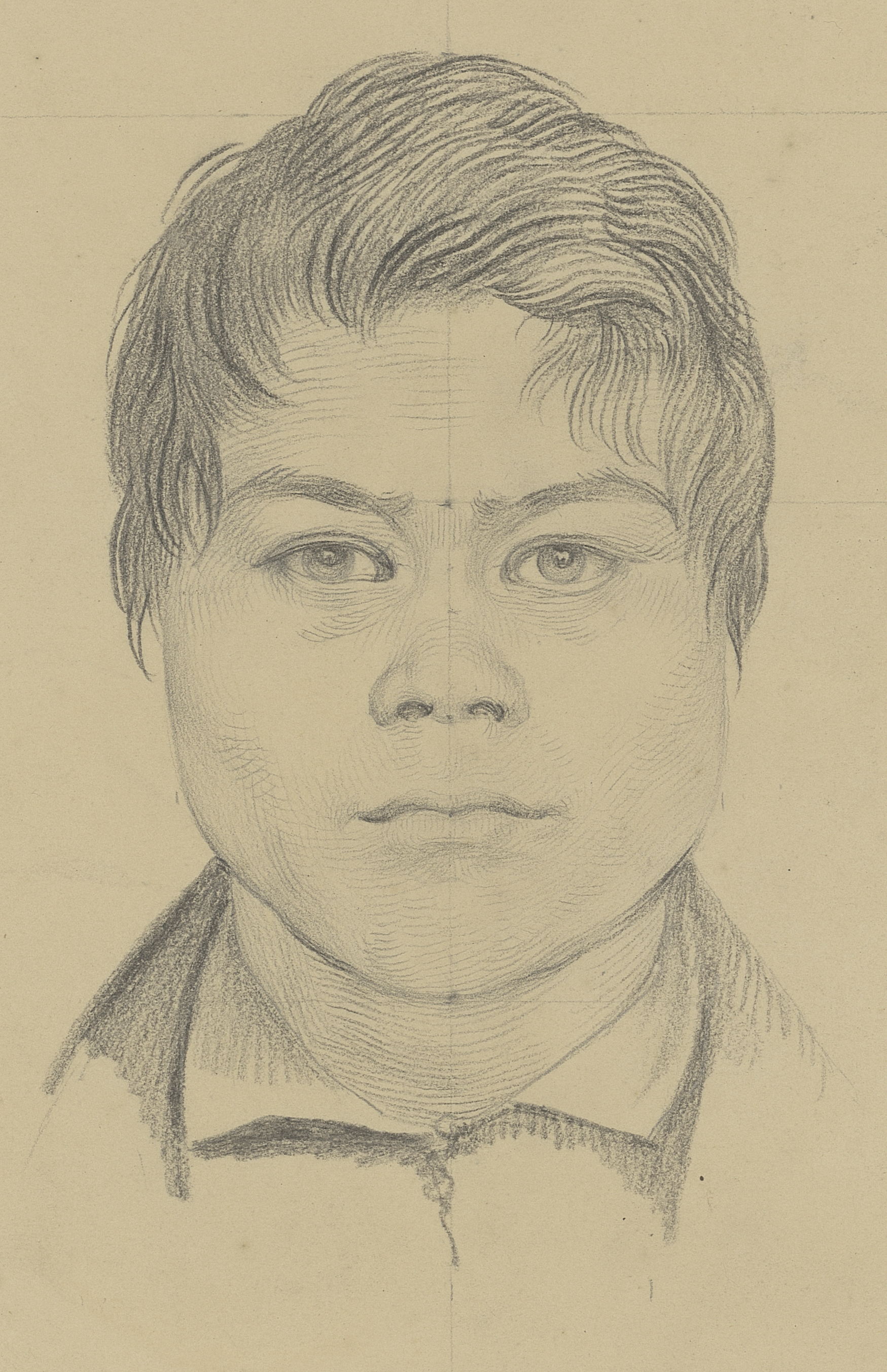
Harry Maitey (1807–1872)

- Maitland, Agnes Catherine (1850–1906), britische Erzieherin, Autorin und Hochschullehrerin
- Maitland, Alexander (1844–1925), US-amerikanischer Politiker
- Maitland, Bob (1924–2010), englischer Radrennfahrer
- Maitland, Caroline (1858–1920), britische Dichterin und Schriftstellerin
- Maitland, Clover (* 1972), australische Hockeyspielerin
- Maitland, Donald (1922–2010), britischer Diplomat und Regierungsbeamter, Botschafter in Libyen, Ständiger Vertreter bei den Europäischen Gemeinschaften und den Vereinten Nationen
- Maitland, Edward (1824–1897), englischer Autor und Theosoph
- Maitland, Frederic William (1850–1906), englischer Jurist und Historiker
- Maitland, Geoffrey (1924–2010), australischer Physiotherapeut
- Maitland, James, 8. Earl of Lauderdale (1759–1839), britischer Peer, Politiker und Wirtschaftswissenschaftler
- Maitland, John, 1. Duke of Lauderdale (1616–1682), schottischer Adliger und Politiker
- Maitland, John, 1. Earl of Lauderdale († 1645), schottischer Peer, Politiker und Jurist
- Maitland, Julia (1808–1864), englische Schriftstellerin
- Maitland, Lorna (* 1943), US-amerikanische Schauspielerin
- Maitland, Patrick, 17. Earl of Lauderdale (1911–2008), britischer Politiker (Conservative Party), Mitglied des House of Commons
- Maitland, Richard (1496–1586), schottischer Staatsmann, Dichter und Historiker
- Maitland, Ronald (1887–1937), kanadischer Segler
- Maitland, Sean (* 1988), neuseeländisch-schottischer Rugby-Union-Spieler
- Maitland, Tod A. (* 1957), US-amerikanischer Tonmeister
- Maitland, Wendy (* 1975), schottische Squashspielerin
- Maitland, William († 1573), schottischer Politiker
- Maitland-Niles, Ainsley (* 1997), englischer Fußballspieler
- Maitlis, Emily (* 1970), britische Journalistin, Filmemacherin und NachrichtensprecherinEmily Maitlis (* 1970)

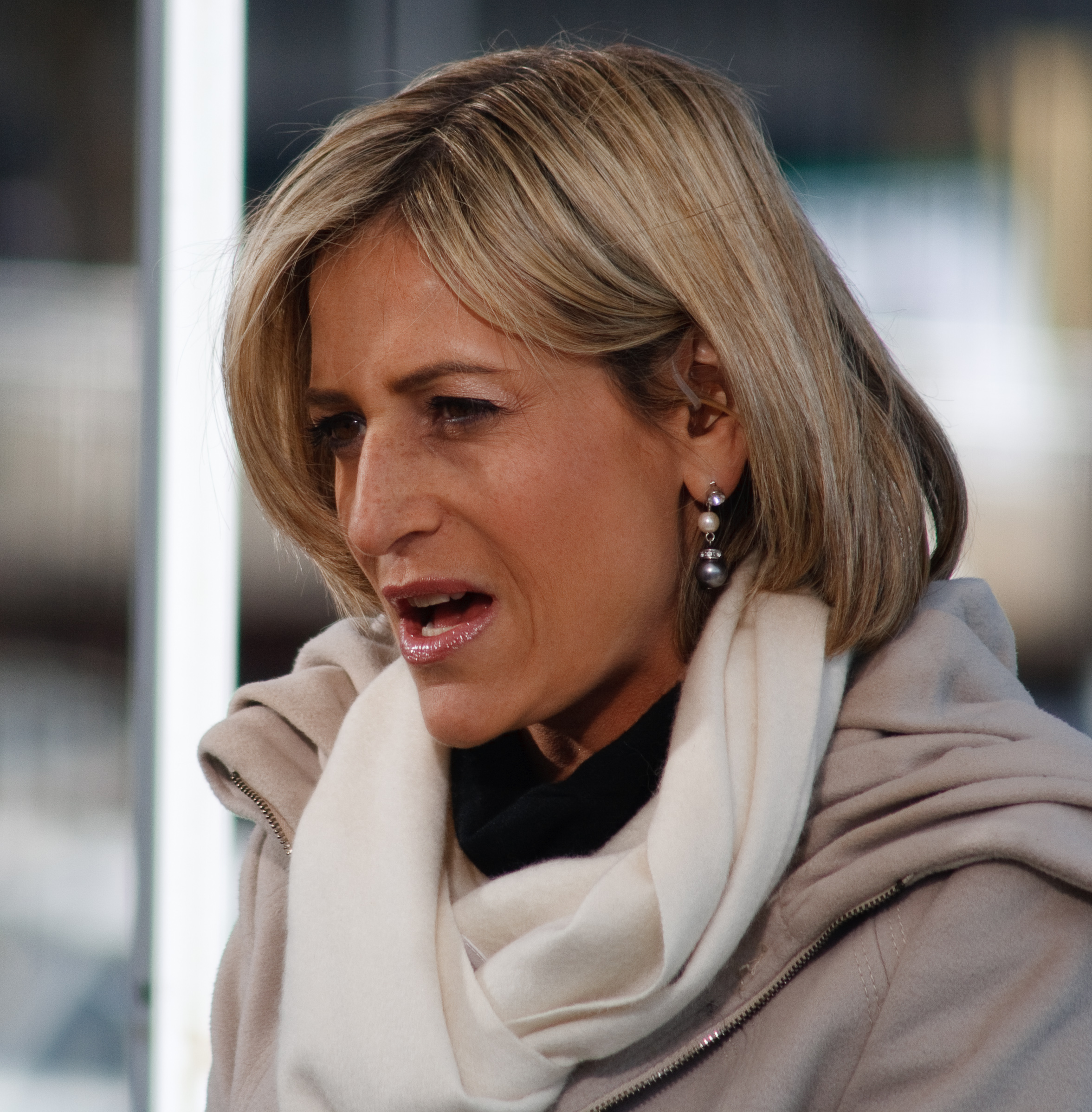
Emily Maitlis (* 1970)

- Maitner, Hans (1942–2020), österreichischer Musikförderer, Bluesproduzent und Hörfunkmoderator
- Maitozo, Devon (* 1975), US-amerikanischer Voltigierer
- Maitra, Kamalesh (1928–2005), indischer Musiker, Komponist und Meister der Tabla Tarang
- Maitre, Damien (* 1984), französischer Skispringer und -trainer
- Maitre, Florian (* 1996), französischer Radsportler
- Maitre, Jean-Philippe (1949–2006), Schweizer Politiker
- Maître, Maurice, französischer Stummfilmregisseur
- Maitre, Vincent (* 1981), Schweizer Politiker
- Maitre, Yves (1917–1966), Schweizer Jurist und Politiker der CVP
- Maitree Kularbkao (* 1989), thailändischer Fußballspieler
- Maîtrejean, Rirette (1887–1968), französische Anarchistin und Feministin
- Maitreya, Sananda (* 1962), US-amerikanischer SängerSananda Maitreya (* 1962)

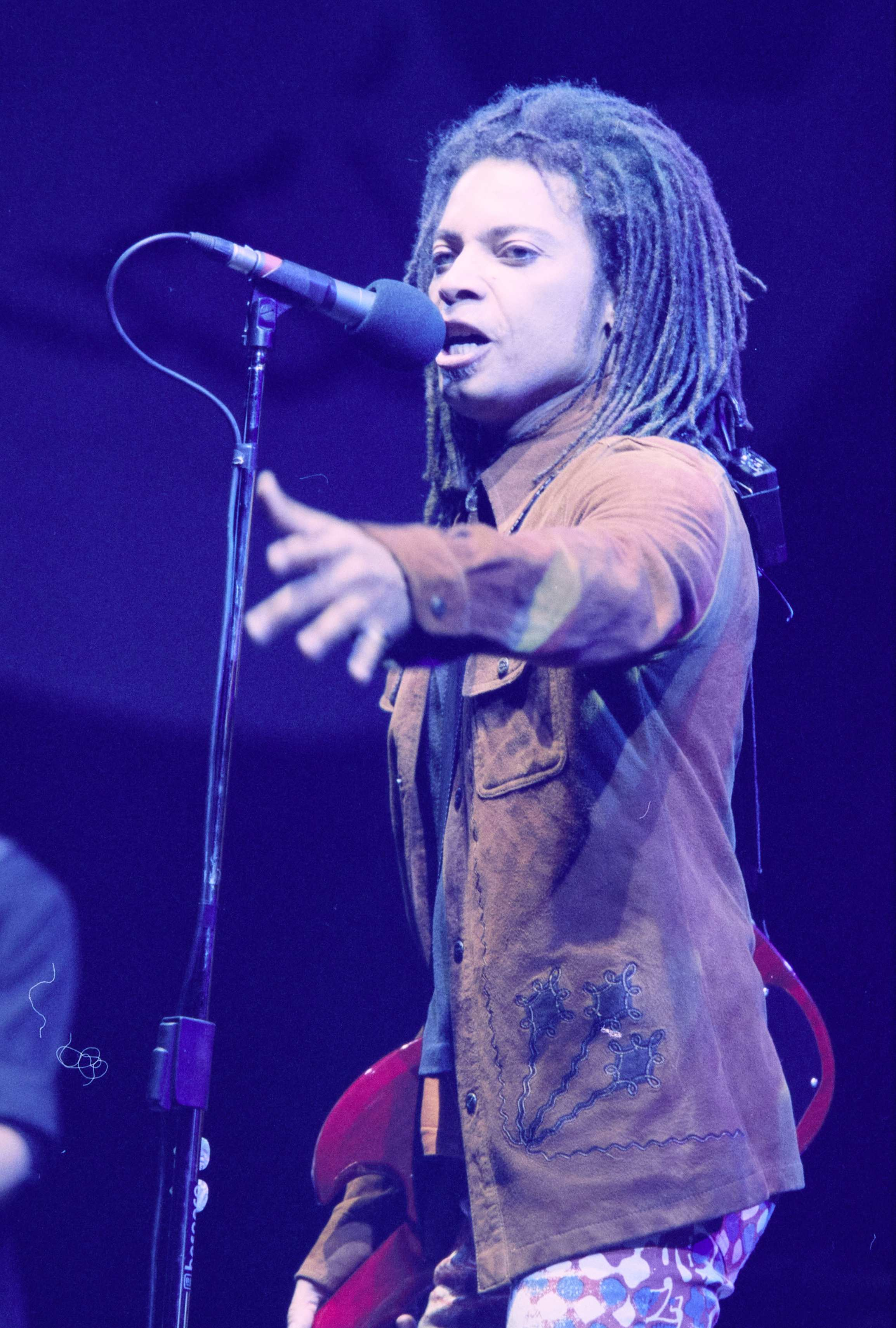
Sananda Maitreya (* 1962)

- Maitron, Jean (1910–1987), französischer Historiker
- Maitrot, Émile (1882–1916), französischer Bahnradsportler und Weltmeister
- Maitseo, Keitumetse (* 1999), botswanischer Sprinter
- Maittaire, Michael (1668–1747), englischer Gelehrter, Philologe und Schriftsteller
- Maitz, Karl (* 1939), österreichischer Politiker (ÖVP), Abgeordneter zum Nationalrat und Steierischer Landtagsabgeordneter

### Maiu
- Maiuri, Amedeo (1886–1963), italienischer Klassischer Archäologe
- Maiuri, Dino (1916–1984), italienischer Drehbuchautor und Filmregisseur
- Maius, Heinrich (1545–1607), deutscher evangelischer Theologe
- Maius, Lucas (1522–1598), deutscher evangelischer Theologe und Dramatiker

### Maiw
- Maiwald, Anna (* 1990), deutsche Leichtathletin
- Maiwald, Armin (* 1940), deutscher Journalist, Fernsehregisseur und -moderatorArmin Maiwald (* 1940)

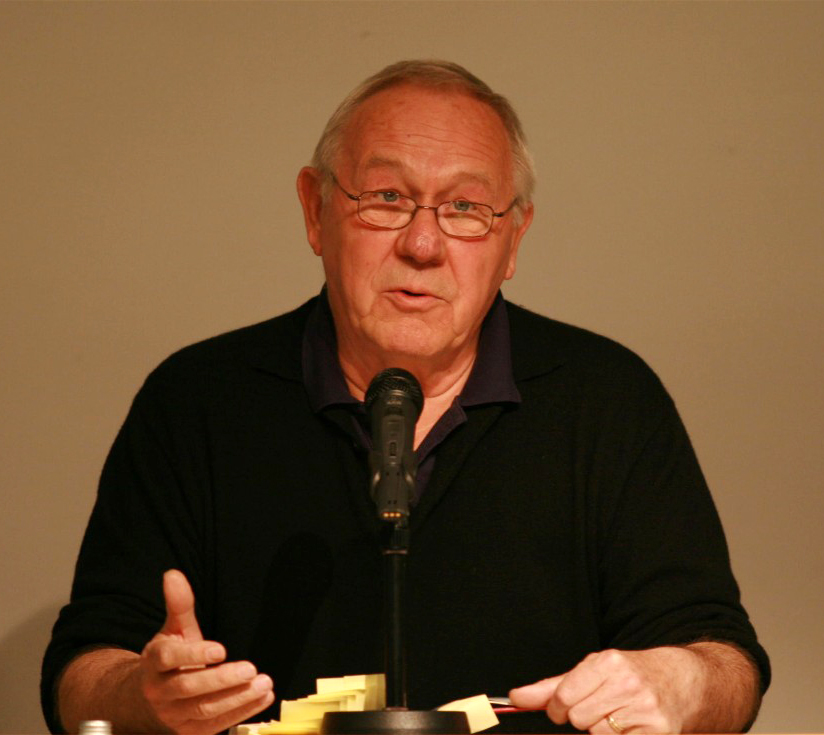
Armin Maiwald (* 1940)

- Maiwald, Birgit (* 1979), deutsche Drehbuchautorin
- Maiwald, Falko (* 1976), deutscher Jurist und Hörfunkjournalist
- Maiwald, Gina Lisa (* 1985), deutsche Schauspielerin
- Maiwald, Jens-Uwe (* 1974), deutscher Schachspieler
- Maiwald, Kai-Olaf (* 1963), deutscher Soziologe
- Maiwald, Kurt (1899–1960), deutscher Agrikulturchemiker
- Maiwald, Manfred (* 1935), deutscher Jurist
- Maiwald, Peter (1946–2008), deutscher Schriftsteller
- Maiwald, Salean A. (* 1948), deutsche Schriftstellerin und Lyrikerin
- Maiwald, Serge (1916–1952), russischer Jurist
- Maiwald, Stefan (* 1971), deutscher Journalist und Schriftsteller
- Maiwald, Ute (* 1961), deutsche Turnerin
- Maiwand, Malalai von († 1880), paschtunische Volksheldin von Afghanistan
- Maiwandwal, Mohammad Haschim (1920–1973), afghanischer Politiker und Journalist
- Maïwenn (* 1976), französische Schauspielerin, Regisseurin und DrehbuchautorinMaïwenn (* 1976)

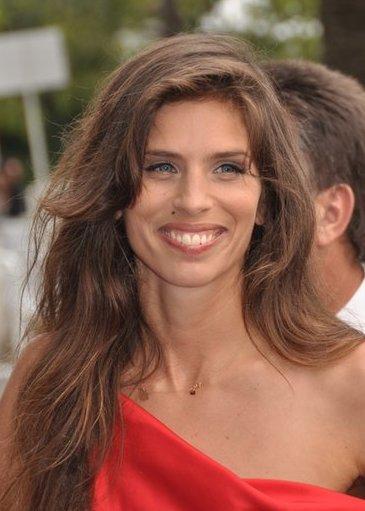
Maïwenn (* 1976)

- Maiwert, Dieter (1958–2025), deutscher Koch

### Maix
- Maix, Barbara (1818–1873), römisch-katholische Ordensfrau, Ordensgründerin
- Maix, Kurt (1907–1968), österreichischer Bergsteiger und Autor
- Maixner, Wilhelm (1877–1941), österreichischer Politiker (DnP), Abgeordneter zum Nationalrat

### Maiy
- Maiyegun, Nojim (1941–2024), nigerianischer Boxer
- Maiyo, Benjamin (* 1978), kenianischer Langstreckenläufer
- Maiyo, Jonathan (* 1988), kenianischer Langstreckenläufer
- Maiyo, Maureen Jelagat (* 1985), kenianische Hürdenläuferin
- Maiyoro, Nyandika (1931–2019), kenianischer Mittel- und Langstreckenläufer

### Maiz
- Maizani, Azucena (1902–1970), argentinische Tangosängerin, Komponistin und Schauspielerin
- Maizar, Hisham (1942–2015), Schweizer Arzt und Präsident der Föderation Islamischer Dachverbände in der Schweiz
- Maizares, Alberto, bolivianischer Radrennfahrer
- Maize, Bob (1945–2004), amerikanischer Jazzmusiker
- Maizels, Alfred (1917–2006), britischer Wirtschaftswissenschaftler
- Maizière, Andreas de (* 1950), deutscher Bankmanager
- Maizière, Clemens de (1906–1980), deutscher Jurist
- Maizière, Ernst de (1841–1898), deutscher Jurist
- Maizière, Eva de (1915–2003), deutsche Bildhauerin und Graphikerin
- Maizière, Lothar de (* 1940), deutscher Politiker (CDU), MdV, Ministerpräsident der DDR, MdBLothar de Maizière (* 1940)

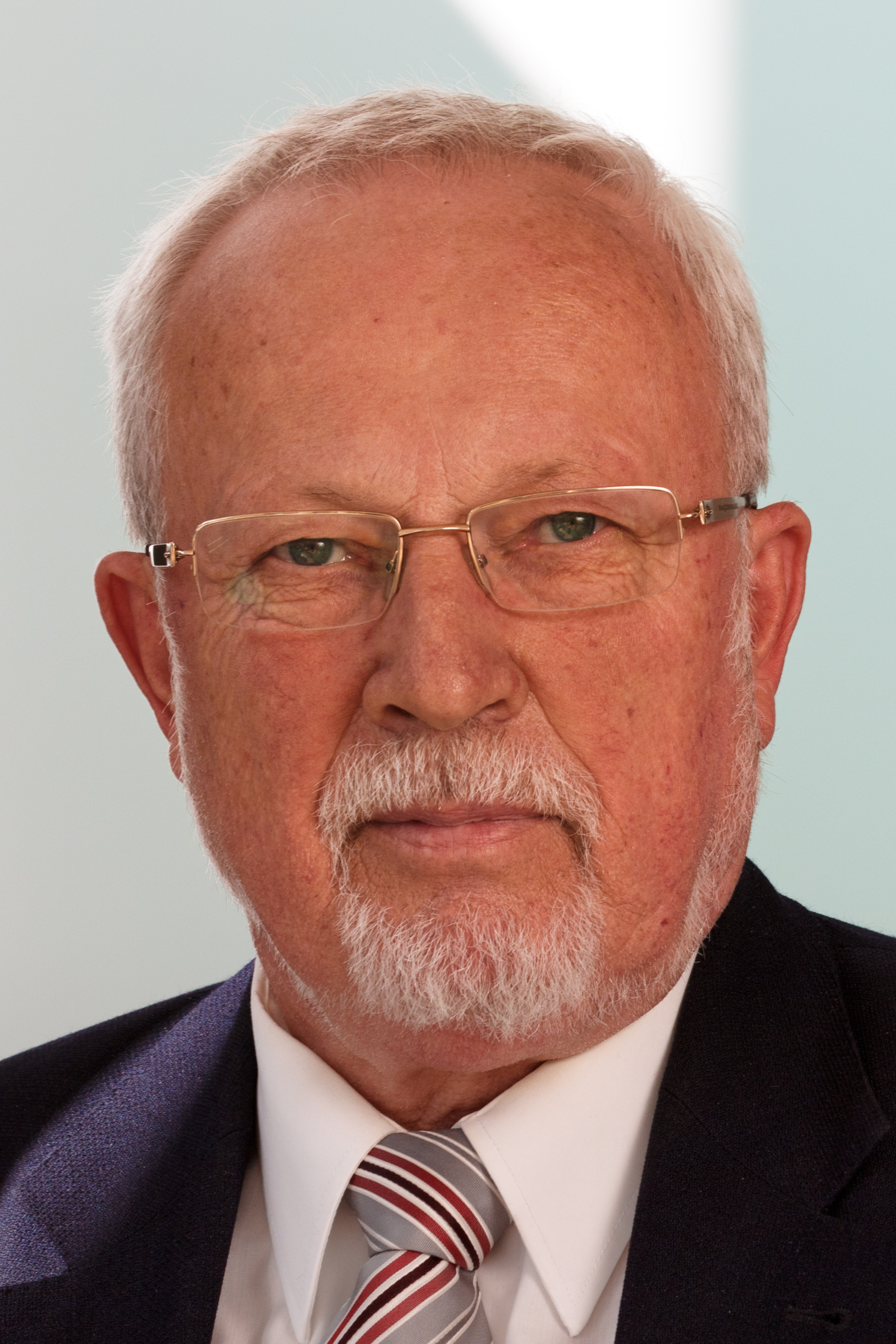
Lothar de Maizière (* 1940)

- Maizière, Thomas de (* 1954), deutscher Politiker (CDU), MdB, Innenminister
- Maizière, Ulrich de (1912–2006), deutscher Militär, Generalinspekteur der Bundeswehr und Präsident der Clausewitz-Gesellschaft
- Maïzoumbou, Samna (1898–1965), nigrischer Politiker
- Maíztegui y Besoitaiturria, Juan José (1878–1943), spanischer Geistlicher und Erzbischof von Panama
- Maiztegui, Isidro (1905–1996), argentinischer Komponist